# Liste der Straßennamen von Wien/Floridsdorf
1., Innere Stadt |
2., Leopoldstadt |
3., Landstraße |
4., Wieden |
5., Margareten |
6., Mariahilf |
7., Neubau |
8., Josefstadt |
9., Alsergrund |
10., Favoriten |
11., Simmering |
12., Meidling |
13., Hietzing |
14., Penzing |
15., Rudolfsheim-Fünfhaus |
16., Ottakring |
17., Hernals |
18., Währing |
19., Döbling |
20., Brigittenau |
21., Floridsdorf |
22., Donaustadt |
23., Liesing
Liste der Straßen, Gassen und Plätze des 21. Wiener Gemeindebezirks Floridsdorf.
| Historische Straßennamen – Literatur – Weblinks |

## A

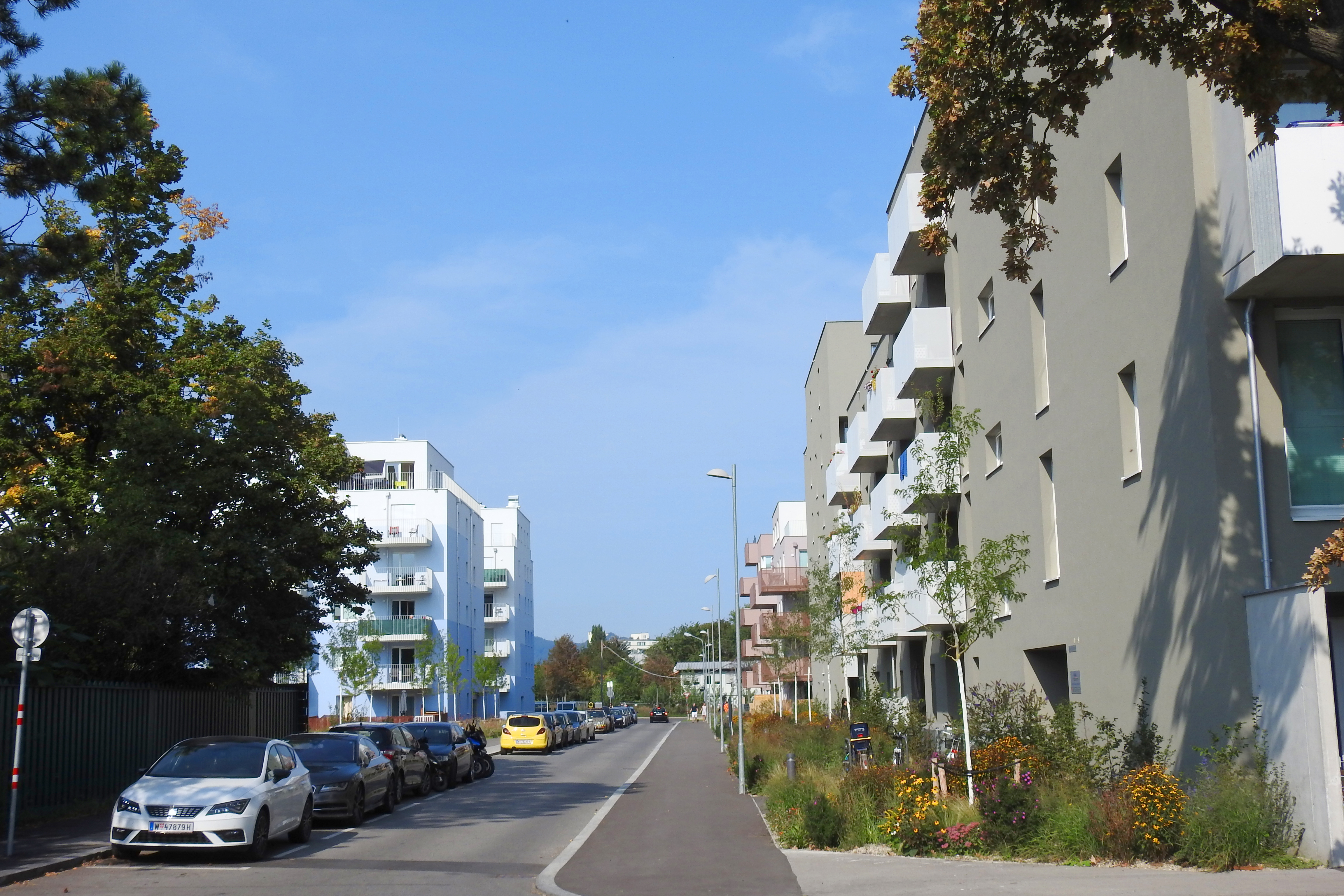
Adrienne-Gessner-Gasse

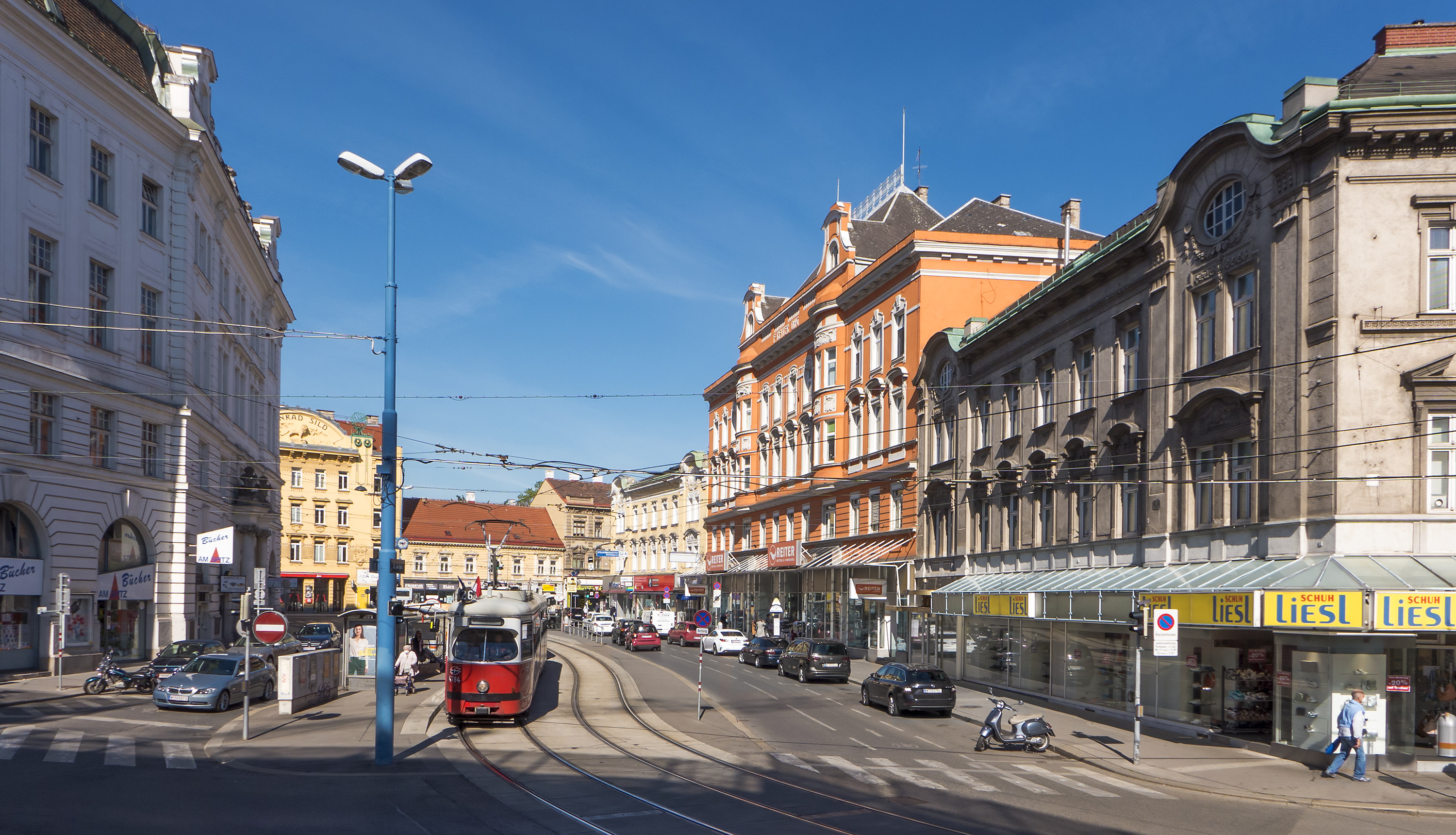
Am Spitz

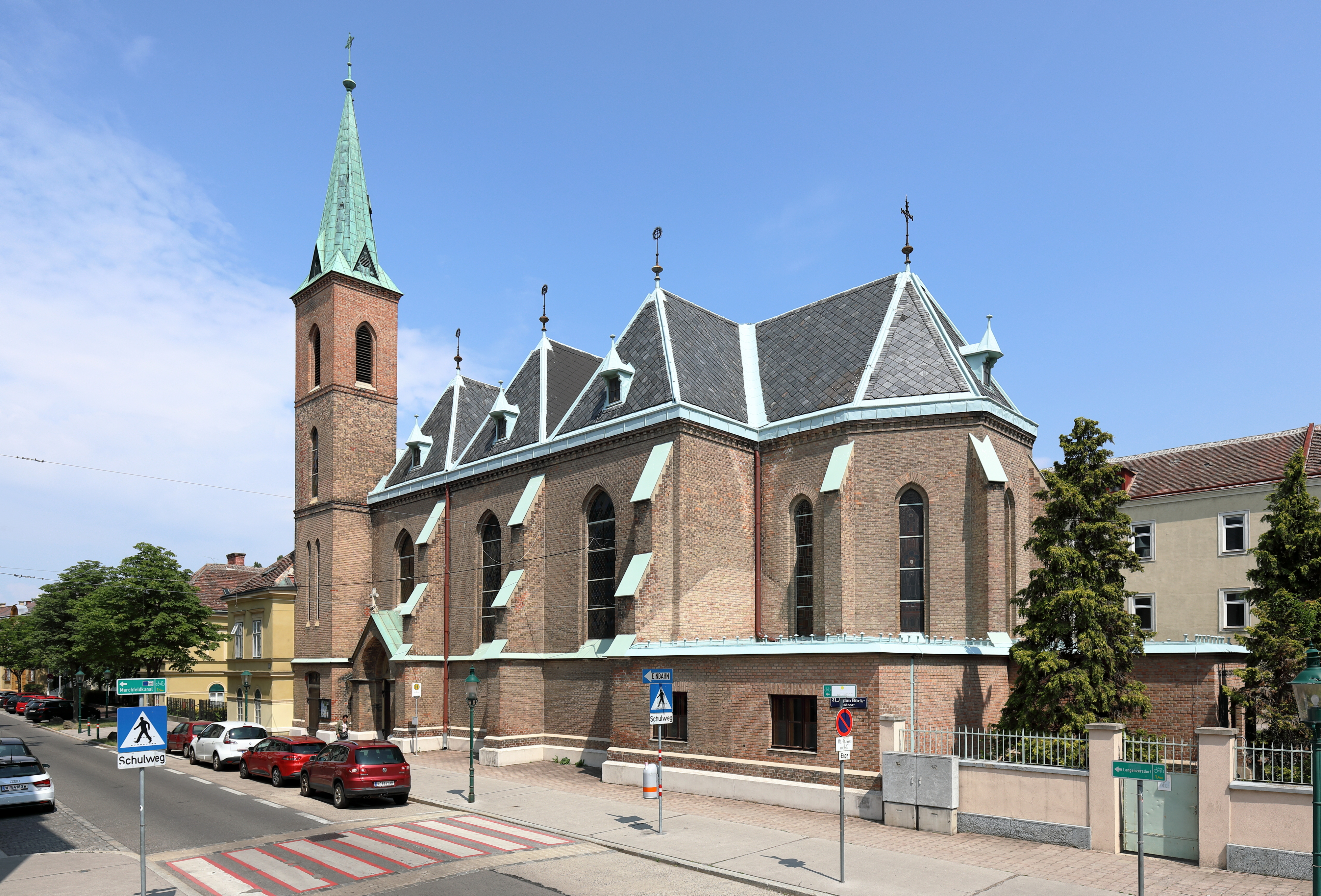
Klosterkirche Maria Immaculata in der Anton-Böck-Gasse

- Achardgasse (Großjedlersdorf), 1936 benannt nach dem deutschen Naturwissenschaftler Franz Carl Achard (1753–1821); er entwickelte die Technik, Zucker aus Zuckerrüben herzustellen. Im Jahr 1802 errichtete er in Preußen die erste funktionsfähige Rübenzuckerfabrik der Welt.
- Achengasse (Leopoldau), 1953 benannt nach dem Fluss Großache in Tirol (auch „Große Ache“ und „Tiroler Achen“ genannt).
- Ackerweg (Stammersdorf), 2011 benannt nach dem Flurnamen Acker, der die Charakteristik der Landschaft – Ackerflächen – wiedergeben soll. Ein Acker, auch Feld genannt, ist ein landwirtschaftlich genutzter Boden, der regelmäßig zum Beispiel mit einem Pflug bearbeitet und mit einer Feldfrucht bestellt wird. Das Wort Acker geht zurück auf das indogermanische agro und bezeichnete zunächst nur das Land außerhalb von Ansiedlungen, wo man das Vieh zur Weide und auch zur Düngung des Bodens hintrieb. Verwandt damit sind das griechische agros und das lateinische ager, die beide Feld meinen.[1]
- Aderklaaer Straße (Leopoldau), 1910 benannt nach dem nahegelegenen Aderklaa in Niederösterreich.
- Adolf-Amadeo-Gasse (Strebersdorf), 1960 benannt nach dem Beamten Adolf Amadeo (1881–1930), Bezirksrat und Gründer des Floridsdorfer Arbeiterturnvereines sowie einer Arbeiterbücherei.[2]
- Adolf-Loos-Gasse (Leopoldau), 1970 benannt nach dem Architekten Adolf Loos (1870–1933); er gilt als einer der Pioniere der Moderne in der mitteleuropäischen Architektur. Seine bekanntesten Arbeiten in Wien sind das Looshaus sowie die Ausstattung des Café Museum und der American Bar.
- Adolf-Loos-Weg (Leopoldau), siehe Adolf-Loos-Gasse.
- Adolf-Uthmann-Gasse (Schwarze Lackenau), 1932 benannt nach dem deutschen Komponisten und Chorleiter Gustav Adolf Uthmann (1867–1920); im Hauptberuf Krankenkassen-Angestellter, leitete er ab 1891 mehrere Arbeitergesangsvereine und komponierte mehr als 400 Chorlieder, von denen einige auch in Wien häufig aufgeführt wurden. 1906 arrangierte Uthmann die „Internationale“ für Männerchöre.[3]
- Adrienne-Gessner-Gasse (Leopoldau), 2014 benannt nach der Schauspielerin Adrienne Gessner (eigentlich Adrienne Geiringer, 1896–1987); sie wirkte ab 1916 in Theatern in Österreich und Deutschland sowie bei den Salzburger Festspielen. Ab 1931 spielte sie in unzähligen Filmen mit, ab 1958 war sie auch beim Fernsehen tätig. Die Verkehrsfläche wurde bereits vor ihrer Errichtung benannt.
- Aistgasse (Leopoldau), 1953 benannt nach dem Fluss Aist im Mühlviertel, Oberösterreich.
- Albertisgasse (Großjedlersdorf), 1966 benannt nach dem ehemaligen Kleingartenverein „Albertis“.
- Albert-Sever-Straße (Stammersdorf / Gerasdorf), benannt (Datum unbekannt) nach dem sozialdemokratischen Politiker Albert Sever (1867–1942), Abgeordneter im Niederösterreichischen Landtag (ab 1908), Bezirksparteivorsitzender der Sozialdemokraten in Ottakring (ab 1913), erster demokratischer Landeshauptmann von Niederösterreich (1919–1921). Die Straße verläuft an der Grenze zur nördlichen Nachbargemeinde Gerasdorf bei Wien, Ortsteil Föhrenhain, und befindet sich dem Freytag-Berndt-Stadtplan zufolge auf Gerasdorfer Gebiet (Grenze am südlichen Straßenrand).
- Alfred-Huth-Gasse (Strebersdorf), 1992 benannt nach dem Hauptmann Alfred Huth (1918–1945); er war als Widerstandskämpfer an der „Operation Radetzky“ beteiligt, die die kampflose Übergabe der Stadt Wien an die heranrückende sowjetische Armee zum Ziel hatte. Huth wurde im April 1945 gemeinsam mit Major Karl Biedermann und Oberleutnant Rudolf Raschke verhaftet und hingerichtet. Die Biedermann-Huth-Raschke-Kaserne in Penzing erinnert ebenfalls an ihn. Siehe auch die Ferdinand-Käs-Gasse, die Karl-Biedermann-Gasse und die Rudolf-Raschke-Gasse in Floridsdorf sowie den Carl-Szokoll-Platz im 9. Bezirk Alsergrund.
- Alfred-Nobel-Straße (Leopoldau), 1933 benannt nach dem schwedischen Chemiker Alfred Nobel (1833–1896). Er war ein erfolgreicher Erfinder, insgesamt wurden ihm 355 Patente zugesprochen. Am bekanntesten wurde seine Erfindung des Dynamits. Im Jahr 1900 stiftete er den Nobelpreis.
- Allissengasse (Leopoldau) (bis 1999 amtlich: Allißengasse), 1953 benannt nach einem Riednamen.
- Almgasse (Leopoldau), 1953 benannt nach dem Fluss Alm in Oberösterreich.
- Alois-Negrelli-Gasse (Leopoldau), 1933 benannt nach dem Ingenieur Alois Negrelli (1799–1858); er baute Straßen, Brücken, Eisenbahnlinien und einige Kirchen in Österreich, Italien und der Schweiz. Ab 1836 entwickelte Negrelli die Pläne für den Bau des Sueskanals, ab 1857 war er der technische Direktor der Suezkanal-Gesellschaft.
- Alpiltoweweg (Leopoldau), 1970 benannt nach dem historischen Namen Alpiltowe für Eipeldau (Leopoldau).
- Alte Bahntrasse (Stammersdorf), 2011 benannt nach der ehemaligen Bahntrasse unmittelbar nördlich des Bahnhofs Stammersdorf; siehe auch Bahnhofplatz.
- Alte Leopoldauer Schleife (Leopoldau), 2021 benannt nach der gleichnamigen Kleingartenanlage  zwischen Wagramer Straße und Hofstättenweg. Deren Name nimmt wiederum Bezug auf eine Gleisverbindung zwischen der Nordbahn und dem Verschiebebahnhof Breitenlee, die hier verlief.
- Alter Wiener Weg (Leopoldau), Benennungsdatum unbekannt; nach einer einstigen Straße, die vor der Donauregulierung von Leopoldau zum Flussübergang Richtung Wien führte; später durch Nordbahn- und Siemens-Gelände auf kurzen Rest reduziert
- Am Bisamberg (Strebersdorf, Stammersdorf), 1912 benannt nach dem 358 m hohen Bisamberg, dessen südliche Ausläufer bis in den 21. Bezirk Floridsdorf reichen. Hieß davor Obere Kellergasse.
- Am Bruckhaufen (Donaufeld), 1995 benannt nach der Siedlung „Bruckhaufen“ bzw. nach einer ehemaligen Insel im alten Donaubett. War davor Teil der Verkehrsfläche Am Hubertusdamm.
- Am Häufel (Jedlesee), 1996 benannt nach einer schon zuvor ortsüblichen Bezeichnung.
- Am Hubertusdamm (Schwarzlackenau), benannt nach dem parallel verlaufenden Hubertusdamm, dieser im 18. Jahrhundert nach Wasserbautechniker Johann Sigismund Hubert (1736–1792) benannt, der 1787 den ersten Hochwasserschutzdamm am linken Donauufer errichtet hatte. Um 1900 Hubertusstraße, 1956 Hubertusdamm, seit 1966 Am Hubertusdamm.
- Am Nordbahndamm (Donaufeld), 1995 benannt nach dem parallel verlaufenden Bahndamm der Nordbahn.
- Am Nordwestbahnhof (Großjedlersdorf), 1909 benannt nach dem 1870 bis 1873 erbauten Bahnhof der Nordwestbahn. Hieß vorher Nordwestbahnstraße.
- Am oberen Kirchberg (Stammersdorf), 1975 benannt nach einem Flurnamen.
- Am Rollerdamm (Floridsdorf, Donaufeld), 1995 benannt nach einem ehemaligen Einkehrgasthof aus der Zeit der Donauregulierung. War davor Teil der Verkehrsfläche Am Hubertusdamm.
- Am Spitz (Floridsdorf), 1874 benannt zur Wahrung des Ortsnamens der ehemaligen Gemeinde Jedlersdorf am Spitz, die 1874 mit Floridsdorf vereinigt wurde. Der Spitz selbst ist die hier befindliche Gabelung von Prager und Brünner Straße.
- Ampèregasse (Jedlesee), 1952 benannt nach dem französischen Physiker und Mathematiker André-Marie Ampère (1775–1836); nach ihm ist das „Ampere“, die internationale Einheit der elektrischen Stromstärke, benannt.
- Amselgasse (Schwarze Lackenau), 1942 benannt nach dem Singvogel Amsel.
- Amtsstraße (Großjedlersdorf), 1892 benannt nach der Straße in der früher im Freien Amtshandlungen, die die Gemeinde betrafen, durchgeführt wurden. Standort der Heurigerwirtschaft Weingut Christ.
- Am Wasserpark (Donaufeld), 2010 benannt nach der Parkanlage Wasserpark in Donaufeld, die seit 1929 besteht. Ein Drittel des Parks besteht aus zwei großen Teichen, die mit Kanälen verbunden sind. Diese Wasserwege können über steile kleine Brücken im japanischen Stil überquert werden.[4]
- An der oberen Alten Donau (Floridsdorf), 1909 benannt nach der Lage am linken Ufer der Alten Donau, Hieß davor Donaustraße und Obere Donaustraße; im 2. Bezirk bestehen Obere und Untere Donaustraße seit 1857.
- An der Schanze (Donaufeld, Leopoldau), 1909 benannt nach den 1866 errichteten Schanzen (= Erdwälle) gegen die Preußen im Rahmen des Deutschen Kriegs. Hieß vorher Floridusgasse. Siehe auch An der Töllerschanze.
- An der Töllerschanze (Donaufeld, Leopoldau), 2008 benannt nach einer 1866 errichteten Befestigungsanlage. Siehe auch An der Schanze.
- Andreas-Hofer-Straße (Floridsdorf, Donaufeld), 1900 benannt nach dem Wirt und Viehhändler Andreas Hofer (1767–1810); in seiner Rolle als Anführer im Tiroler Volksaufstand von 1809 gilt er in Tirol als Freiheitskämpfer gegen die bayerische und französische Besetzung seiner Heimat. Siehe auch den Haspingerplatz in Floridsdorf, die Ennemosergasse im 22. Bezirk Donaustadt, die Speckbachergasse im 16. Bezirk Ottakring, die Haugerstraße im 11. Bezirk Simmering und die Sandwirtgasse im 6. Bezirk Mariahilf.
- Angerer Straße (Floridsdorf, Großjedlersdorf, Donaufeld), 1874 benannt nach dem Ort Angern, zu dem sie führt.
- Angyalföldstraße (Donaufeld, Leopoldau), 2001 benannt nach Angyalföld, dem Budapester Schwesterbezirk Floridsdorfs. Die Straße ist ein Teilstück der Donau Straße B 3.
- Anichweg (Jedlesee), benannt 1933 nach dem Kartografen Peter Anich (1723–1766); er schuf ein Kartenwerk von Tirol und gilt als Pionier der Hochgebirgskartographie.
- Anna-Boschek-Platz (Leopoldau), 2017 benannt nach Anna Boschek (1874–1957), Arbeiterin, Gewerkschafterin, Politikerin, Mitglied der Konstituierenden Nationalversammlung 1919. Der Platz liegt im Wohnprojekt Siemensäcker.
- Anton-Anderer-Platz (Jedlesee, Großjedlersdorf), benannt nach dem Kaufmann Anton Anderer (1857–1936), letzter Bürgermeister von Floridsdorf (1898–1905).
- Anton-Böck-Gasse (Strebersdorf), 1912 benannt nach dem Kaufmann Anton Böck (1842–1903), Bürgermeister von Strebersdorf (1880–1903). Hieß davor Obere Kirchengasse bzw. Untere Kirchengasse.
- Anton-Bosch-Gasse (Jedlesee), 1909 benannt nach dem Brauhausbesitzer Anton Bosch (1784–1868), Ortsvorsteher in Jedlesee; er erwarb sich Verdienste bei der Überschwemmungskatastrophe von 1830. Siehe auch Peter-Berner-Straße und Spanngasse. Die Gasse hieß davor Boschgasse, ursprünglich Theresiengasse und Herrengasse.
- Anton-Dengler-Gasse (Großjedlersdorf, Jedlesee), 1909 benannt nach Anton Dengler (1839–1900), Brauhausbesitzer in Jedlesee. Hieß davor Bräuhausgasse.
- Anton-Haberzeth-Gasse (Strebersdorf), 1932 benannt nach dem Bindermeister Anton Haberzeth (1856–1928), Bürgermeister von Strebersdorf (1904–1911).
- Antonie-Lehr-Straße (Leopoldau), 2019 benannt nach der Angestellten Antonie Lehr (1907–1997); sie betätigte sich ab 1933 als illegale Funktionärin der KPÖ. 1944 wurde sie verhaftet, konnte jedoch nach Schweden fliehen. Nach 1945 arbeitete Lehr in verschiedenen Funktionen für die KPÖ.[5]
- Anton-Kolig-Gasse (Großjedlersdorf), 1959 benannt nach dem Maler Anton Kolig (1886–1950); er gilt als der bedeutendste Vertreter des österreichischen Farbexpressionismus. Kolig schuf insgesamt circa 3.000 Zeichnungen, 62 farbige Arbeiten auf Papier und 390 Ölgemälde.
- Anton-Schall-Gasse (Großjedlersdorf), 1985 benannt nach dem Fußballspieler Anton Schall (1907–1947); er wurde für seinen Verein SK Admira Wien fünfmal österreichischer Torschützenkönig (1927–1932). Von 1931 bis 1933 war er Mitglied des sogenannten Wunderteams. Gemeinsam mit Adolf Vogl bildete er in den 1930er Jahren das wohl berühmteste linke Sturmduo in der österreichischen Fußballgeschichte; siehe Voglgasse.
- Anton-Störck-Gasse (Jedlesee, Großjedlersdorf), 1909 benannt nach dem Mediziner Anton Freiherr von Störck (1731–1803); er war Leibarzt der Kaiserin Maria Theresia und veröffentlichte zahlreiche medizinische Abhandlungen. Er war Besitzer der Herrschaft Jedlesee und gründete die Jedleseer Brauerei.
- Arbeiterstrandbadstraße (Donaufeld), 1912 benannt nach dem gleichnamigen Bad an der Alten Donau. Hieß ursprünglich Arbeiterstrandbadgasse.
- Arnimgasse (Strebersdorf), 1954 benannt nach dem deutschen Altphilologen Hans von Arnim (1859–1931), Professor an den Universitäten Rostock (1892–1900), Wien (1900–1914) und Frankfurt am Main (1914–1921).
- Arnoldgasse (Großjedlersdorf), benannt (Datum unbekannt) nach dem Bäckermeister Georg Arnold (1847–1900), Bürgermeister von Floridsdorf.
- Auckenthalergasse (Stammersdorf), benannt (Datum unbekannt) nach einem Flurnamen.
- Audorfgasse (Jedlesee, Schwarze Lackenau), 1932 benannt nach dem deutschen Dichter und Redakteur Jacob Audorf (1835–1898); er war ein international tätiger Aktivist der Arbeiterbewegung. Die von ihm geschriebene Arbeiter-Marseillaise (1864) war bis Ende des 19. Jahrhunderts das am meisten verbreitete Arbeiterlied.
- Auerhahngasse (Schwarze Lackenau), benannt 1942 nach dem gleichnamigen Waldhuhn.
- Äugelgasse (Jedlesee), 1907 benannt nach einem Flurnamen; unter einer „Äugel“ verstand man eine kleine Au.
- Autokaderstraße (Jedlesee, Strebersdorf), 1960 benannt. Der „Autokader“ wurde während des Ersten Weltkriegs in Strebersdorf angelegt und war die größte militärische Automobilwerkstätte Österreich-Ungarns. Andere Reparaturwerkstätten siedelten sich in der Nähe an.
- Axel-Corti-Gasse (Leopoldau), 2012 benannt nach dem Regisseur und Publizisten Axel Corti (1933–1993); er war ab 1953 für den ORF tätig. Mit der ab 1969 ausgestrahlten Sendung Der Schalldämpfer schrieb er Radiogeschichte. Als Regisseur machte er sich vor allem mit anspruchsvollen Literaturverfilmungen einen Namen. Daneben trat er als Regisseur von zahlreichen Hörspielen in Erscheinung.

## B

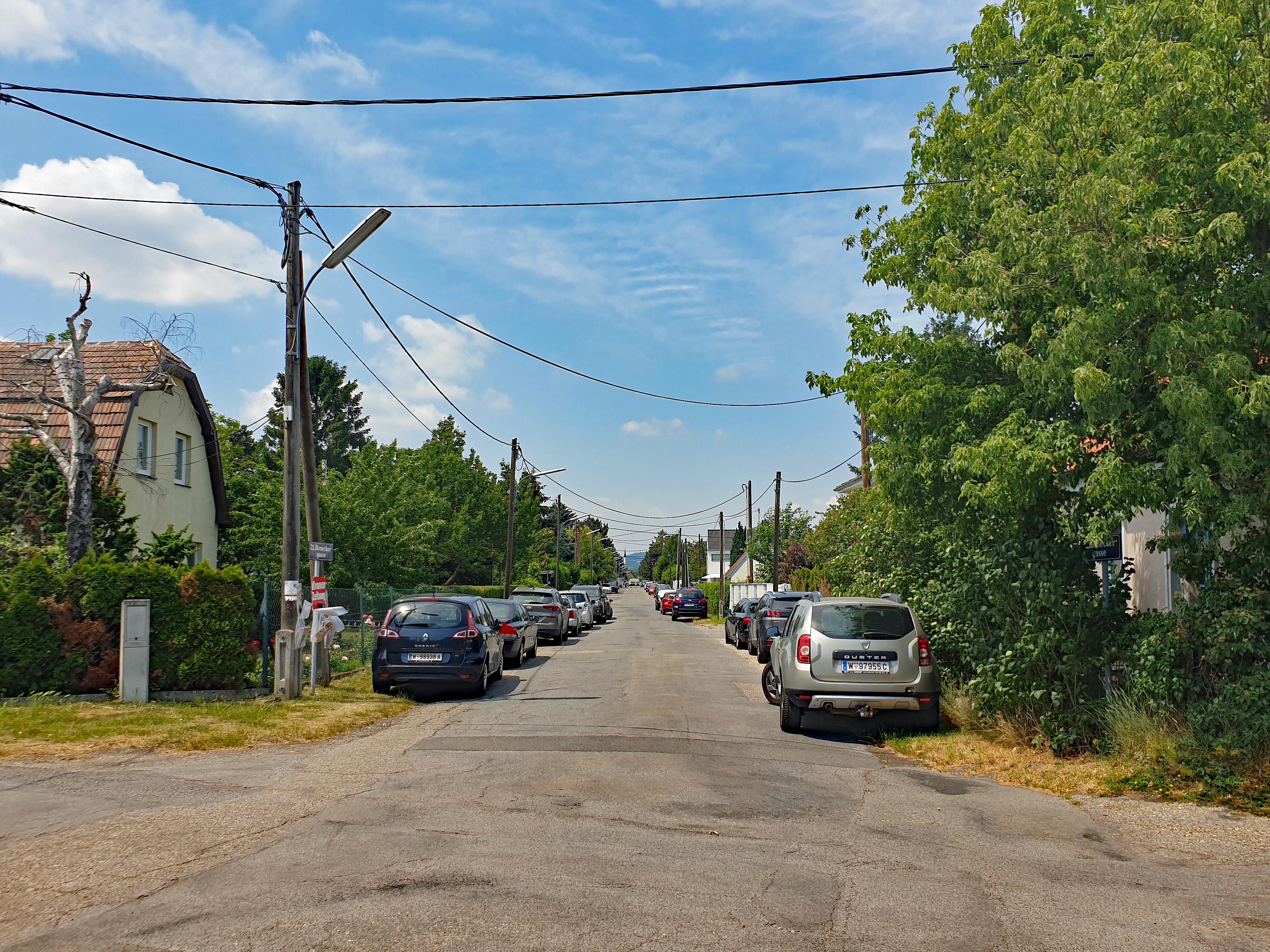
Birneckergasse

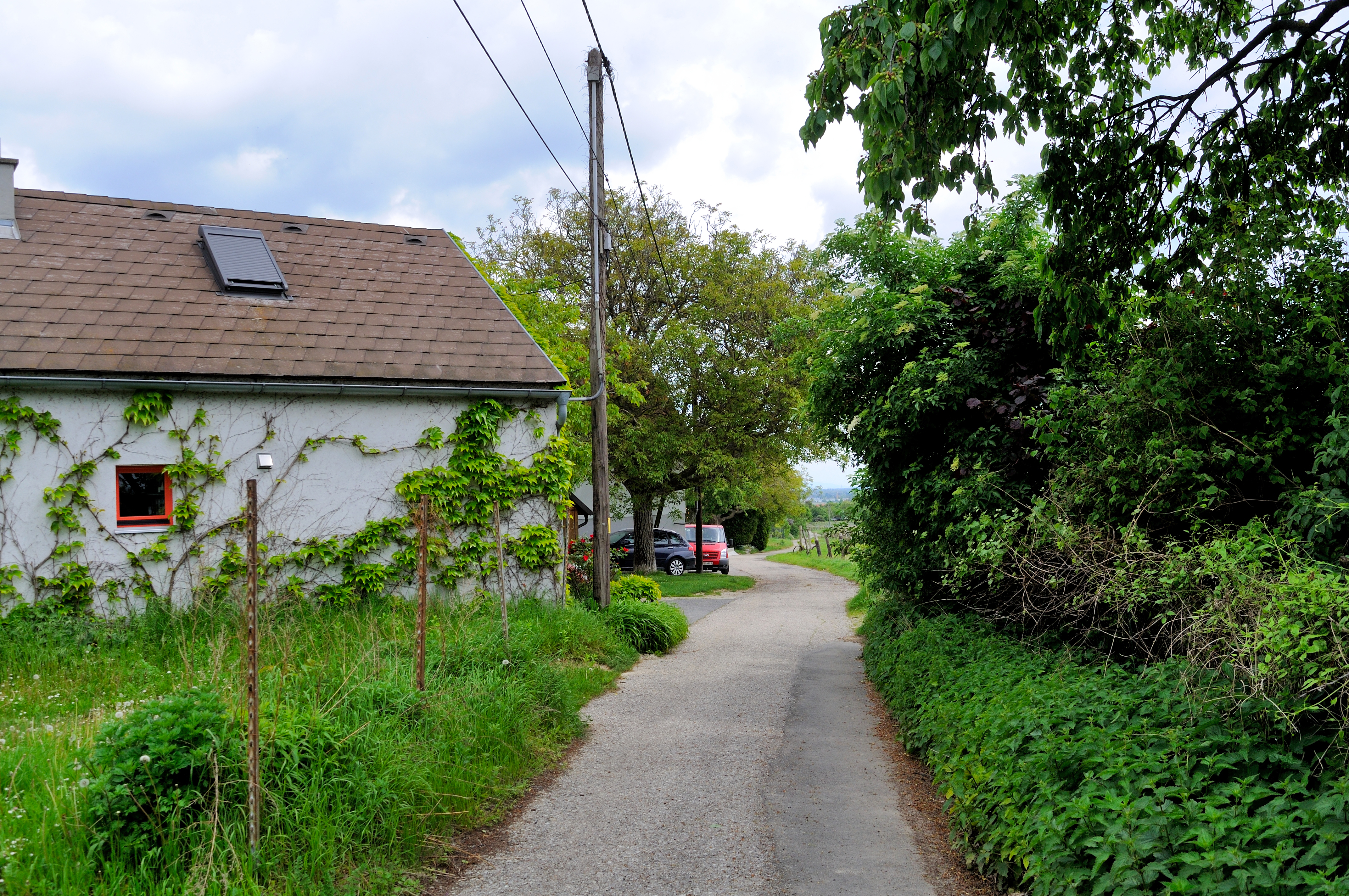
Breitenweg

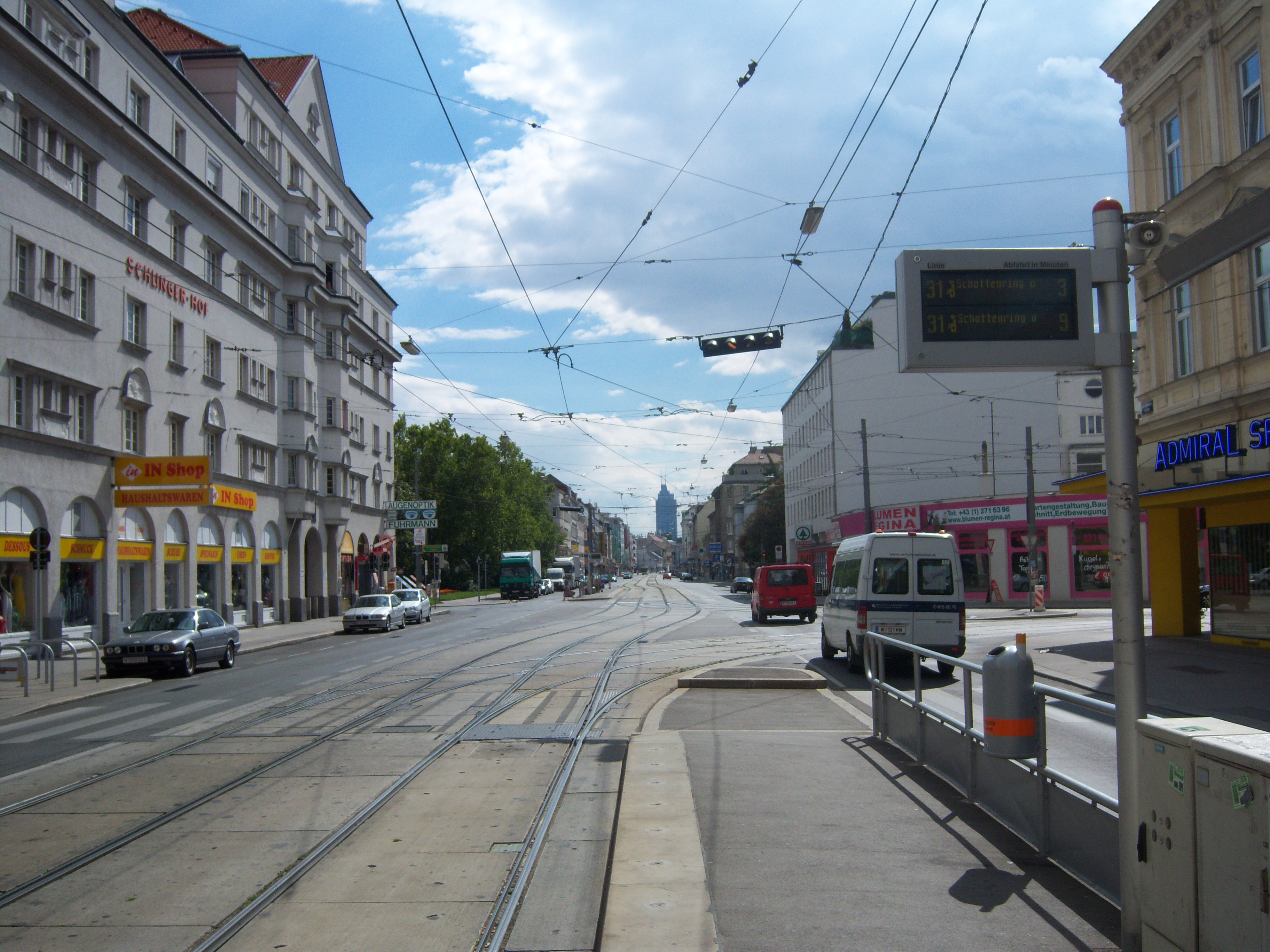
Brünner Straße

- Babitschgasse (Großjedlersdorf), 1961 benannt nach Jakob Babitsch (1870–1945), sozialdemokratischer Bezirksrat in Floridsdorf (1918–1934), Vorstand der „Konsumvereine“ und der Jedlersdorfer „Spar- und Vorschusskasse“.[6]
- Bahndammweg (Donaufeld), 1996 benannt, Weg längs des Nordbahndammes; vorher bereits nicht amtlich in Gebrauch.
- Bahnhofplatz (Stammersdorf), benannt (Datum unbekannt) nach dem Bahnhof Stammersdorf; siehe auch Alte Bahntrasse.
- Bahnsteggasse (Großjedlersdorf), 1872 benannt nach dem ehemaligen Steg über die einstige Nordwestbahn, zu dem sie führte.
- Baldassgasse (Leopoldau), 1973 benannt nach dem Kunsthistoriker Ludwig Baldass (1887–1963), Spezialist für frühe niederländische und deutsche Malerei, bis 1949 Direktor der Gemäldegalerie des Kunsthistorischen Museums.
- Balgavyweg (Strebersdorf), 1993 benannt nach dem Gastwirt Stephan Balgavy (1892–1960), Gründer einer Kleingartensiedlung.
- Baumberggasse (Donaufeld), 1906 benannt nach der Schriftstellerin Antonie Baumberg (verh. Antonie Kreiml, 1857–1902). Um im Haushalt mitverdienen zu können, wandte sie sich der Schriftstellerei zu und schrieb Feuilletons und Theaterstücke. Ihre Werke fanden beim Publikum keinen Anklang und sie beging 1902 Selbstmord.[7]
- Baumergasse (Großjedlersdorf), 1892 benannt nach Heinrich Baumer (1840–1888), Pfarrer von Großjedlersdorf (1882–1888).
- Beer-Hofmann-Gasse (Strebersdorf), 1968 benannt nach dem Schriftsteller Richard Beer-Hofmann (1866–1945), Romancier, Dramatiker, zeitweise auch Regisseur. Stilistisch ist das Werk Beer-Hofmanns am ehesten der literarischen Strömung des Jugendstils zuzurechnen.
- Beer-Hofmann-Weg (Strebersdorf), 2005 benannt; siehe Beer-Hofmann-Gasse.
- Beim Eisenbahnerberg (Strebersdorf), 1999 benannt nach einer ortsüblichen Bezeichnung.
- Bellgasse (Jedlesee, Großjedlersdorf), 1901 benannt nach dem britischen Sprachtherapeuten, Erfinder und Großunternehmer Alexander Graham Bell (1847–1922). Er gilt als der erste Mensch, der aus der Erfindung des Telefons Kapital geschlagen hat, indem er Ideen seiner Vorgänger zur Marktreife weiterentwickelte.
- Bentheimstraße (Floridsdorf), 1900 benannt nach Friedrich Wilhelm Fürst von Bentheim-Steinfurt (1782–1839), Feldmarschallleutnant (1829); er wurde 1809 auf dem Schlachtfeld von Aspern zum Oberst befördert und erhielt nach der Schlacht bei Wagram den Maria-Theresia-Orden.[8] Die Straße hieß davor Mühlgasse.
- Berglergasse (Strebersdorf), 1960 benannt nach dem Schriftsteller und Journalisten Hans Bergler (Pseudonym „Ottokar Tann-Bergler“, 1859–1912). In seinen Büchern zeigt er sich als genauer Beobachter des Wiener Lebens. Neben vielen Typen und Charakteren hat bis heute die Figur des „Herrn von Pomeisl“ überlebt.
- Berlagasse (Strebersdorf), 1913 benannt nach dem volkstümlichen Schauspieler, Sänger und Schriftsteller Alois Berla (Pseudonym „Alois Scheichel“, 1826–1896); er verfasste und bearbeitete zahlreiche vielgespielte Volksstücke, Possen und Charakterbilder.[9]
- Bernhard-Bolzano-Gasse (Stammersdorf), 1975 benannt nach dem tschechischen Philosophen, Theologen und Mathematiker Bernhard Bolzano (1781–1848); sein philosophisches Werk ist von großer Bedeutung. In der Mathematik ist der Satz von Bolzano-Weierstraß nach ihm benannt. Die Gasse hieß davor Bolzanogasse.
- Bernreiterplatz (Großjedlersdorf), 1898 benannt nach Franz Bernreiter (1842–1914), Bürgermeister von Großjedlersdorf; aus seiner Familie gingen mehrere Ortsvorsteher und Richter hervor.
- Bertlgasse (Donaufeld), 1896 benannt nach dem Gastwirt Alois Bertl (1840–1888), Bürgermeister von Donaufeld (1881–1887).
- Berzeliusgasse (Großjedlersdorf), 1914 benannt nach dem schwedischen Chemiker Jöns Jakob Berzelius (1779–1848); er begründete die chemische Elementaranalyse und führte die auch heute gebräuchliche Symbolschreibweise für Summenformeln in der Chemie ein. Berzelius führte grundlegende Begrifflichkeiten der organischen Chemie ein und prägte unter anderem die Begriffe Allotropie, Isomerie und Katalysator.
- Berzeliusplatz (Großjedlersdorf), 1914 benannt; siehe Berzeliusgasse.
- Bessemerstraße (Donaufeld), 1901 benannt nach dem britischen Ingenieur und Erfinder Henry Bessemer (1813–1898); er erfand die Bessemerbirne und damit das erste Verfahren, Stahl günstig in Massenproduktion herzustellen.
- Birneckergasse (Donaufeld), 1961 benannt nach dem Arbeiter Franz Birnecker (1878–1923), Betriebsrat bei Semperit; er wurde Opfer eines monarchistischen Attentats und damit das erste Todesopfer einer politischen Gewalttat in der Ersten Republik Österreichs. Dieser Mord war Anlass für die Gründung des sozialdemokratischen Republikanischen Schutzbundes.
- Birnersteig (Donaufeld), benannt (nicht amtlich) nach der Müllerfamilie Birner, die eine Bootsvermietung, zwei Badeanstalten und ein Gasthaus betrieb.
- Blechschmidtgasse (Schwarze Lackenau), 1940 benannt nach dem Beamten Anton Blechschmidt (1841–1916); er engagierte sich erfolgreich für eine Pensionsversicherung der Privatangestellten. Durch seine Initiative wurde Österreich 1909 der erste Staat, der eine gesetzliche Altersversorgung der Angestellten einführte.[10]
- Bodenstedtgasse (Floridsdorf, Donaufeld), 1933 benannt nach dem deutschen Schriftsteller Friedrich von Bodenstedt (1819–1892), Professor für Slawistik und Altenglisch in München (ab 1854). Er veröffentlichte 1851 die seinerzeit sehr erfolgreichen orientalischen Gedichte „Die Lieder des Mirza-Schaffy“.
- Böhmgasse (Donaufeld), 1900 benannt nach Anton Böhm (1812–1865), Wohltäter; er stiftete 4.000 Gulden für wohltätige Zwecke.
- Bonitzgasse (Strebersdorf), 1954 benannt nach dem Philologen, Philosophen und Schulreformer Hermann Bonitz (1814–1888), Professor für Klassische Philologie an der Universität Wien (ab 1849). Er entwarf 1849 eine Reform zum 8-klassigen Gymnasium, das mit einer „Maturitätsprüfung“ abschließt.
- Börnsteingasse (Strebersdorf), 1960 benannt nach dem Schriftsteller, Schauspieler und Theaterdirektor Heinrich Börnstein (1805–1892), Direktor des Theaters in der Josefstadt (1869–1870). Danach lebte er als Schriftsteller, Korrespondent amerikanischer Zeitungen und amerikanischer Konsul in Wien.
- Bottoligasse (Strebersdorf), 2002 benannt nach dem Bildhauer Oskar Bottoli (1921–1995), Schüler von Fritz Wotruba; er reaktivierte alte Bronzegussverfahren und eröffnete 1956 ein Atelier in Floridsdorf.
- Brachsengasse (Schwarze Lackenau), benannt 1942 nach der Fischart Brachse. Hieß vorher Traubengasse.
- Breitenweg (Stammersdorf), 1974 benannt nach einem Flurnamen.
- Brixweg (Donaufeld, Leopoldau), nicht amtliche Bezeichnung, Herkunft unbekannt.
- Broßmannplatz (Donaufeld), 1956 benannt nach Ferdinand Broßmann (1892–1955), Bezirksrat in Floridsdorf (1945–1955), Fürsorgerat (1928–1938), Mitbegründer eines Studentenheims, Obmann eines Kleingartenvereins.
- Bruckhaufner Hauptstraße (Donaufeld), benannt (Datum unbekannt) nach der vor der Donauregulierung auf einer Donauinsel zwischen zwei Brücken gelegenen Siedlung Donaufeld-Bruckhaufen.
- Bründelgasse (Stammersdorf), benannt (Datum unbekannt) nach einer im Volksmund so bezeichneten Quelle („Zigeunerbründel“).
- Brünner Straße (Floridsdorf, Großjedlersdorf, Stammersdorf), 1904 benannt nach der 1736 erbauten Reichsstraße nach der mährischen Hauptstadt Brünn. Hieß davor Floridsdorfer Hauptstraße.
- Brunner-Lehenstein-Gasse (Jedlesee), 1988 benannt nach dem Architekten und Stadtplaner Karl Heinrich Brunner (auch Brunner-Lehenstein, 1887–1960), Honorarprofessor an der Universidad Católica in Santiago de Chile (ab 1931), Leiter der Wiener Stadtplanung (ab 1948).
- Bubergasse (Leopoldau), 1970 benannt nach dem österreichisch-israelischen Religionsphilosophen Martin Buber (1878–1965).
- Büchnergasse (Donaufeld), 1973 benannt nach dem deutschen Schriftsteller, Naturwissenschaftler und Revolutionär Georg Büchner (1813–1837); zu seinen Hauptwerken zählen „Dantons Tod“ (1835), „Leonce und Lena“ (1836) und „Woyzeck“ (1837).
- Bunsengasse (Großjedlersdorf), 1901 benannt nach dem deutschen Chemiker Robert Wilhelm Bunsen (1811–1899). Er entwickelte zusammen mit Gustav Robert Kirchhoff die Spektralanalyse, mit deren Hilfe chemische Elemente hochspezifisch nachgewiesen werden können. Er perfektionierte den nach ihm benannten Bunsenbrenner und erfand das Bunsenelement und das Bunsen-Fotometer. Siehe auch Kirchhoffgasse.
- Bussardgasse (Schwarze Lackenau), 1942 benannt nach der Vogelart Bussard.

## C

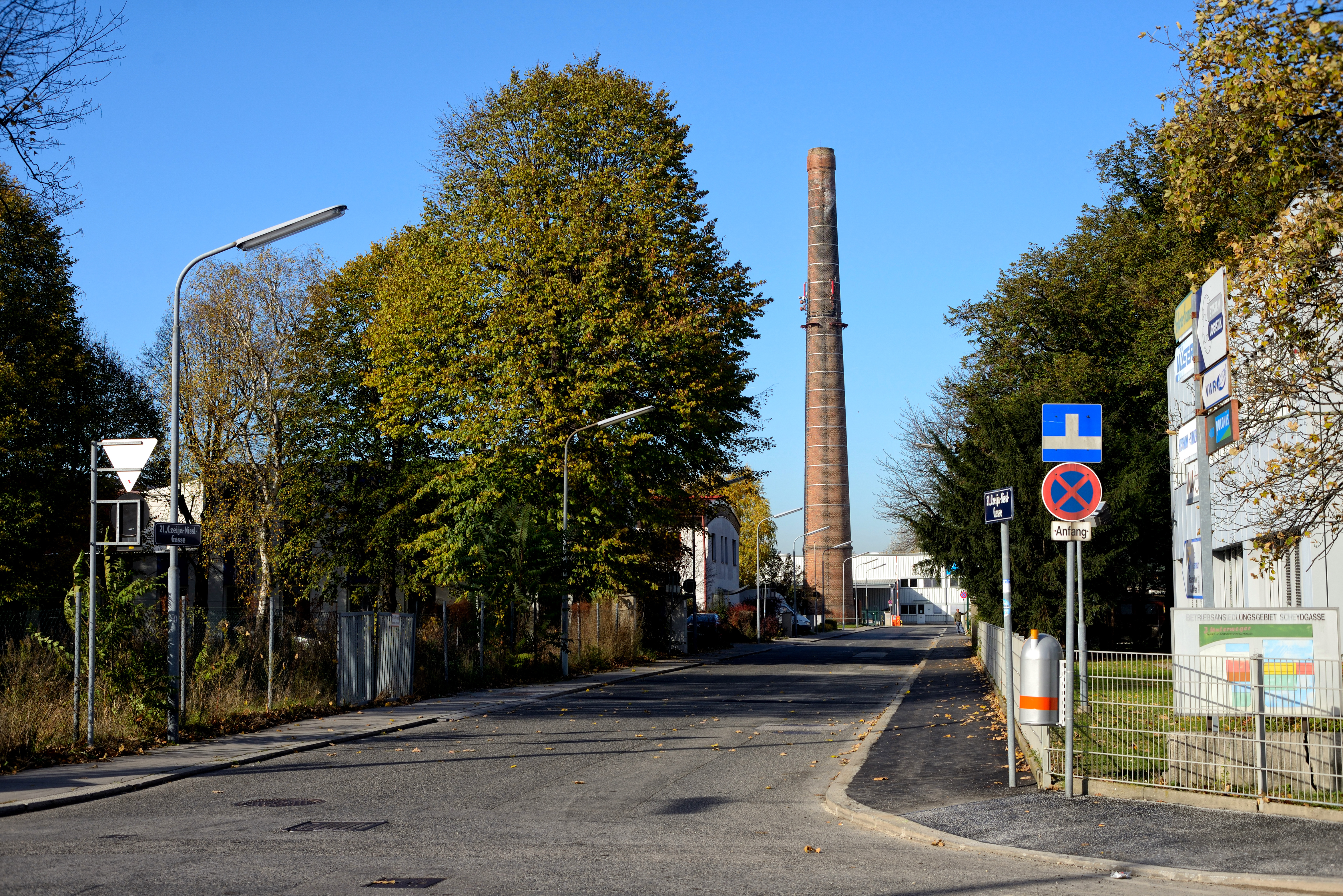
Czeija-Nissl-Gasse

- Campus Donaufeld (Donaufeld), 2012 benannt nach dem gleichnamigen Campus Donaufeld, einer Ganztagsvolksschule mit angeschlossenem Kindergarten.[11] Die Schule wurde auf dem ehemaligen Werksgelände der Bombardier-Waggonfabrik (vormals Lohner-Werke) gebaut und 2012 eröffnet. Unter Campus versteht man normalerweise die Gesamtanlage einer Hochschule, das heißt das Gelände einer Universität mit ihren Instituten, einer Fachhochschule oder sonstigen Hochschule; in Wien wird der Begriff neuerdings auch für nichtakademische Areale verwendet, auf denen mehrere Bildungseinrichtungen zusammengefasst sind. Der Begriff kam in den 1960er Jahren aus den USA ins Deutsche und ist lateinischen Ursprungs (campus = Feld).
- Carabelligasse (Großjedlersdorf), 1953 benannt nach dem österreichisch-ungarischen Zahnmediziner Georg Carabelli (1787–1842), Zahnarzt der kaiserlichen Familie. Als Verfasser der ersten brauchbaren Darstellung dieses Fachgebietes („Systematisches Handbuch der Zahnheilkunde“, 1831) gilt er heute als Begründer der wissenschaftlichen Zahnmedizin.
- Carminweg (Leopoldau), 1997 benannt nach der Farbe Karmin; der Name war bereits davor ortsüblich.
- Carrogasse (Großjedlersdorf), 1914 benannt nach dem Mediziner Johann von Carro (1770–1857), Arzt in Karlsbad und Wien; er setzte sich ab 1800 für die Einführung der Pockenimpfung in Österreich ein.[12][13]
- Castlegasse (Leopoldau), 1972 benannt nach dem Literaturhistoriker und Theaterwissenschaftler Eduard Castle (1875–1959), Professor an der Universität Wien, Präsident des Wiener Goethe-Vereins und der Adalbert-Stifter-Gesellschaft. Er führte die von J. W. Nagl und J. Zeidler begonnene „Deutsch-Österreichische Literaturgeschichte“ zu Ende (1935–1937).[14]
- Christian-Bucher-Gasse (Jedlesee), 1909 benannt nach Christian Bucher (1769–1837), Ortsrichter von Jedlesee (1815–1836). Hieß davor ab 1901 Buchergasse, ursprünglich Feldgasse.
- Christine-Nöstlinger-Gasse (Donaufeld), 2019 benannt nach der Schriftstellerin Christine Nöstlinger (geb. Draxler, 1936–2018); sie zählt mit über 100 Büchern zu den bekanntesten und einflussreichsten Kinderbuchautoren des deutschen Sprachraums. Ihr Werk wurde in zahlreiche Sprachen übersetzt und mit international renommierten Preisen ausgezeichnet (Hans-Christian-Andersen-Medaille, Astrid-Lindgren-Memorial-Award).
- Christmanngasse (Leopoldau), 2004 benannt nach dem volkstümlichen Musiker und Heurigenkabarettisten Franz Christmann (1934–1998).
- Claudia-Dietl-Platz (Leopoldau), 2017 benannt nach Claudia Dietl (1959–2011), Architektin, Publizistin und Aktivistin der Frauenbewegung. Der Platz liegt im Wohnprojekt Siemensäcker.
- Clessgasse (Stammersdorf), 1956 benannt nach Ernst Cless (Lebensdaten unbekannt), dem letzten Erbpostmeister von Stammersdorf (1879–1908). Hieß davor Berggasse.
- Compars-Herrmann-Weg (Jedlesee), 2008 benannt nach dem deutschen Zauberkünstler Carl Compars Herrmann (1816–1887); er genoss weltweiten Ruf als Magier und trat vor Kaiser Franz Joseph und anderen Monarchen auf sowie vor Präsident Lincoln im Weißen Haus. Sein Bruder Alexander Herrmann wurde ebenfalls ein weltbekannter Magier.[15]
- Cooperweg (Donaufeld), nicht amtliche Bezeichnung, nach dem US-amerikanischen Schriftsteller James Fenimore Cooper (1789–1851); er war bis weit in das 20. Jahrhundert hinein in Europa der meistgelesene amerikanische Autor. Besonders bekannt sind bis heute seine fünf „Lederstrumpf“-Romane (1823–1841).
- Cordobaplatz (Stammersdorf), 2009 benannt; die Benennung bezieht sich auf das „Wunder von Córdoba“, bei dem Österreich in Córdoba die deutsche Nationalmannschaft 3:2 besiegte.[16] Der Platz liegt am Ende der Edi-Finger-Straße.
- Corygasse (Donaufeld), 1973 benannt nach der böhmisch-amerikanischen Biochemikerin Gerty Cori (sic!, 1896–1957); im Jahr 1947 erhielt sie gemeinsam mit ihrem Mann Carl Ferdinand Cori und Bernardo Alberto Houssay den Nobelpreis für Medizin und Physiologie für ihre Arbeiten über den Zucker-Stoffwechsel (Cori-Zyklus).
- Coulombgasse (Jedlesee), 1952 benannt nach dem französischen Physiker Charles Augustin de Coulomb (1736–1806); er begründete die Elektrostatik sowie die Magnetostatik und formulierte das Kraft-Abstand-Gesetz (Coulomb-Gesetz). Nach ihm ist die physikalische Einheit der elektrischen Ladung „Coulomb“ benannt.
- Czeija-Nissl-Gasse (Strebersdorf), 1985 benannt nach dem Ingenieur Karl August Czeija (1843–1909) und dem Elektrotechniker Franz Nissl (1852–1942). Karl Czeija gründete 1880 in Wien eine Werkstätte für Mechanik und Telegraphenbau, aus der 1884 durch die Beteiligung von Franz Nissl die „Telephon- und Telegraphenfabrik Czeija, Nissl & Co.“ Hervorging. Das Unternehmen hatte wesentlichen Anteil am Aufbau des Telefonnetzes der österreichisch-ungarischen Monarchie und baute ab 1923 die ersten Rundfunksender und Empfangsgeräte in Serie.[17][18] Nach Karl Czeijas Sohn ist in Floridsdorf die Oskar-Czeija-Gasse benannt.

## D

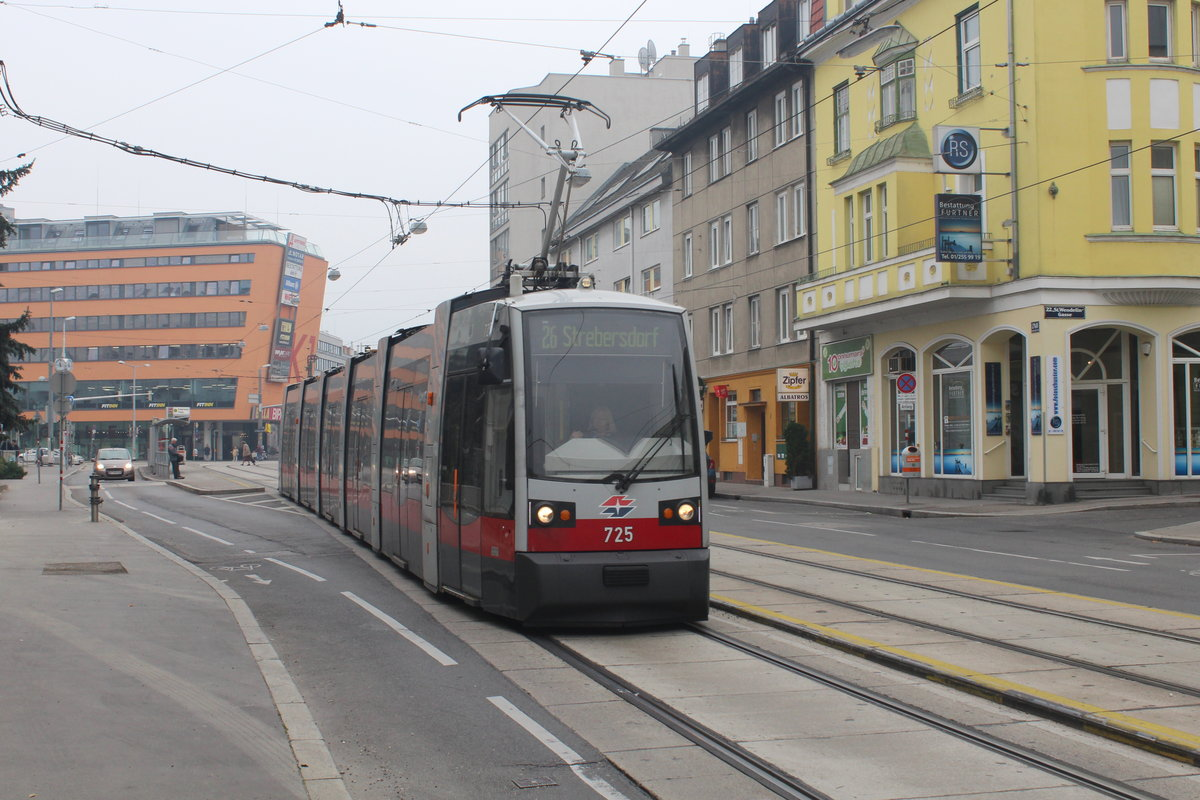
Donaufelder Straße

- Dachsensteig (Schwarze Lackenau), 1942 benannt nach der Tierart Dachs.
- Dafertgasse (Schwarze Lackenau), 1936 benannt nach dem Nahrungsmittelchemiker Franz Dafert von Sensel-Timmer (1863–1933), Leiter der Versuchsstation in Campinas, Brasilien (ab 1887), Direktor der landwirtschaftlich-chemischen Versuchsanstalt in Wien (1898–1925).[19]
- Dahliengasse (Leopoldau), 1960 benannt nach der Zierpflanze Dahlie.
- Dammäckergasse (Stammersdorf), benannt (Datum unbekannt) nach einem Flurnamen.
- Danningerweg (Leopoldau), 1932 benannt nach einer Wiener Bronzearbeiter-Familie; Johann Georg Danninger d. Ä. begründete zu Beginn des 19. Jahrhunderts die Wiener Bronzeindustrie.
- Dattlergasse (Stammersdorf), 1992 benannt nach Franz Dattler (1896–1973), einem Stammersdorfer Gemeindearzt.
- Deingasse (Jedlesee), 1901 benannt nach dem Hausbesitzer David Dein (1720–1776), Ortsrichter von Jedlesee (1773 bis 1776).
- Demmergasse (Großjedlersdorf), 1909 benannt nach Bernhard Demmer (1833–1902), Direktor der Lokomotivfabrik Floridsdorf (1869–1902); er errichtete 1870–1871 eine neue Werksanlage und sieben Arbeiterwohnhäuser mit 117 Wohnungen. 1871 wurden die ersten Lokomotiven ausgeliefert.[20] Siehe auch Giefinggasse, Lokomotivgasse und Rihosekgasse. Die Gasse hieß davor Haidegasse.
- Deublergasse (Großjedlersdorf), 1919 benannt nach dem Landwirt, Bäcker und Gastwirt Konrad Deubler (1814–1884), Bürgermeister von Bad Goisern; er war ein begabter Autodidakt, dessen ausgeprägter Wille zur Weiterbildung ihn neben der Arbeit noch Kraft zum Selbststudium finden ließ. Soweit es ihm möglich war, vermittelte er sein gewonnenes Wissen weiter an die einfache Bevölkerung, was ihm die Bezeichnung „Bauernphilosoph“ einbrachte. Die Gasse hieß davor Jubiläumsgasse.
- Deutschweg (Donaufeld), nicht amtliche Bezeichnung.
- Diamantgasse (Leopoldau), 1953 benannt nach dem Edelstein.
- Diderotgasse (Jedlesee), 1933 benannt nach dem französischen Schriftsteller Denis Diderot (1713–1784); er gilt als einer der originellsten Köpfe der europäischen Aufklärung. Er gab ab 1751 gemeinsam mit 139 Mitarbeitern die bedeutende 35-bändige „Encyclopédie“ heraus.
- Dietz-von-Weidenberg-Gasse (Leopoldau), 2021 benannt nach dem Architekten und Sportschützen Friedrich Dietz von Weidenberg (1871–1941). Dietz von Weidenberg studierte bei Otto Wagner, erwarb 1900 die Baumeisterkonzession und errichtete im ersten Jahrzehnt des 20. Jahrhunderts einige prominente Bauten im Zentrum Floridsdorfs, etwa das Sild-Haus (Am Spitz 13, ein Wohnhaus in Jugendstilformen) oder das Mautner-Markhof-Schlössl (unter Denkmalschutz, nunmehr Sitz des Floridsdorfer Bezirksmuseums). Als eine seiner wichtigsten Arbeiten gilt der nicht mehr bestehende Gisela-Hof mit dem Veranstaltungslokal Gisela-Säle.[21] Als Sportschütze war er Teilnehmer an den Olympischen Spielen 1924.
- Dirndlgasse (Stammersdorf), benannt (Datum unbekannt) nach der Volkstracht.
- Dirnelstraße (Strebersdorf), 1953 benannt nach der Pflanze Dirndlstrauch.
- Divischgasse (Großjedlersdorf), 1917 benannt nach dem tschechischen Prämonstratenser-Chorherren und Gelehrten Prokop Diviš (eigentlich Václav Divíšek, 1698–1765), Pfarrer in Přímětice (Brendik) bei Znaim; er erforschte Elektrizität und erprobte 1754 ein Blitzabwehrsystem.
- Doderergasse (Leopoldau), 1970 benannt nach dem Schriftsteller Heimito von Doderer (1896–1966); sein bekanntestes Werk ist der Roman „Die Strudlhofstiege oder Melzer und die Tiefe der Jahre“ aus dem Jahr 1951. Im Historikerbericht Straßennamen Wiens seit 1860 als „Politische Erinnerungsorte“ aus dem Jahr 2013 ist die Straße Gruppe C (demokratiepolitisch relevante biographische Lücken) zugeordnet.[22]
- Dolezalgasse (Donaufeld), 1971 benannt nach dem Vermessungstechniker Eduard Dolezal (1862–1955), Professor an der Bergakademie Leoben (1899–1905) und an der Technischen Hochschule Wien (1905–1930). Er begründete das moderne österreichische Vermessungswesen, dessen Zentralisierung und Neuorganisierung er durchsetzte.[23] Im Historikerbericht Straßennamen Wiens seit 1860 als „Politische Erinnerungsorte“ aus dem Jahr 2013 ist die Straße Gruppe C (demokratiepolitisch relevante biographische Lücken) zugeordnet.[22]
- Dominik-Wölfel-Gasse (Leopoldau), 1968 benannt nach dem Historiker und Völkerkundler Dominik Josef Wölfel (1888–1963), Universitätsdozent für Völkerkunde in Wien, Kustos am Museum für Völkerkunde Wien. Wölfel war einer der wichtigsten Erforscher der nordafrikanischen Kulturen sowie der Kanarischen Inseln. Im Historikerbericht Straßennamen Wiens seit 1860 als „Politische Erinnerungsorte“ aus dem Jahr 2013 ist die Straße Gruppe C (demokratiepolitisch relevante biographische Lücken) zugeordnet.[22]
- Donaufelder Straße (Donaufeld, Leopoldau), 1838 bis 1840 angelegt; zur Erinnerung an die Ortsgemeinde Donaufeld, die 1860–1862 als „Neu-Leopoldau“ gegründet worden war; seit 1881 hieß die Gemeinde „Neu-Leopoldau und Mühlschüttel“, seit 1886 „Donaufeld“; 1904 wurde sie zum 21. Bezirk eingemeindet.
- Donauinselplatz (Floridsdorf), 1993 benannt; Platz auf der Donauinsel vor dem Schulschiff „Bertha von Suttner“.
- Donauschwabenplatz, 2001 benannt nach den verallgemeinernd Donauschwaben genannten deutschen Siedlern an der Donau im Königreich Ungarn, die ab 1945 als Flüchtlinge oder Vertriebene auch nach Österreich kamen. Der Platz wurde 2011 wieder aufgelassen und ist seither Teil der Lammaschgasse.[24]
- Donauturmstraße (Donaufeld), 1965 benannt nach dem Aussichtsturm „Donauturm“; er wurde vom Architekten Hannes Lintl entworfen und 1962–1964 erbaut. Der Turm ist eines der Wahrzeichen Wiens sowie mit 252 Metern das höchste Bauwerk Österreichs. Siehe auch die Hannes-Lintl-Gasse im 22. Bezirk Donaustadt.
- Don-Bosco-Weg (Leopoldau), 1996 benannt nach dem italienischen Priester Giovanni Bosco (1815–1888), genannt „Don Bosco“; er engagierte sich für die Erziehung armer und benachteiligter Jugendlicher und gründete die Salesianer Don Boscos. Er wurde 1934 heiliggesprochen. Siehe auch die Don-Bosco-Gasse im 23. Bezirk Liesing.
- Donhofergasse (Strebersdorf), 1997 benannt nach Leopold Donhofer (1844–1931), Gemeinderat in Strebersdorf.
- Dopschstraße (Leopoldau), 1954 benannt nach dem Historiker und Diplomatiker Alfons Dopsch (1868–1953), Professor für Geschichte an der Universität Wien (1900–1937). Sein Hauptarbeitsgebiet war das Frühmittelalter, vornehmlich die österreichische Territorialgeschichte.
- Dr.-Albert-Geßmann-Gasse (Strebersdorf), benannt (Datum unbekannt) nach dem Bibliothekar und Politiker Albert Gessmann (1852–1920), 1882–1888 und 1893–1911 Gemeinderat, Mitbegründer der Christlichsozialen Partei, 1908 Arbeitsminister; er war neben Karl Lueger der bedeutendste Politiker der Christlichsozialen Partei.
- Dr.-Nekowitsch-Straße (Strebersdorf, Stammersdorf), 1961 benannt nach Leopold Nekowitsch (1871–1925), volkstümlicher Arzt in Stammersdorf und Strebersdorf. Hieß davor Strebersdorfer Straße.
- Dr.-Skala-Straße (Stammersdorf), 1896 benannt nach Albert Skala (1827–1896), Stammersdorfer Gemeindearzt (1867–1890).
- Dragoungasse (Großjedlersdorf), 2001 benannt nach dem tschechischen Fußballer, Trainer und Sportfunktionär Walter Dragoun (1924–1996); er gründete 1947 in Floridsdorf den Fußballclub „SC Landhaus“, dem er bis zu seinem Tod im Jahre 1996 auch als Obmann vorstand.[25] Die Gasse, die an den Sportplatz angrenzt, hieß vorher (seit 1964) Tauschekgasse (siehe dort).
- Draugasse (Leopoldau, Stammersdorf), 1996 benannt nach dem Fluss Drau in Kärnten. Hieß vorher ab 1953 Draustraße.
- Drnekgasse (Donaufeld), 1971 benannt nach der Familie Drnek, die hier als erste siedelte. Hieß davor Drnekweg.
- Drygalskiweg (Leopoldau), 1956 benannt nach dem deutschen Geographen und Polarforscher Erich Dagobert von Drygalski (1865–1949); er leitete von 1901 bis 1903 die erste deutsche Südpolarfahrt, die Gauß-Expedition. Der Weg hieß vorher Haidweg.
- Dückegasse (Leopoldau), benannt 1909 nach dem Gärtner Friedrich Dücke (1847–1908), Gemeinderat in Leopoldau (1905–1908). Hieß vorher Alter Mühlweg bzw. Mühlgasse.
- Dunantgasse (Großjedlersdorf), 1949 benannt nach dem Schweizer Geschäftsmann und Humanisten Henry Dunant (1828–1910); auf seine Initiative kam es 1863 zur Gründung des Internationalen Komitees der Hilfsgesellschaften für die Verwundetenpflege, das seit 1876 den Namen Internationales Komitee vom Roten Kreuz (IKRK) trägt. Die 1864 beschlossene Genfer Konvention geht wesentlich auf Vorschläge Dunants zurück. Im Jahr 1901 erhielt er für seine Lebensleistung zusammen mit dem französischen Pazifisten Frédéric Passy den ersten Friedensnobelpreis. Die Gasse hieß davor Moltkegasse

## E

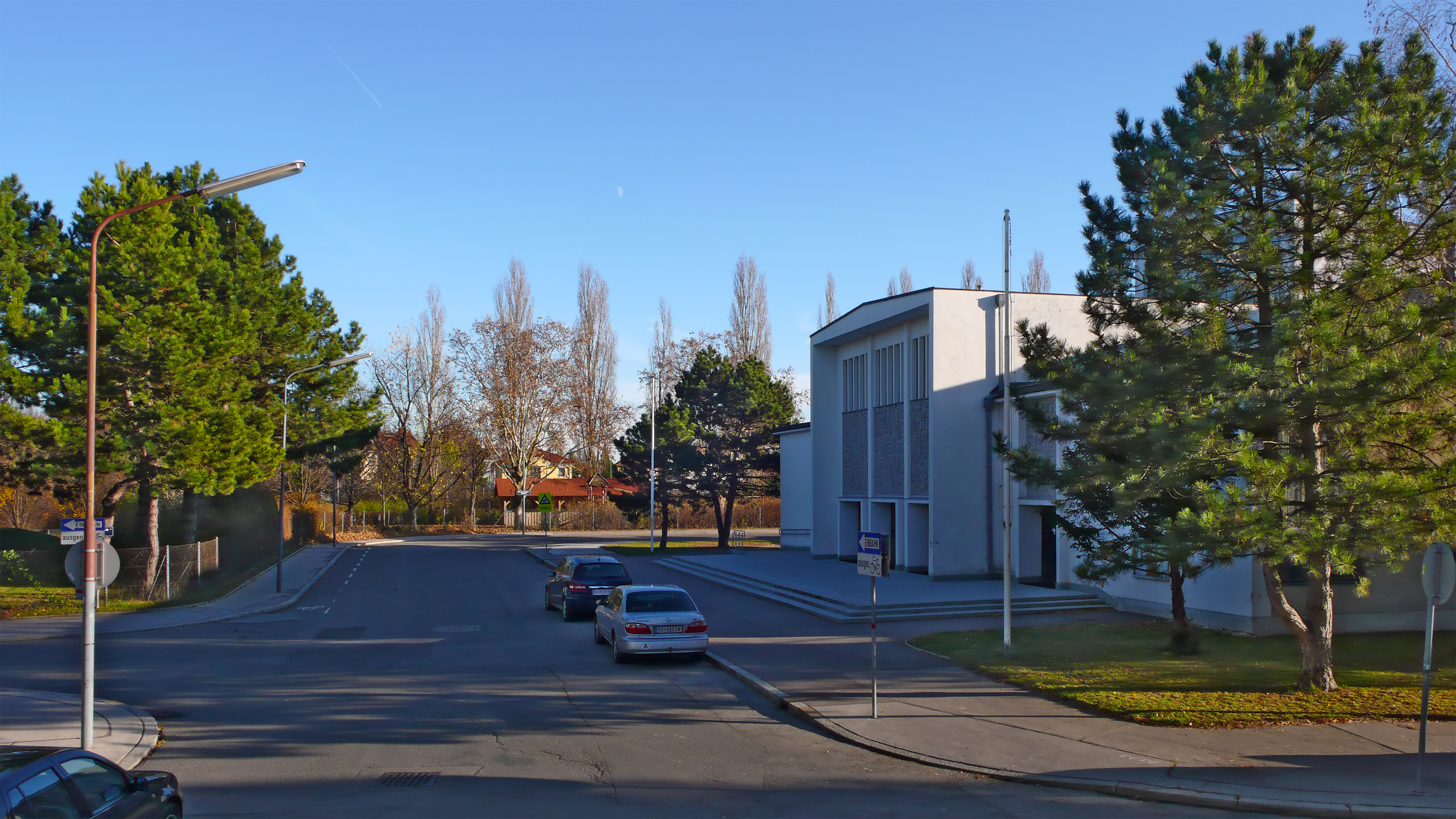
Edmund-Hawranek-Platz mit der Pfarrkirche Maria Königin

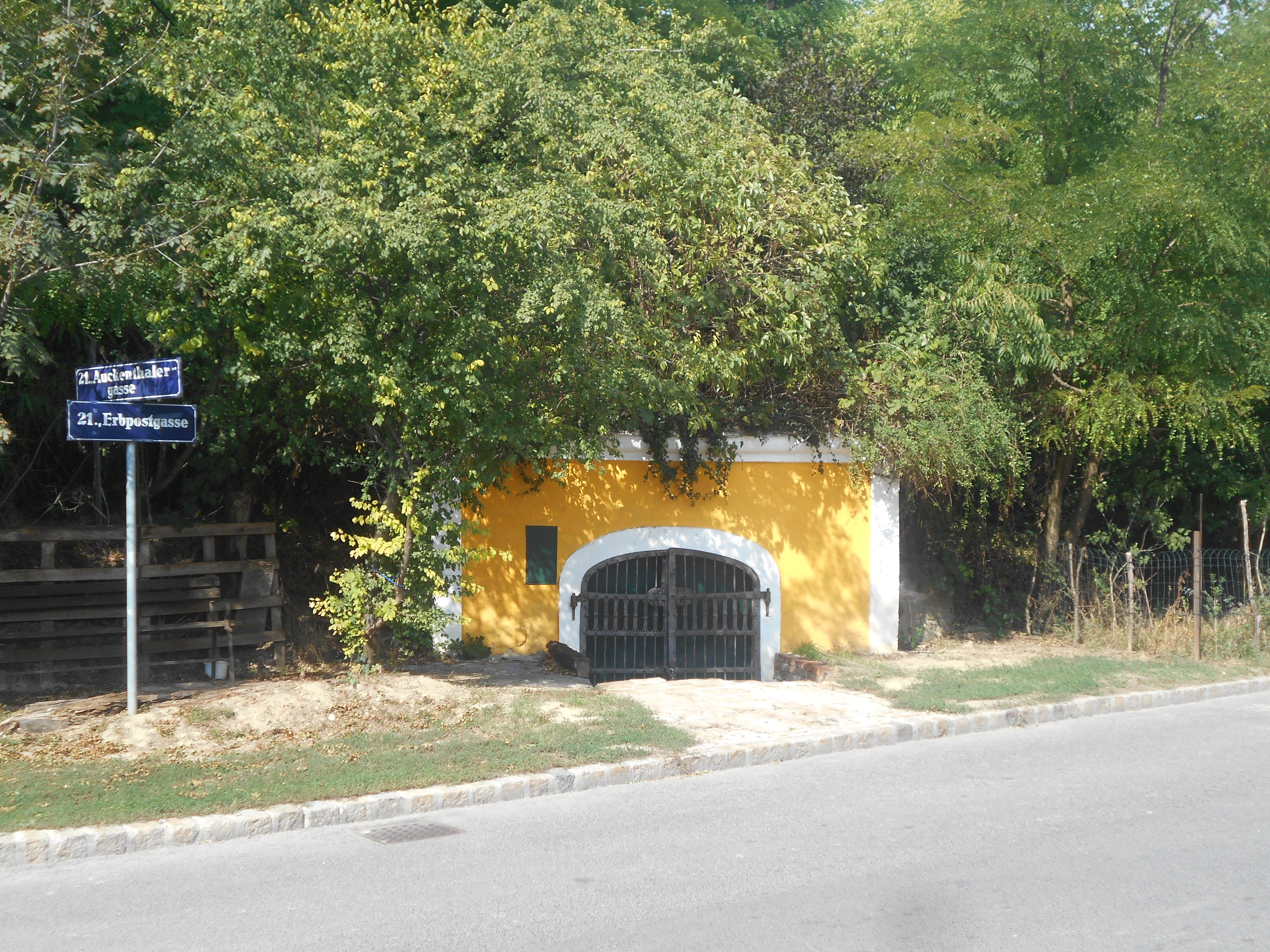
Erbpostgasse

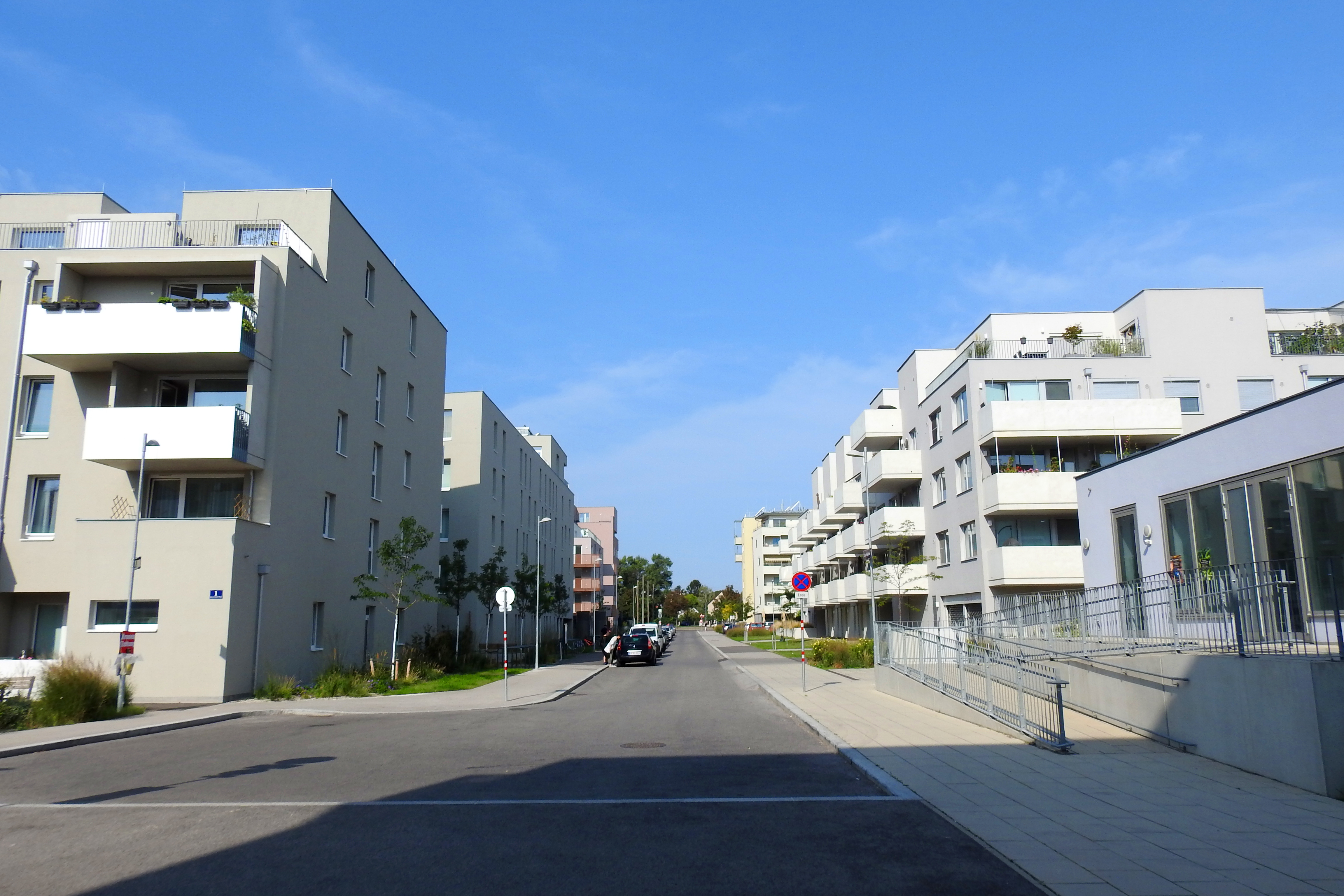
Erna-Musik-Gasse

- Ebereschengasse (Stammersdorf), 1953 benannt nach der Baumart Eberesche.
- Edelsteingasse (Leopoldau), 1955 benannt. In diesem Teil des Bezirks sind mehrere Gassen nach Schmucksteinen benannt. Siehe Diamantgasse, Opalgasse, Rubingasse, Serpentingasse, Smaragdgasse, Topasplatz und Türkisgasse.
- Edergasse (Großjedlersdorf), 1914 benannt nach dem Lehrer Jakob Eder (1842–1908), Gemeinderat in Großjedlersdorf.
- Edi-Finger-Straße (Stammersdorf), 2006 benannt nach dem Sportjournalisten Edi Finger (1924–1989); er war im Jahr 1957 der erste österreichische Fernsehsportreporter. Berühmt wurde er mit seiner Reportage anlässlich des Fußball-Weltmeisterschaftsspiels zwischen Deutschland und Österreich (2:3) 1978 bei der WM in Argentinien („Wunder von Córdoba“). Siehe auch Cordobaplatz.
- Edisonstraße (Großjedlersdorf), 1934 benannt nach dem US-amerikanischen Erfinder und Unternehmer Thomas Alva Edison (1847–1931); er, bzw. seine Angestellten, erfanden unter anderem den Phonographen, die Kohlefaden-Glühlampe, das Kohlemikrofon, das Kinetoskop und den elektrischen Stuhl.
- Edmund-Hawranek-Platz (Strebersdorf), 1964 benannt nach dem Geistlichen Edmund Hawranek (1874–1944), Kaplan von Strebersdorf; er erwarb sich Verdienste um die Erziehung sprachgestörter Kinder.
- Egon-Friedell-Gasse (Leopoldau), 1954 benannt nach dem Schriftsteller Egon Friedell (1878–1938), Kulturphilosoph, Religionswissenschaftler, Historiker, Dramatiker, Theaterkritiker, Journalist, Schauspieler, Kabarettist und Conférencier. Sein Lebenswerk war die „Kulturgeschichte der Neuzeit“ (3 Bände, 1927–1931).
- Eichfeldergasse (Strebersdorf), benannt 1936 nach Karl Eichfelder (1847–1921), Direktor des Pensionates „St. Josef“ in Strebersdorf (1899–1910).
- Einzingergasse (Strebersdorf), benannt 1970 nach Ulrich, Oswald und Stephan Eizinger (sic!, Lebensdaten unbekannt), Freiherren (ab 1439), Herrschaftsbesitzer in Strebersdorf (um 1469) und in vielen weiteren Orten. Ulrich Eizinger († um 1461) war Hubmeister am Hof von Albrecht V. und wurde dabei zum reichsten österreichischen Adeligen; er war Vormund des Königs Ladislaus Postumus.[26][27][28]
- Eipeldauer Straße (Leopoldau), nach dem früheren Namen von Leopoldau, 1136 erstmals urkundlich als „Eipeldau“ erwähnt.
- Eisenheldgasse (Stammersdorf), 1996 benannt nach dem Weinbauern Leopold Eisenheld (1887–1973), dem letzten Bürgermeister von Stammersdorf (1934–1938). Im Historikerbericht Straßennamen Wiens seit 1860 als „Politische Erinnerungsorte“ aus dem Jahr 2013 ist die Straße Gruppe C (demokratiepolitisch relevante biographische Lücken) zugeordnet.[22]
- Eisingergasse (Jedlesee), 1996 benannt nach dem Lehrer Franz Eisinger (1921–1991), Bezirksrat (1969–1978, SPÖ), Bezirksschulinspektor (1976–1983), Regierungsrat (1980).
- Elise-Richter-Weg (Jedlesee), 2008 benannt nach der österreichischen Romanistin Elise Richter (1865–1943); sie legte 1896 als erste Frau in Österreich die Matura ab und habilitierte 1905 als erste Frau an der Universität Wien. 1921 wurde sie wiederum als erste Frau zum Außerordentlichen Professor ernannt. Nach ihrer Schwester ist die Helene-Richter-Gasse benannt.
- Else-Feldmann-Gasse (Leopoldau), 1994 benannt nach der Schriftstellerin Else Feldmann (1884–1942); sie schrieb Erzählungen, Romane und journalistische Berichte, und war 1933 Gründungsmitglied der „Vereinigung sozialistischer Schriftsteller“. 1942 wurde sie im KZ Sobibor ermordet. Die seit 2011 amtlich nicht mehr benannte Gasse (nach Else Feldmann wurde eine andere Verkehrsfläche benannt) verlief von der Julius-Ficker-Straße 82 parallel zur Kürschnergasse durch eine Gartensiedlung zum Stadlweg 83.
- Else-Feldmann-Promenade (Leopoldau), 2011 benannt nach der Schriftstellerin Else Feldmann; siehe Else-Feldmann-Gasse. Die Promenade verläuft in der Großfeldsiedlung zwischen Dominik-Wölfel-Gasse und Gitlbauergasse und kreuzt einen verkehrsberuhigten Abschnitt der Pastorstraße.
- Emmi-Freundlich-Gasse (Stammersdorf), 2004 benannt nach der Politikerin Emmy Freundlich (1878–1948), Direktorin des Ernährungsamtes im Bundesministerium für Volksernährung, Abgeordnete zum Nationalrat, zum Gemeinderat und Wiener Landtag (SDAP). Sie war weiters Funktionärin der Kinderfreunde Österreich und der sozialistischen Frauenbewegung. Die Straße ist lediglich gewidmet, ihre Realisierung steht noch aus.
- Empergergasse (Großjedlersdorf), 1953 benannt nach dem böhmisch-österreichischen Bauingenieur Friedrich Ignaz von Emperger (1862–1942), Hochschulprofessor. Emperger war ein Vorkämpfer für die Einführung und Entwicklung des Stahlbetonbaus in Österreich. Im Historikerbericht Straßennamen Wiens seit 1860 als „Politische Erinnerungsorte“ aus dem Jahr 2013 ist die Straße Gruppe C (demokratiepolitisch relevante biographische Lücken) zugeordnet.[22]
- Engelhorngasse (Donaufeld), 1986 benannt nach dem deutschen Unternehmer Friedrich Engelhorn (1821–1902); er gründete 1865 die „Badische Anilin- & Soda-Fabrik AG“ (BASF) in Mannheim.
- Entensteig (Schwarze Lackenau), 1942 benannt nach der gleichnamigen Tierart. Hieß vorher Jägersteig.
- Erbpostgasse (Stammersdorf), benannt (Datum unbekannt) nach Stadler von Wolffersgrün (1786–1857), k.u.k. Erbpostmeister von Stammersdorf (ab 1819).
- Erna-Musik-Gasse (Leopoldau), 2014 benannt nach der Arbeiterin und Unternehmerin Erna Musik (1921–2009); als sogenannte „Halbjüdin“ engagierte sie im österreichischen Widerstand gegen den Nationalsozialismus. Nach ihrer Festnahme durch die Gestapo wurde sie in die Konzentrationslager von Auschwitz und Ravensbrück deportiert. Nach 1945 wurde sie Unternehmerin und Funktionärin in der Wirtschaftskammer. Die Straße wurde schon vor ihrer Errichtung benannt.
- Ernst-Kein-Gasse (Leopoldau), 2006 benannt nach dem Schriftsteller und Mundartdichter Ernst Kein (1928–1985); bekannt war er, wenn auch nicht namentlich, für seine Kolumnen, die er in der Kronen Zeitung unter den Titeln „weana schbrüch“, „Herr Strudl“ und „Herr Habe“ schrieb.
- Ernst-Vasovec-Gasse (Strebersdorf), 2007 benannt nach dem Hauptschullehrer und Schriftsteller Ernst Vasovec (1917–1993); er verknüpfte in seinen Werken die Darstellung österreichischer Zeitgeschichte mit mythologischen Elementen aus Antike und Bibel.[29]
- Eva-Rosenfeld-Weg (Stammersdorf), 2018 benannt nach der deutsch-österreichisch-britischen Psychoanalytikerin Eva Rosenfeld (1892–1977); sie zog 1911 nach Wien-Hietzing. Zusammen mit Anna Freud und Dorothy Burlingham gründete sie 1927 als einen ersten Versuch, das psychoanalytische Denken auch im pädagogischen Kontext anzuwenden, die Burlingham-Rosenfeld-Schule in Hietzing, in der eine kleine Gruppe von Kindern von psychoanalytisch geschulten Lehrern unterrichtet wurden.
- Eyblweg (Leopoldau), 1933 benannt nach dem Maler Franz Eybl (1806–1880); seine größte Bedeutung liegt in seinen Porträts, wobei er darin neben Friedrich von Amerling zu den wichtigsten Porträtmalern des 19. Jahrhunderts in Österreich zählt. Der Weg hieß vorher Josef-Baumann-Gasse.

## F

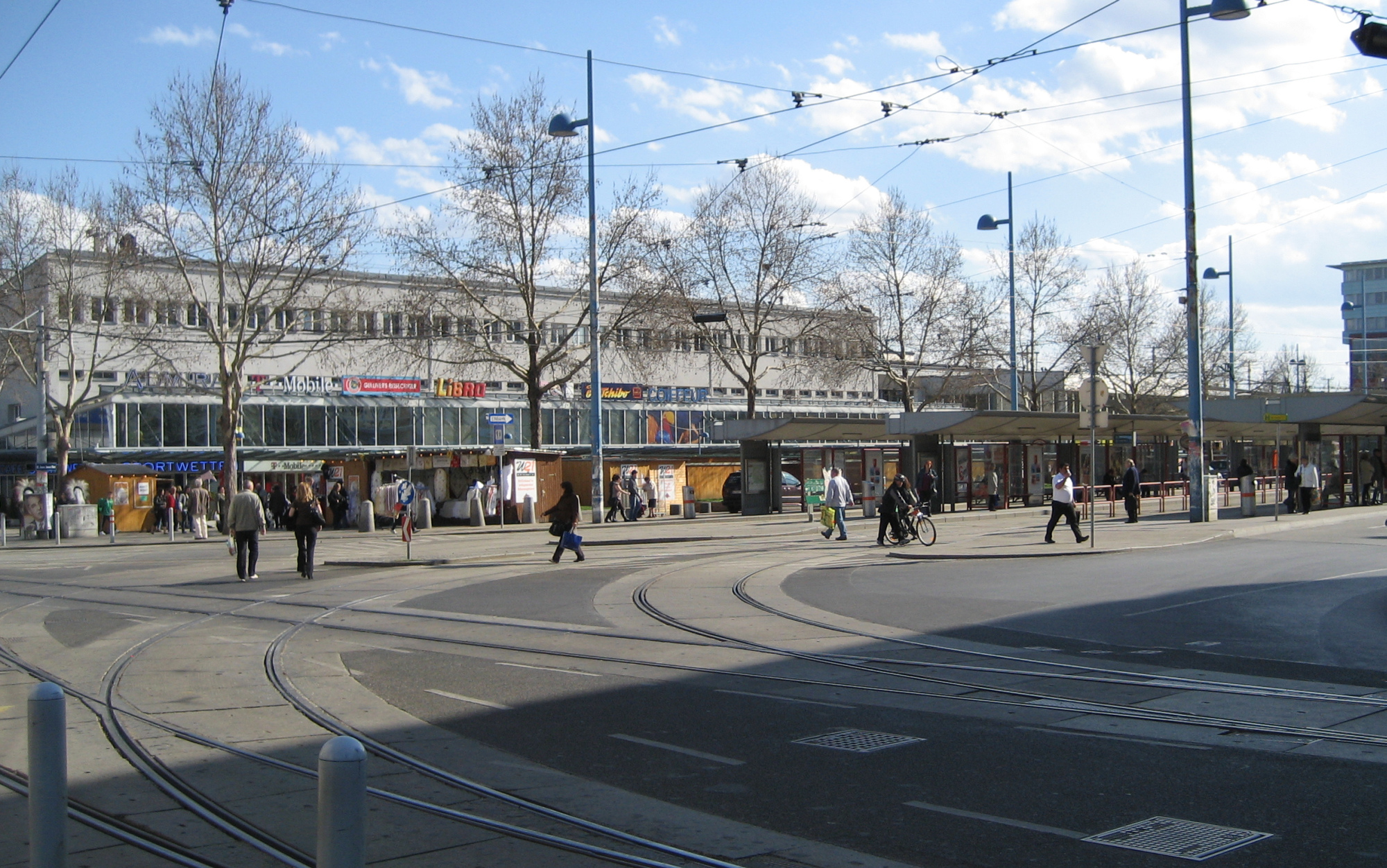
Franz-Jonas-Platz

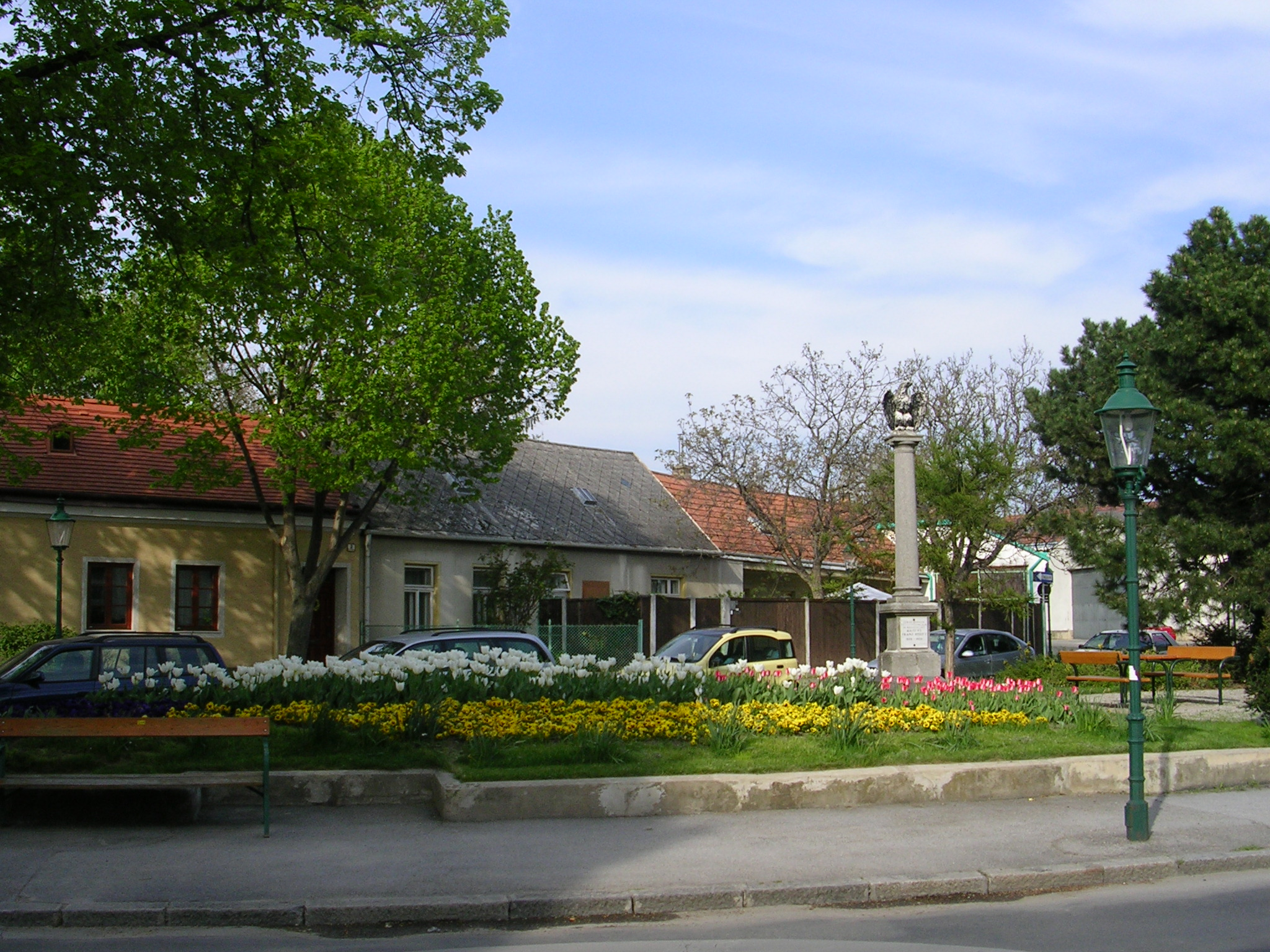
Freiheitsplatz

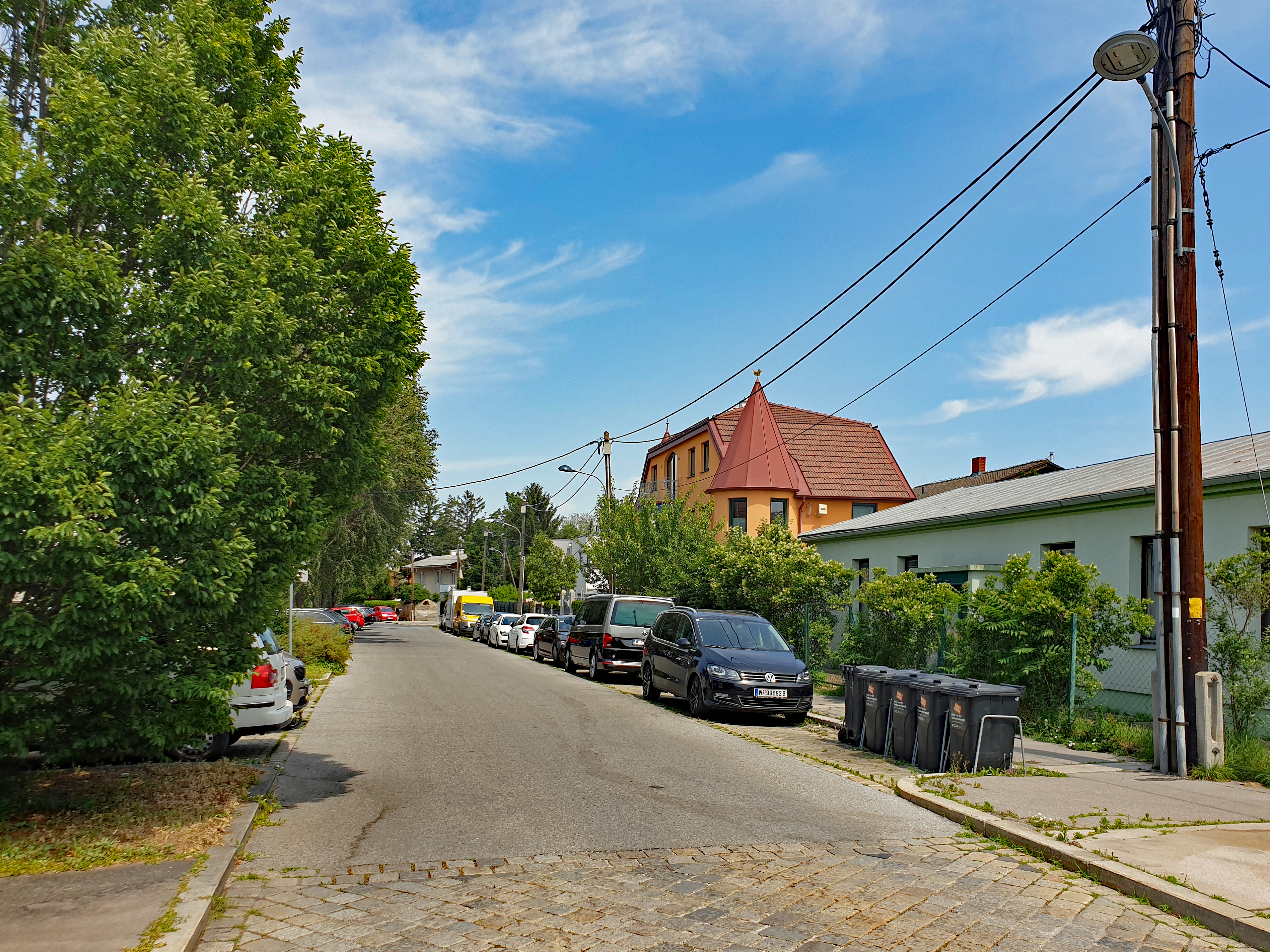
Friedstraße

- Fahrbachgasse (Floridsdorf), 1909 benannt nach einer Wiener Musikerfamilie: Philipp Fahrbach der Ältere (1815–1885), Komponist und Kapellmeister; Philipp Fahrbach der Jüngere (1843–1894), Violinist und Kapellmeister; Joseph Fahrbach (1804–1883), Militärkapellmeister und Virtuose; Anton Fahrbach (1819–1887), Walzerkomponist und Flötist; Friedrich Fahrbach, Komponist und Flötist; Wilhelm Fahrbach (1838–1866), Musiker.
- Fallmerayerweg (Leopoldau), 1956 benannt nach dem Orientalisten und Publizisten Jakob Philipp Fallmerayer (1790–1861), Professor für Philologie und Universalhistorie an der Universität München (1826–1848); er beschäftigte sich vor allem mit der Geschichte Griechenlands und vertrat kontroverse, panslawistische Thesen.
- Fännergasse (Floridsdorf), 1899 benannt nach dem Beamten Gottlieb Fänner (1830–1889), Oberbaurat der Donauregulierungskommission; er erwarb sich Verdienste um die Kanalisation in Floridsdorf.
- Feistlgasse (Leopoldau), 1971 benannt nach dem Metallarbeiter Anton Feistl (1881–1961), Bezirksvorsteher von Floridsdorf (1932–1934); er gründete 1933 das Bezirksmuseum Floridsdorf.
- Feistritzgasse (Leopoldau), 1952 benannt nach dem Fluss Feistritz in der Steiermark.
- Feldlerchengasse (Schwarze Lackenau), 1996 benannt nach der Tierart Feldlerche.
- Feldmausgasse (Schwarze Lackenau), 1996 benannt nach der Tierart Feldmaus.
- Felix-Slavik-Straße (Stammersdorf), benannt (Datum unbekannt) nach dem Politiker Felix Slavik (1912–1980), Stadtrat für das Wohnungswesen (ab 1945), Mitglied des Bundesrates (ab 1946), Abgeordneter zum Nationalrat (1949–1957), Finanzstadtrat, Bürgermeister von Wien (1970–1973).
- Felmayergasse (Leopoldau), 1974 benannt nach dem Schriftsteller, Lyriker und Bibliothekar Rudolf Felmayer (1897–1970), Mitarbeiter der Städtischen Büchereien und Referent in der literarischen Abteilung des Österreichischen Rundfunks.
- Ferchenbauergasse (Floridsdorf, Großjedlersdorf), 1901 benannt nach dem Glasermeister Franz Ferchenbauer (1791–1883), Ortsrichter von Floridsdorf (1841–1846).
- Ferdinand-Käs-Gasse (Strebersdorf), 1992 benannt nach dem Offizier Ferdinand Käs (1914–1988); er war an der „Operation Radetzky“ zur kampflosen Übergabe der Stadt Wien an die Rote Armee am Ende des Zweiten Weltkrieges beteiligt. Nach 1945 half er entscheidend beim Aufbau der österreichischen Exekutive und beendete seine Laufbahn als General der Bundesgendarmerie. Siehe auch die Alfred-Huth-Gasse, die Karl-Biedermann-Gasse und die Rudolf-Raschke-Gasse in Floridsdorf sowie den Carl-Szokoll-Platz im 9. Bezirk Alsergrund.
- Ferdinand-Kaufmann-Platz (Donaufeld), 1974 benannt nach Ferdinand Kaufmann (1889–1965), Funktionär eines Kleingartenvereins.
- Ferdinand-Platzer-Straße (Donaufeld), 2017 benannt nach dem Elektriker Ferdinand Platzer (1906–1942); er wurde wegen Widerstands gegen das NS-Regime 1942 hingerichtet. Von 2009 bis 2017 existierte eine Ferdinand-Platzer-Straße an anderer Stelle.
- Ferdinand-Pölz-Gasse (Donaufeld), 1932 benannt nach Ferdinand Pölz (1867–1930), Bezirksrat in Floridsdorf, Sozialdemokrat.
- Fidelis-Breier-Weg (Strebersdorf), 1974 benannt nach dem Lehrer Josef Breier (1877–1968), unter dem Namen „Bruder Fidelis von Jesus“ Mitglied der Schulbrüder, Lehrer an der Volks- und Hauptschule und am Lehrerseminar in Strebersdorf; er betätigte sich auch als Heimatforscher.[30]
- Fillenbaumgasse (Strebersdorf), 1912 benannt nach Philipp Josef Edler von Fillenbaum (1715–1779), Jurist, niederösterreichischer Landrat, Besitzer der Herrschaft Strebersdorf.[31]
- Fischottergasse (Schwarze Lackenau), 1942 benannt nach der Tierart Fischotter. Hieß vorher Heinemanngasse.
- Flandorferweg (Leopoldau), benannt (Datum unbekannt) nach dem Fuhrwerksunternehmer Johann Flandorfer (1870–1954).
- Florian-Ott-Gasse (Strebersdorf), 2008 benannt nach dem Fuhrwerksunternehmer Florian Ott (1876–1946), Kommandant der Freiwilligen Feuerwehr Großjedlersdorf.
- Floridsdorfer Hauptstraße (Floridsdorf), 1910 benannt nach der bis 1904 eigenständigen Gemeinde Floridsdorf. Hieß davor Hauptstraße.
- Floridusgasse (Donaufeld), 1900 benannt nach dem Geistlichen Floridus Leeb (1731–1799), Propst von Klosterneuburg, Rektor der Universität Wien (1786). Er förderte die Errichtung einer Ansiedlung an der Donau, die ihm zu Ehren von den Siedlern „Floridusdorf“ genannt wurde, später Floridsdorf hieß, und dem heutigen Bezirk seinen Namen gab. Die Gasse hieß davor Klosterneuburger Straße.
- Föhrenweg (Leopoldau), nicht amtliche Bezeichnung.
- Franklinstraße (Floridsdorf, Donaufeld), 1910 benannt nach dem US-amerikanischen Verleger, Staatsmann, Schriftsteller, Naturwissenschaftler, Erfinder, Naturphilosoph und Freimaurer Benjamin Franklin (1706–1790); er gilt als der Erfinder des Blitzableiters, der Bifokalbrille, des Franklin-Ofens und der Glasharmonika. Die Straße hieß davor Rudolfsstraße.
- Franz-Jonas-Platz (Floridsdorf), 1975 benannt nach dem Politiker Franz Jonas (1899–1974), Bezirksvorsteher von Floridsdorf (SPÖ), Bürgermeister von Wien (1951–1965), Abgeordneter zum Nationalrat (1953–1965), Bundespräsident (1965–1974).
- Franz-Sebek-Straße (Leopoldau), 2009 benannt nach dem Arbeiter Franz Sebek (1901–1943); Mitglied der KPÖ (ab 1920); während der NS-Herrschaft organisierte er in den Siemens-Schuckertwerken eine Widerstandsgruppe. Er wurde 1941 verhaftet und 1943 hingerichtet.[32]
- Frauenhofergasse (Jedlesee), 1913 benannt nach dem deutschen Astronomen, Physiker und Optiker Joseph von Fraunhofer (sic!, 1787–1826); er begründete am Anfang des 19. Jahrhunderts den wissenschaftlichen Fernrohrbau. Ein Objektivtyp, das Fraunhofer-Objektiv, wurde nach ihm benannt.
- Frauenschuhgasse (Stammersdorf), benannt (Datum unbekannt) nach der Orchidee.
- Frauenstiftgasse (Großjedlersdorf), benannt (Datum unbekannt) nach dem Dominikaner Frauenkloster Tulln (volkstümlich „Frauenstift“ genannt) das von 1280 bis 1782 die Herrschaft Großjedlersdorf besaß. Das Kloster wurde 1782 aufgehoben.[33][34]
- Freiheitsplatz (Stammersdorf), benannt (Datum unbekannt) zur Erinnerung an die Ausrufung der Ersten Republik im Jahr 1918.
- Freiligrathplatz (Donaufeld), 1919 benannt nach dem deutschen Lyriker, Dichter und Übersetzer Ferdinand Freiligrath (1810–1876). Hieß vorher Kaiser-Josef-Platz.
- Freytaggasse (Donaufeld, Floridsdorf), 1901 benannt nach dem deutschen Schriftsteller Gustav Freytag (1816–1895); zwischen 1859 und 1867 entstand sein kulturgeschichtliches Hauptwerk „Bilder aus der deutschen Vergangenheit“ in vier Bänden. Seine „Technik des Dramas“ (1863) wurde zu einem der wichtigsten dramaturgischen Lehrbücher seiner Zeit.
- Friederike-Klauner-Gasse (Strebersdorf), 2004 benannt nach der Kunsthistorikerin Friederike Klauner (1916–1993), Direktorin des Kunsthistorischen Museums (1973–1981).
- Friedhofweg (Strebersdorf), nicht amtliche Bezeichnung.
- Friedrich-Manhart-Straße (Stammersdorf), benannt (Datum unbekannt) nach dem Lehrer Friedrich Manhart (1830–1903), Schulleiter in Stammersdorf.
- Friedstraße (Donaufeld), 1949 benannt nach dem Schriftsteller und Pazifisten Alfred Hermann Fried (1864–1921); als Gründer der Zeitschrift „Die Waffen nieder!“ und weiterer Aktivitäten für den Frieden bekam Fried 1911 gemeinsam mit Tobias Asser den Friedensnobelpreis. Die Straße hieß davor Josef-Meise-Straße.
- Fritz-Kandl-Gasse (Strebersdorf), 2005 benannt nach Fritz Kandl (1940–1994), Gemeinderat in Floridsdorf, Bezirksvorsteher-Stellvertreter, Landtagsabgeordneter.
- Frohes-Schaffen-Weg (Leopoldau), 1982 benannt nach einer schon zuvor ortsüblichen Bezeichnung.
- Frömmlgasse (Floridsdorf, Großjedlersdorf), 1891 benannt nach dem Baumeister Karl Frömml (1807–1889), Bürgermeister von Floridsdorf (1869–1876).
- Fuchsensteig (Schwarze Lackenau), 1942 benannt nach der Tierart Fuchs.
- Fultonstraße (Donaufeld), 1909 benannt nach dem US-amerikanischen Ingenieur Robert Fulton (1765–1815); er baute das erste brauchbare Dampfschiff („North River Steamboat“) und das U-Boot „Nautilus“. Die Straße hieß davor Schiffstraße und ursprünglich Vereinsgasse.
- Funkgasse (Großjedlersdorf), 1909 benannt nach Johann Georg Funk (1766–1817), Lehrer in Großjedlersdorf. Hieß vorher Quergasse.

## G
- Galvanigasse (Großjedlersdorf), 1936 benannt nach dem italienischen Arzt und Physiker Luigi Galvani (1737–1798); er entdeckte 1789 den nach ihm benannten Galvanismus, ebenfalls nach ihm benannt ist die Galvanotechnik, das Galvanometer, die Galvanotaxis und die Galvanotherapie.
- Gaswerkstraße (Stammersdorf), benannt (Datum unbekannt) nach dem kaum noch bekannten Gaswerk Floridsdorf (und nicht nach dem prominenteren Gaswerk Leopoldau).[35]
- Gebauergasse (Großjedlersdorf), 1967 benannt nach dem Lehrer Anton Karl Gebauer (1872–1942); er unternahm ab 1901 Reisen nach Kleinasien, Ägypten, Indien und Südostasien und verfasste Berichte über die bis dahin unerforschten hinterindischen Shan-Staaten.[36] Die Gasse hieß ursprünglich Mautner-Markhof-Gasse und von 1938 bis 1945 Arnulf-Hansl-Gasse.
- Gegenbauerweg (Donaufeld), 1973 benannt nach dem Mathematiker Leopold Gegenbauer (1849–1903), Universitätsprofessor in Czernowitz, Innsbruck und Wien. Er ist bekannt für wichtige Arbeiten auf dem Gebiet der Zahlentheorie, Algebra, Integrationstheorie und Funktionentheorie. Nach ihm sind die Gegenbauer-Polynome benannt.
- Georg-Danzer-Steg (Donaufeld), 2009 benannt nach dem Komponisten, Sänger und Liedertexter Georg Danzer (1946–2007), Pionier des Austropop. Er hatte Erfolge als Solokünstler, anfänglich auch mit seiner Band The Madcaps und später in der Formation Austria 3 mit Wolfgang Ambros und Rainhard Fendrich. Über den Steg verläuft die Linie U6, begleitet von einem Fuß- und Radweg.
- Georgistraße (Schwarze Lackenau), 1940 benannt nach dem Generaloberst Friedrich Freiherr von Georgi (1852–1926), k.u.k. Kriegsminister (1907–1917); er gründete 1912 die k.k. Franz-Joseph-Militärakademie und reorganisierte die Landwehr.
- George-Tabori-Weg (Stammersdorf), 2019 benannt nach dem Drehbuchautor, Schauspieler, Sprecher, Schriftsteller, Übersetzer, Dramatiker und Theaterregisseur George Tabori (1914–2007). In den USA arbeitete er als Drehbuchautor unter anderem mit Alfred Hitchcock und Bertolt Brecht zusammen. Ab 1986 erreichte er in Wien im Theater Der Kreis, im Burgtheater und seit 1999 in Berlin beim Berliner Ensemble den Höhepunkt seiner Theaterkunst.
- Georg-Schicht-Platz (Leopoldau), 2014 benannt nach dem Unternehmer Georg Schicht („der Jüngere“, 1849–1913); er kam 1883 von Böhmen nach Wien und baute eine Fabrik zur Herstellung von Kristallsoda. 1892 übersiedelte er nach Leopoldau und produzierte dort chemische Produkte, hauptsächlich für die Seifen- und Waschmittelherstellung. Die Georg Schicht AG fusionierte 1929 mit neun anderen Firmen zur österreichischen Unilever AG.[37][38] Der Schichtweg ist ebenfalls nach ihm benannt. Die Verkehrsfläche wurde schon vor ihrer Errichtung benannt.
- Gerasdorfer Straße (Großjedlersdorf, Leopoldau), 1898 benannt; sie führt nach Gerasdorf bei Wien.
- Gerichtsgasse (Großjedlersdorf), 1901 benannt nach dem dortigen Gerichtsgebäude (erbaut 1895–1896).
- Gerlosplatz (Leopoldau), 1953 benannt nach dem Fluss Gerlos in Tirol.
- Gernengasse (Stammersdorf), benannt (Datum unbekannt) nach einem Riednamen; „Gernen“ sind schmale oder keilförmige Weingartenparzellen.
- Gerspergasse (Leopoldau), 1933 benannt nach Anton Gersper (1858–1929), Fürsorgerat, Ortsschulrat.
- Gerstlgasse (Jedlesee, Großjedlersdorf), 1900 benannt nach Georg Gerstl (Lebensdaten unbekannt), um 1587 Ortsrichter von Jedlesee.
- Giefinggasse (Leopoldau), 1999 benannt nach dem Schlosser Johann Giefing (1883–1945); er arbeitete ab 1931 in der Lokomotivfabrik Floridsdorf und wurde später Abteilungsleiter und Erfinder. Er wurde ein ziviles Opfer des Krieges (Herzschuss am 10. April 1945 auf der Brigittenauer Lände). Siehe auch Demmergasse, Lokomotivgasse und Rihosekgasse.
- Giseviusgasse (Großjedlersdorf), 1953 benannt nach dem deutschen Agrarwissenschaftler Paul Gisevius (1858–1935), Professor an der Universität Gießen; er ist Autor, Herausgeber und Mitherausgeber einer Vielzahl von Büchern und Schriften.
- Gitlbauergasse (Leopoldau), 1954 benannt nach dem Priester, Altphilologen und Archivar Michael Gitlbauer (1847–1903), Professor für Klassische Philologie an der Universität Wien (ab 1901); sein Hauptverdienst ist die Entzifferung der griechischen Tachygraphie.[39]
- Glangasse (Leopoldau), 1953 benannt nach dem Fluss Glan in Kärnten.
- Gleichsaustraße (Stammersdorf), benannt (Datum unbekannt) nach einem Flurnamen.
- Gmündstraße (Strebersdorf), 1964 benannt nach der Stadt Gmünd im Waldviertel.
- Göpfritzgasse (Strebersdorf), 1964 benannt nach dem Ort Göpfritz an der Wild im Waldviertel.
- Grabmayrgasse (Floridsdorf), 1956 benannt nach dem Juristen und Politiker Karl Grabmayr-Angerheim (1848–1923), letzter Präsident des Reichsgerichts von Altösterreich, erster Präsident des 1919 errichteten Verwaltungsgerichtshofs der Republik Österreich, bedeutender Politiker in Tirol, Schöpfer des Tiroler Grundbuches und des Höferechtes.
- Grädenergasse (Strebersdorf), 1960 benannt nach dem Komponisten und Violinisten Hermann Graedener (1844–1929), Violinist des Hoforchesters (ab 1864); er komponierte zwei Sinfonien, eine Lustspielouvertüre, zwei Klavier- und zwei Violinkonzerte, ein Cellokonzert, kammermusikalische Werke, Klavierstücke und Lieder.
- Gradingergasse (Leopoldau), 1967 benannt nach Matthias Gradinger (Lebensdaten unbekannt), um 1750 erster Lehrer von Leopoldau.
- Graedenerweg (Strebersdorf), 2003 benannt; siehe Grädenergasse.
- Gregor-Ulbrich-Gasse (Stammersdorf), 1961 benannt nach Gregor Ulbrich (1877–1926), Bürgermeister von Stammersdorf (1925–1926); er erwarb sich Verdienste um die Anlage von Straßen.
- Grellgasse (Leopoldau), 2011 benannt nach dem Arrangeur, Komponisten und Dirigenten Karl Grell (1925–2003); als Komponist schrieb er Musik zu Hörspielen und Fernsehmärchen, Puppentrickfilmen und TV-Schattenspielen. Als Arrangeur prägte er mit dem von ihm im Auftrag des ORF gegründeten Wiener Solistenorchesters den „Grell-Sound“. Seine musikalische Palette reichte von der leichten, tänzerischen Komposition oder der volkstümlichen Musik bis zur Blasmusikkomposition, und vom Wienerlied über den Schlager bis zur großen symphonischen Unterhaltungsmusik.[40]
- Grenzweg (Leopoldau, Stammersdorf), benannt (Datum unbekannt) nach der ehemaligen Grenze zwischen den Gemeinden Stammersdorf, Leopoldau und Gerasdorf.
- Gretlgasse (Donaufeld), 1971 benannt nach dem Märchen Hänsel und Gretel der Brüder Grimm (1856); siehe auch Hanslgasse. Die Gasse hieß vorher Gretlweg.
- Gretl-Schörg-Weg  (Großjedlersdorf), 2016 benannt nach der Operettensängerin und Schauspielerin Gretl Schörg (1914–2006); sie wurde nach Kriegsende als Filmpartnerin von Johannes Heesters und Romy Schneider bekannt. In den 1950er Jahren war sie in etlichen Operettenproduktionen des WDR Köln zu hören. In Wien spielte sie am Raimundtheater, an der Volksoper, in den Wiener Kammerspielen und am Theater in der Josefstadt.
- Großbauerstraße (Großjedlersdorf), 1937 benannt nach dem Forstwirtschafts-Experten Franz Großbauer (1813–1887), Professor für Forstnaturkunde an der k.k. Forstlehranstalt Mariabrunn (1839–1876), 1875 zu „Edler von Waldstätt“ nobilitiert.[41]
- Großfeldstraße (Leopoldau), 1967 benannt nach einem Flurnamen („großes Feld“ bzw. „langes Feld“), nach dem auch die Großfeldsiedlung benannt ist.
- Großschopfplatz (Großjedlersdorf), 1963 benannt nach dem Beamten Josef Großschopf (1884–1956), Beamter in der Magistratsabteilung 69 (Kleingartenwesen), Funktionär der Kleingarten- und Siedlerbewegung.
- Grunerweg (Leopoldau); keine Beschreibung vorhanden.
- Gschweidlgasse (Großjedlersdorf), 1993 benannt nach dem Fußballspieler Friedrich Gschweidl (1901–1970), Stürmer beim Fußballclub Vienna (ab 1924). Im Zeitraum von 1924 bis 1935 absolvierte er 44 Länderspiele für Österreich und erzielte dabei zwölf Tore. Seine Tore in der Ära des Wunderteams erzielte Gschweidl gegen Deutschland (2), die Schweiz und Ungarn.
- Gulzgasse (Stammersdorf), 2009 benannt nach dem Mediziner Ignaz Gulz (1814–1874), Magister der Augenheilkunde, erster Dozent für Ohrenheilkunde an der Universität Wien, k.k. Stadtarmen-Augenarzt in Wien.[42][43]
- Guschelbauergasse (Strebersdorf, Jedlesee), 1952 benannt nach dem volkstümlichen Musiker Edmund Guschelbauer (1839–1912); er war einer der bedeutendsten Wiener Volkssänger sowie ein Coupletdichter. Er verkörperte erfolgreich den Typus des „Urwieners“ vom „alten Schlag“ mit Gesangskomik und inniger Vortragsweise.
- Gusengasse (Leopoldau), 1953 benannt nach dem Fluss Gusen in Oberösterreich.

## H

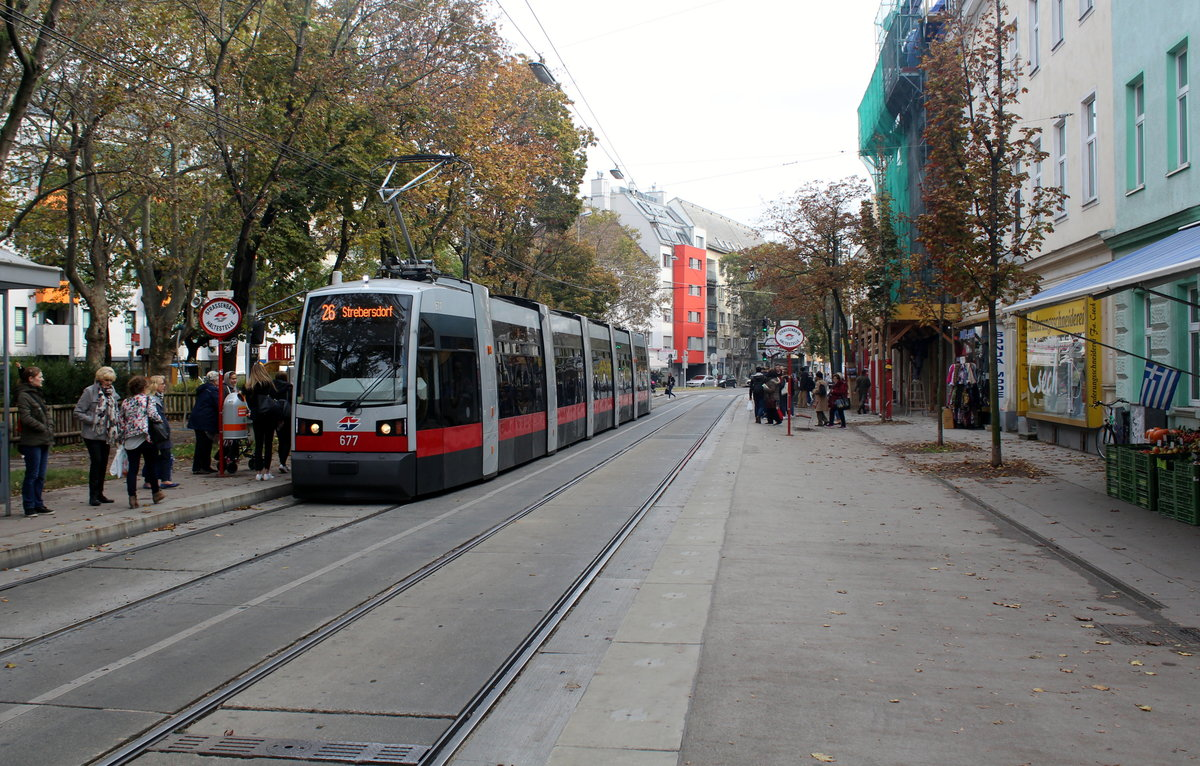
Hoßplatz

- Haberditzlgasse (Leopoldau), 1954 benannt nach dem Kunsthistoriker Franz Martin Haberditzl (1882–1944); er war von 1915 bis 1938 Direktor der k.k. Staatsgalerie im Belvedere, die er neu gliederte und stark erweiterte. Als Kunsthistoriker beschäftigte er sich hauptsächlich mit der flämischen Kunst des 17. Jahrhunderts.[44]
- Habitzlgasse (Großjedlersdorf), 2009 benannt nach dem Fußballspieler Erich Habitzl (1923–2007); der Stürmer war in seiner aktiven Zeit einer der wichtigsten Spieler im Angriffspiel des SK Admira Wien und wurde 1949 österreichischer Torschützenkönig. Mit der Nationalmannschaft nahm der spätere Frankreich-Legionär an den Olympischen Spielen 1948 in London teil.
- Hagenbrunner Straße (Stammersdorf), Benennungsdatum unbekannt; die Straße führt nach Hagenbrunn in Niederösterreich.
- Hahnemanngasse (Großjedlersdorf), 1993 benannt nach dem Fußballspieler und Fußballtrainer Wilhelm Hahnemann (1914–1991); als Verbinder wurde er mit Admira und Wacker insgesamt sechsmal österreichischer Meister und zählt mit 230 Toren zu den besten Schützen der Liga. Als Trainer gewann er mit dem Grasshopper Club Zürich die Schweizer Meisterschaft.
- Haidschüttgasse (Floridsdorf), 1901 benannt nach einer ehemaligen Insel im alten Donaugebiet.
- Hanreitergasse (Großjedlersdorf), 1995 benannt nach dem Fußballspieler und Fußballtrainer Franz Hanreiter (1913–1992), Stürmer für die Vereine SC Wacker Wien, FC Rouen und SK Admira Wien. Mit Admira wurde er 1939 Österreichischer Meister.
- Hans-Czermak-Gasse (Leopoldau), 2002 benannt nach dem Mediziner Hans Czermak (1913–1989), Kinderarzt, Primar des Preyer'schen Kinderspitals (1962–1978). Er war Gründer und Obmann des Vereines für gewaltlose Erziehung und des Österreichischen Kinderschutzbundes. Auf seine Initiative wurde 1989 körperliche und seelische Gewalt als Instrument der Kindererziehung gesetzlich verboten.
- Hans-Kutra-Gasse (Strebersdorf), 2004 benannt nach dem Oberschulrat Hans Kutra (1913–1990), Direktor der ersten Ganztagsschule in Strebersdorf, Kustos des Floridsdorfer Bezirksmuseums.
- Hanslgasse (Donaufeld), 1971 benannt nach der Figur aus dem Märchen Hänsel und Gretel der Brüder Grimm (1856); siehe auch Gretlgasse. Hieß vorher Hanslweg.
- Hans-Schilder-Platz (Leopoldau), 2002 benannt nach Hans Schilder (1908–1994), Gründer, Obmann und Ehrenobmann des Kleingartenvereins „Kefedergrund“.
- Hans-Spitzy-Gasse (Großjedlersdorf), 1959 benannt nach dem Orthopäden Hans Spitzy (1872–1956), Professor für orthopädische Chirurgie an der Universität Wien und gleichzeitig Leiter der Orthopädische Abteilung des Kaiser Franz-Joseph-Spitals. Im Jahre 1923 wurde er zum Ordinarius und zum Direktor des Wiener Orthopädischen Spitals ernannt. Der Spitzyweg im 10. Bezirk Favoriten ist seit 1998 ebenfalls nach ihm benannt. Im Historikerbericht Straßennamen Wiens seit 1860 als „Politische Erinnerungsorte“ aus dem Jahr 2013 ist die Straße Gruppe C (demokratiepolitisch relevante biographische Lücken) zugeordnet.[22]
- Hartwig-Balzen-Gasse (Leopoldau), 1994 benannt nach dem Geistlichen Hartwig Balzen (1909–1982), Pfarrer von Leopoldau (ab 1950); er initiierte den Bau der Maria-Himmelfahrt-Kirche in der Nordrandsiedlung.
- Haspingerplatz (Großjedlersdorf), 1898 benannt nach dem Tiroler Kapuzinerpater Joachim Haspinger (1776–1858); er betätigte sich vorwiegend politisch. Er rief aus religiösen Gründen zum Widerstand gegen die allgemeine Pockenimpfung auf. Im Jahr 1809 beteiligte er sich gemeinsam mit Andreas Hofer am Tiroler Volksaufstand. Die Haspingergasse im 8. Bezirk Josefstadt ist ebenfalls nach ihm benannt. Siehe auch die Andreas-Hofer-Straße in Floridsdorf, die Ennemosergasse im 22. Bezirk Donaustadt, die Speckbachergasse im 16. Bezirk Ottakring, die Haugerstraße im 11. Bezirk Simmering und die Sandwirtgasse im 6. Bezirk Mariahilf.
- Hassingergasse (Leopoldau), 1954 benannt nach dem Geographen Hugo Hassinger (1877–1952), Professor an der Universität Wien (1931–1950), Präsident der Österreichischen Geographischen Gesellschaft (1937–1951). Er widmete sich der Geomorphologie, später der politischen Geographie und der Humangeographie. Hassinger war ein Pionier der Raumplanung und einer der bedeutendsten Humangeographen im deutschen Sprachraum.[45] Im Historikerbericht Straßennamen Wiens seit 1860 als „Politische Erinnerungsorte“ aus dem Jahr 2013 ist die Straße Gruppe B (Diskussionsbedarf) zugeordnet.[22]
- Hasswellgasse (Großjedlersdorf), 1936 benannt dem in Schottland geborenen Ingenieur und Lokomotiv-Konstrukteur John Haswell (sic!, 1812–1897); er kam 1837 nach Österreich, wurde Leiter der Hauptwerkstätte der der Wien-Raaber-Bahn und baute in der Folge den österreichischen Lokomotivbau auf. Als Konstrukteur wurde er für die Entwicklung von Gebirgslokomotiven richtungweisend. 1862 erfand er die hydraulische Schmiedepresse.[46]
- Hawlicekgasse (Donaufeld), 1937 benannt nach dem Landschaftsmaler Vinzenz Havlicek (sic!, 1864–1915); er war hauptsächlich als Aquarellist tätig und unterrichtete in seinem Atelier viele Mitglieder der Aristokratie.[47]
- Hayekgasse (Stammersdorf), 1994 benannt nach dem Wirtschaftswissenschaftler Friedrich August von Hayek (1899–1992); neben Ludwig von Mises war er im 20. Jahrhundert der bedeutendste Vertreter der Österreichischen Schule der Nationalökonomie und zählt zu den wichtigsten Denkern des Liberalismus im 20. Jahrhundert. 1974 wurde er aufgrund seiner bahnbrechenden Arbeiten auf dem Gebiet der Geld- und Konjunkturtheorie mit dem Nobelpreis für Wirtschaftswissenschaften ausgezeichnet.
- Heidenreichsteinweg (Strebersdorf), 1954 benannt nach der Stadt Heidenreichstein im Waldviertel, Niederösterreich.
- Heingasse (Donaufeld), 1903 benannt nach dem Sprachforscher, Volkskundler, Orientalisten und Ethnographen Wilhelm Hein (1861–1903), Beamter an der Prähistorisch-Ethnographischen Abteilung des Naturhistorischen Museums. Er gründete 1894 den Verein für Volkskunde und das Museum für Volkskunde.
- Heinrich-Mitteis-Gasse (Leopoldau), 1954 benannt nach dem Juristen Heinrich Mitteis (1889–1952), Universitätsprofessor für Rechtsgeschichte in Köln, Heidelberg und Wien. Mitteis gilt als einer der bedeutendsten Rechtshistoriker des 20. Jahrhunderts.
- Heinrich-von-Buol-Gasse (Leopoldau), 1976 benannt nach dem Unternehmer Heinrich von Buol (1880–1945), Vorstandsvorsitzender der Siemens-Halske AG in Berlin (1932–1945).
- Helene-Richter-Gasse (Strebersdorf), 2008 benannt nach der Anglistin und Theaterwissenschafterin Helene Richter (1861–1942); nach ihrer Schwester ist der Elise-Richter-Weg benannt. Die Gasse hieß davor Margret-Dietrich-Gasse (benannt 2007).
- Helmholtzgasse (Großjedlersdorf), 1901 benannt nach dem deutschen Physiologen und Physiker Hermann Ludwig Ferdinand Helmholtz (1821–1894); als Universalgelehrter war er einer der vielseitigsten Naturwissenschaftler seiner Zeit und wurde auch Reichskanzler der Physik genannt.
- Herbstweg (Leopoldau), 2003 benannt nach der gleichnamigen Jahreszeit. Siehe auch Sommerweg und Winterweg.
- Herchenhahngasse (Leopoldau), 1954 benannt nach dem Historiker Johann Christian Herchenhahn (1754–1795), Redakteur der „Wiener Realzeitung“ (1784), Diplomat („Reichshofrathsagent“). Sein Hauptwerk war die „Geschichte der Entstehung, Bildung und gegenwärtigen Verfassung des kaiserlichen Reichs“ (3 Bände, 1792–1797).[48]
- Heribert-Meisel-Gasse (Stammersdorf), 2006 benannt nach dem Sportjournalisten Heribert Meisel (1920–1966); im Fernsehbereich leitete er 1963 mit seiner innovativen Sendung Sportstammtisch eine neue Ära ein und war im selben Jahr auch erster Moderator der ZDF-Sendung Das aktuelle sportstudio.
- Hermann-Bahr-Straße (Floridsdorf, Donaufeld), 1934 benannt nach dem Schriftsteller Hermann Bahr (1863–1934), Dramatiker, Theaterkritiker und Literaturkritiker. Er war, insbesondere durch seine kritischen Schriften, ein bedeutender Literaturtheoretiker der Jahrhundertwende im deutschsprachigen Raum und wesentlich an der Definition neuer Stilrichtungen beteiligt. Er verfasste im Laufe seines Lebens über 40 Theaterstücke und rund zehn Romane. Die Straße hieß vorher Schlingerstraße, bis 1919 Franz-Josef-Straße. Im Historikerbericht Straßennamen Wiens seit 1860 als „Politische Erinnerungsorte“ aus dem Jahr 2013 ist die Straße Gruppe C (demokratiepolitisch relevante biographische Lücken) zugeordnet.[22]
- Herrenholzgasse (Stammersdorf), 1956 benannt nach einem Riednamen. Hieß früher Schwenkgasse.
- Hertha-Kräftner-Gasse (Leopoldau), 2001 benannt nach der Schriftstellerin Hertha Kräftner (1928–1951); infolge ihres kurzen Lebens beschränkt sich ihr Werk auf kaum mehr als hundert Gedichte, einen Romanentwurf, einige kurze Prosatexte und Tagebuchaufzeichnungen. Ab etwa 1980 entdeckte die feministische Literaturwissenschaft ihre autobiographischen Texte als Beispiele weiblicher Identität.
- Herzmanovsky-Orlando-Gasse (Leopoldau), 1970 benannt nach dem Schriftsteller und Zeichner Fritz von Herzmanovsky-Orlando (1877–1954); sein umfangreiches schriftstellerisches Werk, das vorwiegend aus Prosa und Theaterstücken besteht, wurde erst postum durch die von Friedrich Torberg veranstaltete Gesamtausgabe bekannt. Im Historikerbericht Straßennamen Wiens seit 1860 als „Politische Erinnerungsorte“ aus dem Jahr 2013 ist die Straße Gruppe C (demokratiepolitisch relevante biographische Lücken) zugeordnet.[22]
- Heuschreckengasse (Jedlesee), 1996 benannt nach der Tierart Heuschrecke.
- Hilferdingweg (Strebersdorf), 2003 benannt nach der Familie Hilferding: Margarete Hilferding (1871–1942), Ärztin und Psychologin; Rudolf Hilferding (1877–1941), Politiker und Publizist; Karl Hilferding (1905–1942); alle in der Zeit des Nationalsozialismus ermordet.
- Hinaysgasse (Floridsdorf, Donaufeld), 1932 benannt nach dem Lehrer Hans Hinays (1859–1918), Bürgerschuldirektor; er betätigte sich auch als Komponist und gründete die Floridsdorfer Musikschule.
- Höbarthgasse (Leopoldau), 1954 benannt nach dem Postangestellten und Heimatforscher Josef Höbarth (1891–1952); er erarbeitete sich vor allem in ur- und frühgeschichtlichen Belangen ein bedeutendes fachliches Wissen und galt in seinen späten Jahren als Autorität beispielsweise in Fragen des Mesolithikums und der Hallstattkultur. Seine zahlreichen Grabungen und Fundbergungen machten das 1930 nach ihm benannte Höbarthmuseum der Stadt Horn zu einem der größten und bedeutendsten Museen in Niederösterreich.
- Hochbahngasse (Leopoldau), 1997 benannt nach der Floridsdorfer Hochbahn, eine einspurige und elektrifizierte Verbindungsstrecke zwischen der Nordwestbahn in Jedlersdorf und der Nordbahn in Leopoldau.
- Hochfeldstraße (Stammersdorf), benannt (Datum unbekannt) nach einem Flurnamen.
- Hofherr-Schrantz-Gasse (Strebersdorf), 1971 benannt nach dem ehemaligen Landmaschinenhersteller Hofherr-Schrantz, seit 1911 in Floridsdorf ansässig und mit der Firma „Clayton & Shuttleworth“ fusioniert (siehe auch Shuttleworthstraße und Trauzlgasse). Im Jahr 1970 ging das Unternehmen in den Böhler-Werken auf.
- Hofstättenweg (Leopoldau), benannt (Datum unbekannt) nach einem Flurnamen.
- Holetschekgasse (Großjedlersdorf), 1936 benannt nach dem Astronomen Johann Holetschek (1846–1923), Adjunkt an der Universitätssternwarte Wien (ab 1879). Er beschäftigte sich u. a. mit der Erforschung und Bahnbestimmung von Kometen und der Helligkeitsbestimmung von Nebeln und Sternhaufen.[49] Der Mondkrater „Holetschek“ (27° 36′ S, 150° 54′ O, 38 km Durchmesser) ist ebenfalls nach ihm benannt.
- Holteigasse (Großjedlersdorf), 1936 benannt nach dem deutschen Schriftsteller, Schauspieler, Rezitator, Theaterregisseur und Theaterleiter Karl von Holtei (1798–1880); er war auch in Österreich tätig. Als Schriftsteller schrieb er unter anderem die Possen „Die Berliner in Wien“ und „Die Wiener in Berlin“.
- Holzmanngasse (Leopoldau), 1971 benannt nach dem Unternehmer Rudolf Holzmann (1883–1964). Das von ihm 1860 gegründete Handelshaus „Rudolf Holzmann“ entwickelte sich zu einem bedeutenden Handelsbetrieb für Eisen, Eisenwaren, Farben und Baustoffe im Raum Wien und Niederösterreich.[50]
- Holzmeistergasse (Floridsdorf), 1900 benannt nach dem Wirtschaftsdirektor Augustin Holzmeister (Lebensdaten unbekannt, 18. Jhdt.); er setzte sich für die Abschaffung der Leibeigenschaft und Robot in Niederösterreich ein. Die Gasse hieß vorher Mühlfeldgasse.
- Hopfengasse (Jedlesee, Großjedlersdorf), 1892 benannt; die Namensgebung bezieht sich auf die Nähe zum Jedleseer Brauhaus.
- Horst-Winter-Promenade (Großjedlersdorf), 2007 benannt nach dem deutsch-österreichischen Musiker Horst Winter (1914–2001), Musiker („Horst-Winter-Tanzorchester“), Kapellmeister („Hoch- und Deutschmeister“), Komponist, Texter (Schlager, Märsche, Musicals). Horst Winter prägte die Unterhaltungsmusik der Nachkriegszeit.
- Höschgasse (Jedlesee), 1996 benannt nach dem Lehrer Rudolf Hösch (1914–1990); er verfasste heimatkundliche Bücher und war langjähriger Mitarbeiter und zuletzt Leiter des Floridsdorfer Bezirksmuseums.
- Hoßplatz (Floridsdorf, Donaufeld), 1949 benannt nach dem christlichsozialen Politiker Franz Hoß (1866–1947), Gemeinderat in Floridsdorf (1893–1904), Mitglied des Wiener Gemeinderates (ab 1905), Vizebürgermeister von Wien (1910–1932), Stadtrat für Finanzen (bis 1919). Der Platz hieß vorher Bismarckplatz.
- Hubertusgasse (Donaufeld), 1892 benannt nach Wasserbautechniker Johann Sigismund Hubert (1736–1792), der 1787 den ersten Hochwasserschutzdamm am linken Donauufer errichtete. Siehe auch Am Hubertusdamm.
- Hufgasse (Donaufeld), 1971 benannt nach dem Bauunternehmer Huf (Lebensdaten unbekannt), Grundbesitzer in dieser Gegend; nähere Daten sind nicht bekannt.
- Hühnersteig (Schwarze Lackenau), 1942 benannt nach der Tierart Huhn; die Siedler und Kleingärtner hielten früher Hühner und bauten für sie Steigen (Käfige).
- Hutterplatz (Großjedlersdorf), 2016 benannt nach dem Maler und Grafiker Wolfgang Hutter (1928–2014), Sohn des Malers Albert Paris Gütersloh. Mit Ernst Fuchs, Rudolf Hausner, Edgar Jené und Fritz Janschka gründete er eine surrealistische Gruppe im Wiener Art-Club und war Gründungsmitglied der Wiener Schule des Phantastischen Realismus. Seine artifizielle Bildwelt ist gekennzeichnet von künstlichen Gärten und märchenhaften Szenen in minutiöser Kleinarbeit.

## I

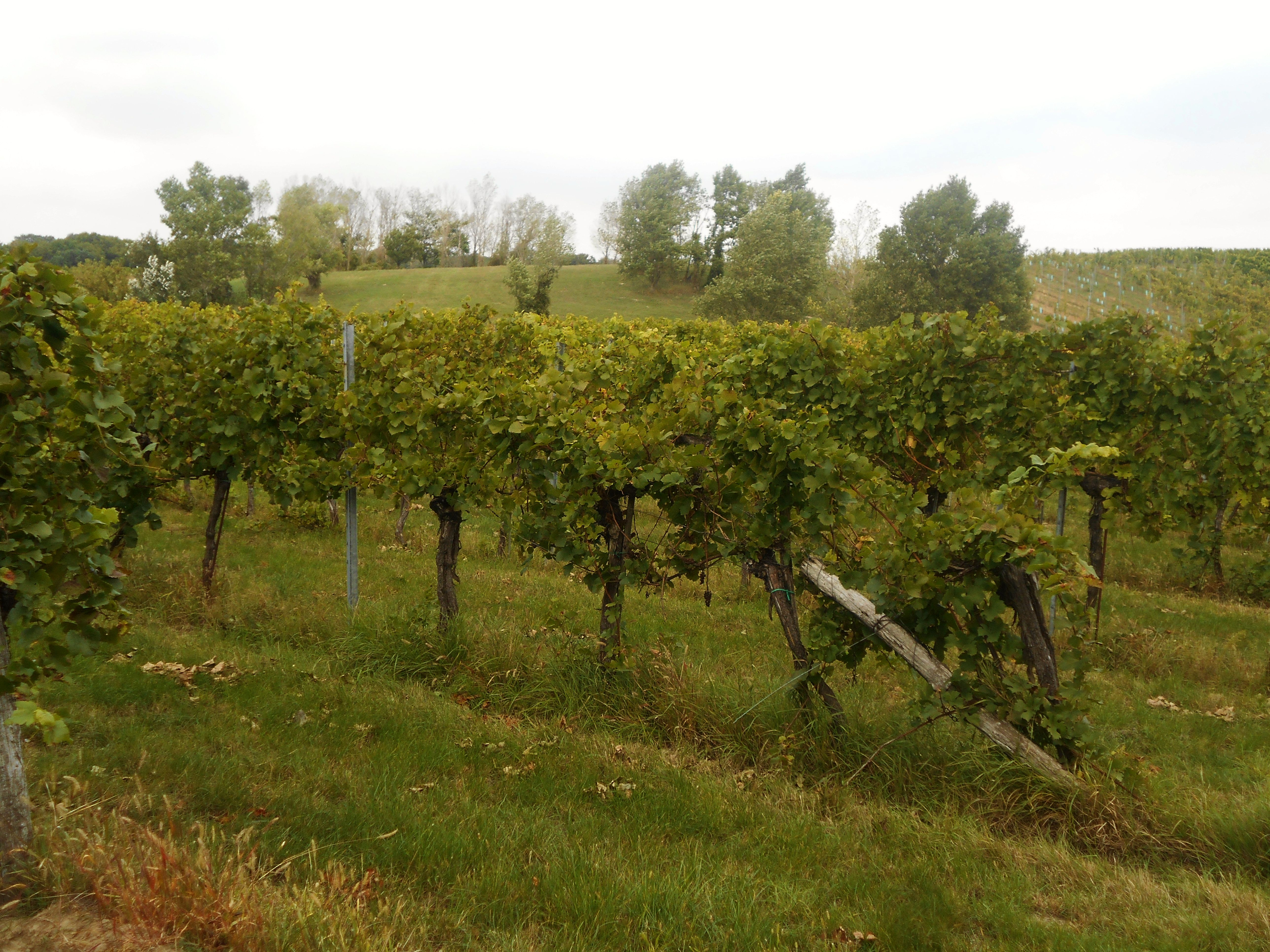
Die Riede Gabrissen, Namensgeberin für In den Gabrissen

- Ichagasse (Donaufeld), 1971 benannt nach dem Bildhauer Oskar Icha (1886–1945), Künstler von lokaler Bekanntheit; er schuf die Gedenktafeln für die Beethoven-Gedenkstätte Floridsdorf sowie einige Kriegerdenkmäler und Skulpturen in Aufbahrungshallen.
- Ignaz-Köck-Straße (Großjedlersdorf), 1987 benannt nach Ignaz Köck (1906–1957), Generaldirektor der ÖMV (1956–1957), Bundessekretär der Fraktion Christlicher Gewerkschafter (ab 1951), Abgeordneter zum Nationalrat (1953–1956, ÖVP), Generalsekretär des ÖAAB, Vizepräsident der AK Wien.
- Illgasse (Leopoldau), 1953 benannt nach dem Fluss Ill in Vorarlberg.
- Immengasse (Großjedlersdorf), 1890 benannt nach der Bienenzucht des Bäckermeisters Schöfmann in Floridsdorf („Immen“ = Bienen).
- In den kurzen Wiesthalen (Stammersdorf), 2011 benannt nach einer historischen Riedbezeichnung. Der Weinberg Wiesthalen in Stammersdorf zählt zu den ältesten Lagen Österreichs. Der Boden ist mineralisch, die Ried ist vor allem mit Weißburgunder bestockt.[51]
- In den Obern Falkenbergen; nicht amtliche Bezeichnung.
- In der goldenen Erden (Stammersdorf), benannt (Datum unbekannt) nach einem Flurnamen.
- In der Grabrissen (Stammersdorf), 1979 benannt nach einem Flurnamen.
- In der Schwarzlackenau (Jedlesee, Schwarze Lackenau), 1986 benannt nach der ehemaligen Schüttinsel Schwarze-Lacken-Au zwischen dem Hauptstrom der Donau und dem Nebenarm Schwarze Lacke. Sie bildet heute die Katastralgemeinde Schwarze Lackenau, zu der die Straße hinführt, in der sie allerdings nur zu einem kleinen Teil liegt.
- Inge-Konradi-Gasse (Stammersdorf), 2006 benannt nach der Film- und Kammerschauspielerin Inge Konradi (1924–2002); 1951 kam sie ans Wiener Burgtheater. Gemeinsam mit Josef Meinrad prägte sie einen besonderen Aufführungsstil der Stücke Nestroys.
- Inwaldweg (Donaufeld), benannt (Datum unbekannt) nach dem böhmisch-österreichischen Unternehmer Josef Inwald (1837–1906); er errichtete bzw. besaß zahlreiche Glasfabriken in Böhmen und brachte die Glasindustrie Böhmens zu neuem Ansehen. Inwald schuf mustergültige Wohlfahrtseinrichtungen für seine Arbeiter.[52]
- Irenäusgasse (Strebersdorf), 1936 benannt nach dem Lehrer Irenäus Friedl (1840–1901), Mitglied der Schulbrüder, Gründer des Pensionates „St. Josef“ in Strebersdorf.
- Iselgasse (Leopoldau), 1953 benannt nach dem Fluss Isel in Osttirol.
- Ispergasse (Leopoldau), 1953 benannt nach dem Fluss Ysper im Waldviertel, Niederösterreich.

## J

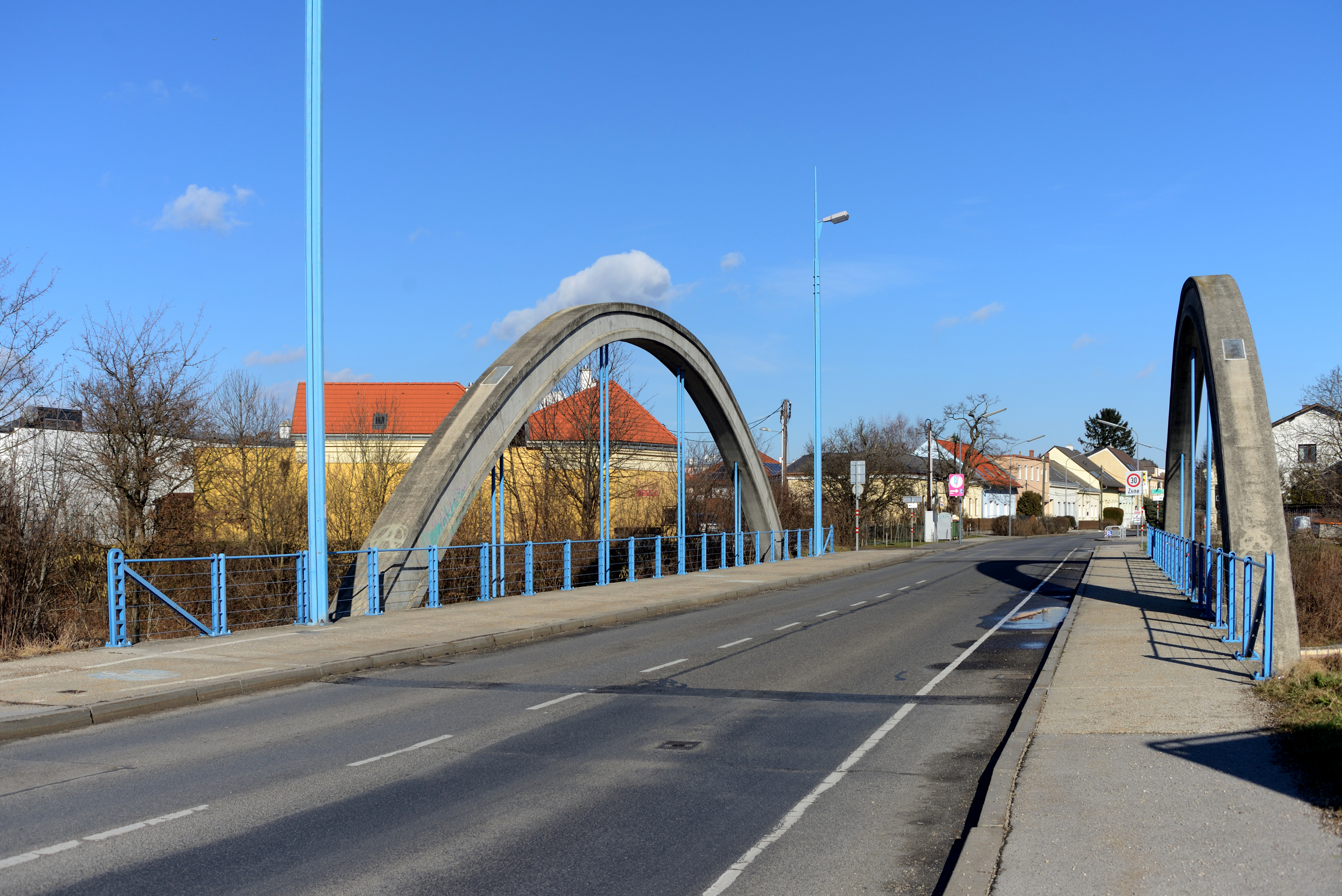
Jedlersdorfer Straße

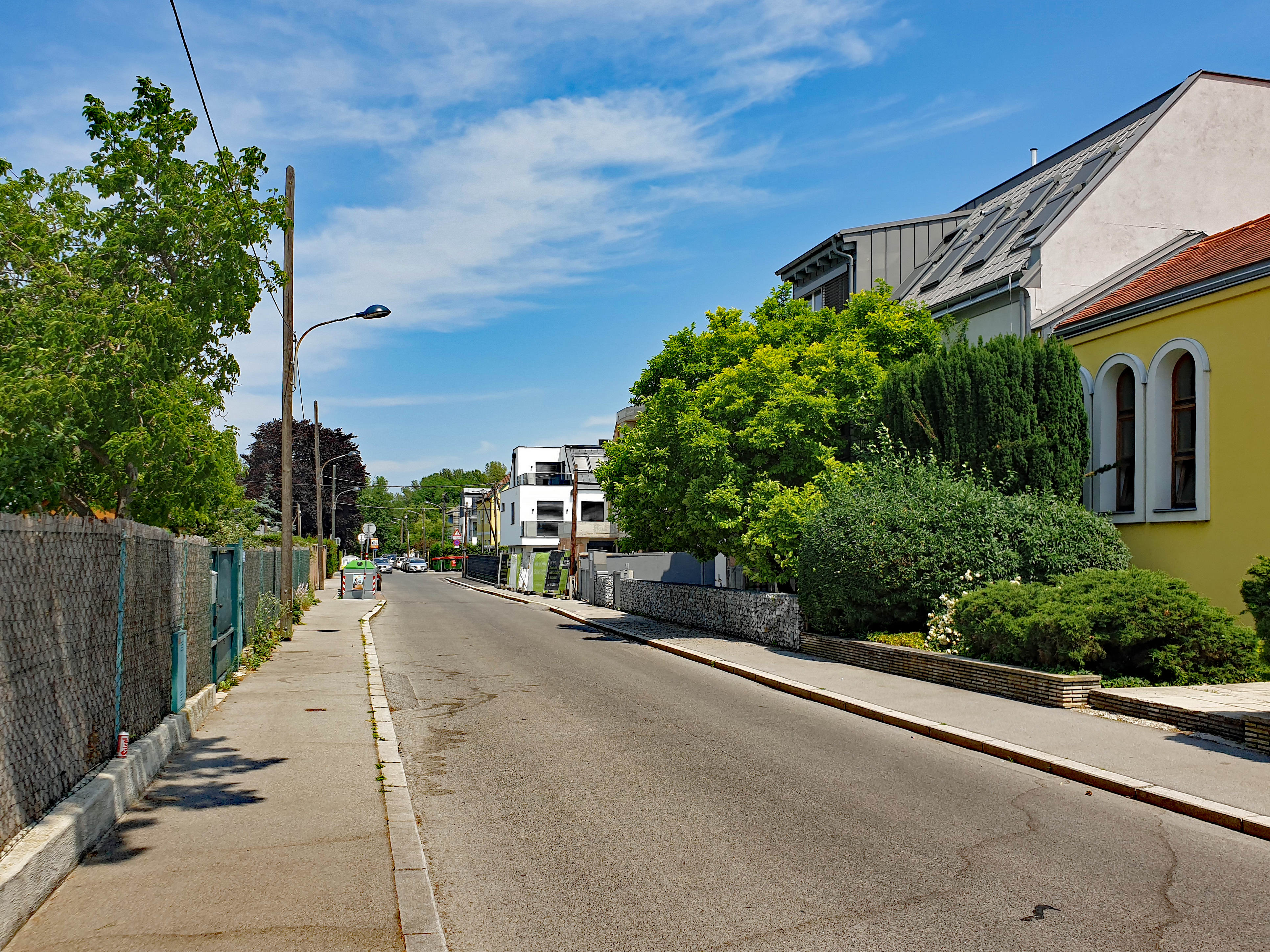
Josef-Melichar-Gasse

- Jandagasse (Großjedlersdorf), 1993 benannt nach dem Fußballspieler Anton Janda (1904–1985); er spielte ab 1924 als Verteidiger bei der Admira in Jedlesee. Mit der Meistermannschaft dieses Vereins gelang 1934 der Einzug in das Mitropapokalfinale, dem Vorläufer des Europapokals.
- Jane-Tilden-Gasse (Stammersdorf), 2006 benannt nach der Kammerschauspielerin Jane Tilden (eigentlich Marianne Wilhelmine Tuch, 1910–2002); sie hatte Engagements am Raimund Theater und am Theater in der Josefstadt in Wien sowie in Berlin am Theater am Kurfürstendamm. Von 1956 bis zu ihrer Pensionierung 1977 gehörte Tilden als Ensemblemitglied dem Wiener Burgtheater an.
- Jara-Benes-Gasse (Strebersdorf), 1964 benannt nach dem tschechischen Komponisten Jara Beneš (1897–1949); er war vor allem mit Operetten, Filmmusiken und Schlagern erfolgreich, ist aber heute weitgehend vergessen.
- Jeannie-Ebner-Weg (Leopoldau), 2016 benannt nach der Schriftstellerin, Übersetzerin und Herausgeberin Jeannie Ebner (1918–2004); sie arbeitete ab 1952 als freie Schriftstellerin und Übersetzerin aus dem Englischen. Von 1968 bis 1978 war sie Mitherausgeberin und Redakteurin bei der Literaturzeitschrift „Literatur und Kritik“, wo sie als Mentorin und Entdeckerin von Schriftstellern wie Ingeborg Bachmann, Marlen Haushofer, Gerhard Fritsch, Thomas Bernhard und anderen galt.
- Jedlersdorfer Platz (Großjedlersdorf), 1995 benannt nach der ehemaligen Gemeinde und dem heutigen Bezirksteil Jedlersdorf. War davor Teil der Jedlersdorfer Straße.
- Jedlersdorfer Straße (Großjedlersdorf, Stammersdorf), 1901 benannt nach der ehemaligen Gemeinde Jedlersdorf. Hieß davor Scheunenstraße und Luthersteig.
- Jedleseer Straße (Jedlesee, Großjedlersdorf, Floridsdorf), 1901 benannt nach der ehemals selbstständigen Gemeinde Jedlesee.
- Jeneweingasse (Jedlesee), 1901 benannt nach dem Wirtschaftsbesitzer Josef Jenowein (sic!, 1830–1899), Bürgermeister und Ortsrichter von Jedlesee.
- Jenischenweg (Donaufeld), 2014 benannt nach den Jenischen, einer heterogenen Volksgruppe in Mittel- und Westeuropa, die früher meist als fahrendes Volk und in Floridsdorf in Nachbarschaft mit den Roma und Sinti lebte. Siehe auch Sintiweg, Romaplatz und Lovaraweg.
- Jerusalemgasse (Leopoldau), 1954 benannt nach dem Pädagogen, Philosophen und Soziologen Wilhelm Jerusalem (1854–1923), Professor für Philosophie und Pädagogik an der Universität Wien. Er ist Mitbegründer der Schönbrunner Erzieherschule, in der junge Menschen zu Pädagogen ausgebildet wurden. Nach seiner Tochter Irene Jerusalem ist seit 2006 der Irene-Jerusalem-Weg im 13. Bezirk Hietzing benannt.
- Jetldorfweg (Großjedlersdorf), 2014 benannt nach der historischen Namensform von Jedlersdorf.
- Jiricekgasse (Strebersdorf), 1954 benannt nach dem Historiker Josef Konstantin Jireček (sic!, 1854–1918), Professor für slawische Philologie und Geschichte an der Universität Wien (ab 1893). Seine zahlreichen Publikationen fanden vor allem wegen ihrer sachlichen Zuverlässigkeit und ihres Materialreichtums allgemeine Beachtung.[53]
- Jochbergengasse (Großjedlersdorf), 1913 benannt nach einem Flurnamen.
- Johannes-de-La-Salle-Gasse (Strebersdorf), 2000 benannt nach dem französischen Priester, Pädagogen und Ordensgründer Jean Baptiste de La Salle (1651–1719); er gründete 1684 die Kongregation der Brüder der christlichen Schulen („Schulbrüder“). In der Folge schuf er Realschulen, Sonntagsschulen, Erziehungsanstalten für verwahrloste Jugendliche sowie Lehrerseminare. Die Verkehrsfläche grenzt an die Einrichtungen der Schulbrüder in Strebersdorf an.
- Johannes-Fehring-Promenade (Großjedlersdorf), 2007 benannt nach dem Komponisten und Musiker Johannes Fehring (eigentlich Johannes Fernbach, 1926–2004); er leitete das „Orchester Johannes Fehring“ (ab 1955), das „Große Tanz- und Unterhaltungsorchesters des WDR“ (1963–1966), das Orchester am Theater an der Wien (1965–1983) und die „ORF Big Band“ (1971–1983). Mit seinem Lied „A Glock'n die 24 Stunden läut“, gesungen von Marianne Mendt, begründete er 1970 den Austropop. 2014 wurde die Gasse in Richtung Nordwesten bis zur Hopfengasse verlängert.
- Johann-Knoll-Gasse (Jedlesee), 1933 benannt nach dem Selchermeister Johann Knoll (1856–1924), christlichsozialer Gemeinderat.
- Johann-Laufner-Gasse (Großjedlersdorf), 1909 benannt nach Johann Laufner (1786–1848), Ortsrichter von Jedlersdorf (1821–1828 und 1831–1848).
- Johann-Orth-Platz (Stammersdorf), 2006 benannt nach dem Kartografen Johann Orth (1929–2004), Beamter im Bundesamt für Eich- und Vermessungswesen, Leiter und Kustode des Bezirksmuseum Floridsdorf.[54]
- Johann-Orth-Weg; siehe Johann-Orth-Platz.
- Johann-Treixler-Gasse (Jedlesee), 1933 benannt nach dem Lehrer Johann Nepomuk Treixler (1842–1898), Schuldirektor in Großjedlersdorf.
- Johann-Weber-Straße (Stammersdorf), benannt 1997 nach Johann Weber (1839–1909), Gemeinderat in Stammersdorf.
- Josef-Baumann-Gasse (Leopoldau), 1909 benannt nach dem Wirtschaftsbesitzer Josef Baumann (1838–1920), Bürgermeister von Leopoldau (ab 1876).
- Josef-Brazdovics-Straße (Leopoldau), 1995 benannt nach dem Feuerwehrmann Josef Brazdovics (1904–1969), Sozialdemokrat, Teilnehmer am Österreichischen Bürgerkrieg 1934, Mitglied einer kommunistischen Gruppierung innerhalb der Wiener Feuerwehr und deswegen im KZ Mauthausen inhaftiert (1944–1945).[55][56]
- Josef-Flandorfer-Straße (Stammersdorf), benannt (Datum unbekannt) nach dem Wirtschaftsbesitzer Josef Flandorfer (1844–1920), Bürgermeister von Stammersdorf.
- Josef-Melichar-Gasse (Donaufeld), 1959 benannt nach dem Postbeamten Josef Melichar (1863–1955); er gründete die Kleingartensiedlung „Bruckhaufen“. Hieß vorher Siedlergasse.
- Josef-Ruston-Gasse (Jedlesee), 1909 benannt nach dem in London geborenen Schiffsbauer und Unternehmer Joseph (sic!) John Ruston (1809–1895); er kam 1832 als Schiffsbaumeister nach Österreich, konstruierte zahlreiche Dampfschiffe und betätigte sich als Unternehmer. Ruston besaß die gesamte Elbe-Schifffahrt (1848–1851) und die Traunsee-Schifffahrt (ab 1862); weiters war er an mehreren Schiffswerften und ab 1850 an der Prager Maschinenfabrik „Ruston & Evans“ beteiligt.[57] Die Gasse hieß zuvor Rustengasse.
- Josef-Türk-Gasse (Schwarze Lackenau), 1925 benannt nach Josef Türk (1856–1923), Gemeinderat, Vorstand des Floridsdorfer Fürsorgeinstituts; er gilt als einer der Begründer der sozialdemokratischen Bewegung in Floridsdorf.[58]
- Josef-Wakovsky-Gasse (Strebersdorf), 1960 benannt nach dem volkstümlichen Komponisten und Schrammelmusiker Josef Wakovsky (genannt Pepi Wakovsky, 1900–1959); bekannt wurde er durch sein Lied „Der narrische Kastanienbaum“.
- Josef-Zapf-Gasse (Jedlesee), 1929 benannt nach dem Graveur Josef Zapf (1847–1902); er schrieb 1867 den Text für das „Lied der Arbeit“, das im 19. Jahrhundert zur Hymne der österreichischen Sozialdemokratie wurde. Die Melodie stammt von Josef Franz Georg Scheu; siehe die Scheugasse im 10. Bezirk Favoriten.
- Julius-Ficker-Straße (Leopoldau), 1954 benannt nach dem deutsch-österreichischen Historiker Julius von Ficker (1826–1902) Universitätsprofessor in Innsbruck (ab 1852). Seine umfassenden Arbeiten vor allem zu rechtsgeschichtlichen und diplomatischen Themen wurden mehrfach nachgedruckt und gelten teilweise heute noch als Standardwerke.
- Julius-Schlegel-Gasse (Stammersdorf), 1977 benannt nach dem Papierhändler Julius Schlegel (1895–1958), Gemeinderat (1954–1958, ÖVP); er erwarb sich Verdienste während des Zweiten Weltkriegs. Als 1944 die Zerstörung des italienischen Klosters Montecassino durch die US-amerikanische Luftwaffe bevorstand, rettete der damalige Oberstleutnant Julius Schlegel auf 100 Armeelastwagen die unersetzlichen Kunstgüter der Abtei, darunter wertvolle Gemälde, 70.000 Bücher und 1.200 Handschriften.[59] Der Wiederaufbau des Klosters war nicht zuletzt deshalb möglich, weil Julius Schlegel auch alle Baupläne rettete.
- Jürgenssenweg (Leopoldau), 2014 benannt nach der Fotografin und Zeichnerin Birgit Jürgenssen (1949–2003); sie lehrte ab 1982 an der Akademie der bildenden Künste. Ihre zeichnerischen, malerischen und fotografischen Arbeiten erzielten zu Lebzeiten eher geringe Bekanntheit, postum wird sie aber Künstlerin der feministischen Avantgarde gewürdigt.
- Justgasse (Großjedlersdorf), 1914 benannt nach Ferdinand Just (1843–1912), Pfarrer von Großjedlersdorf.

## K

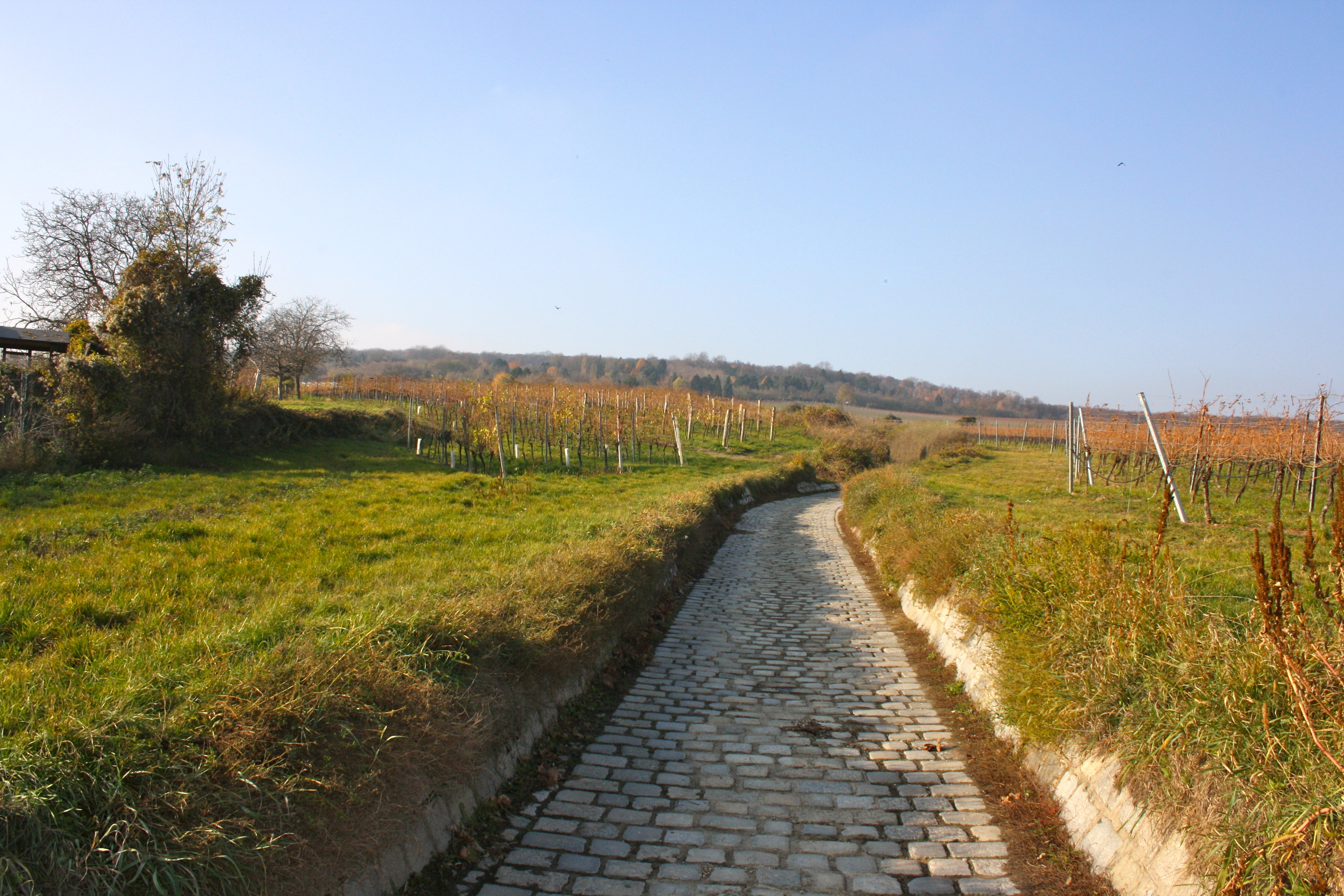
Kallusweg

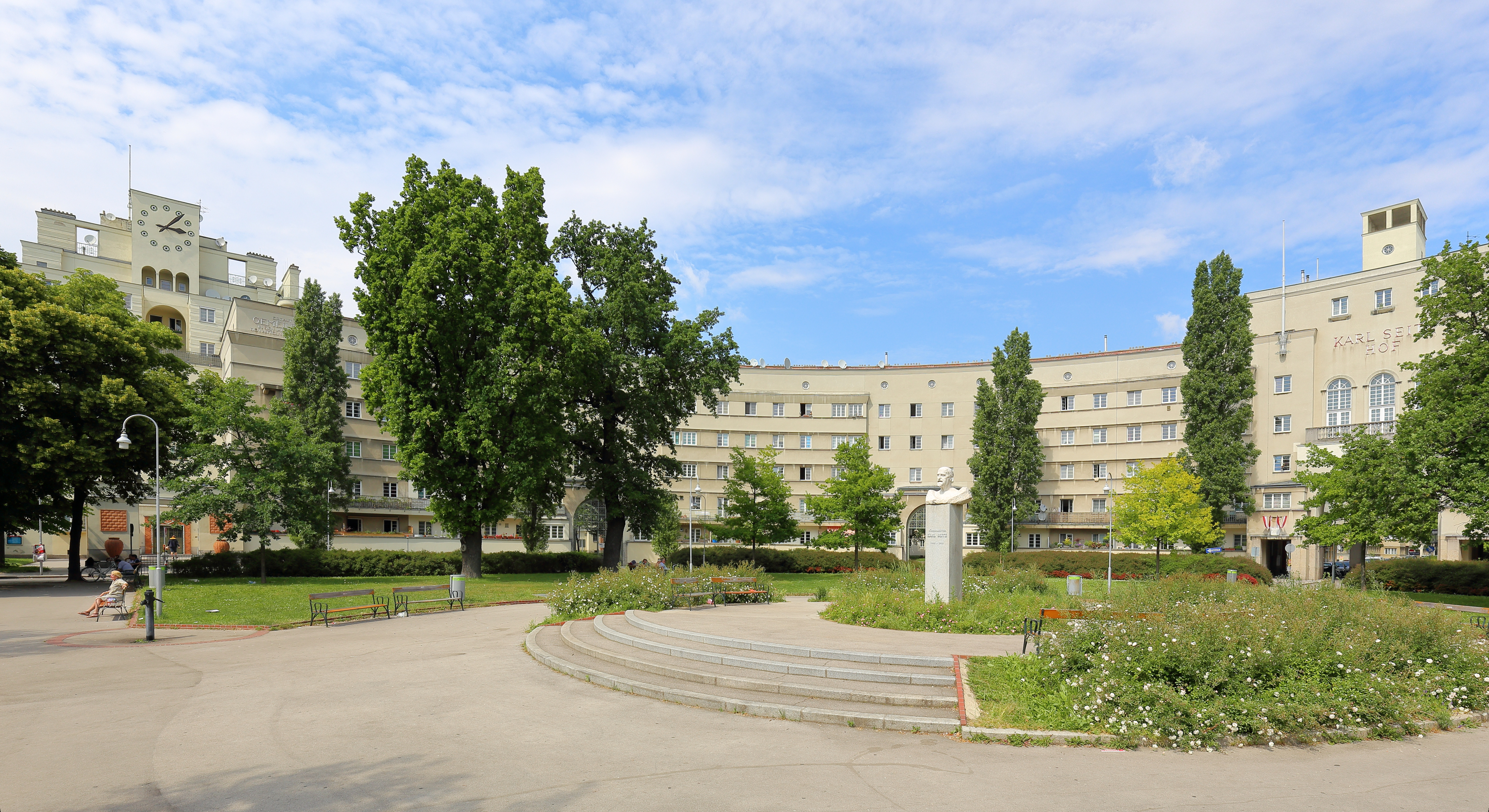
Karl-Seitz-Platz mit dem Karl-Seitz-Hof im Hintergrund

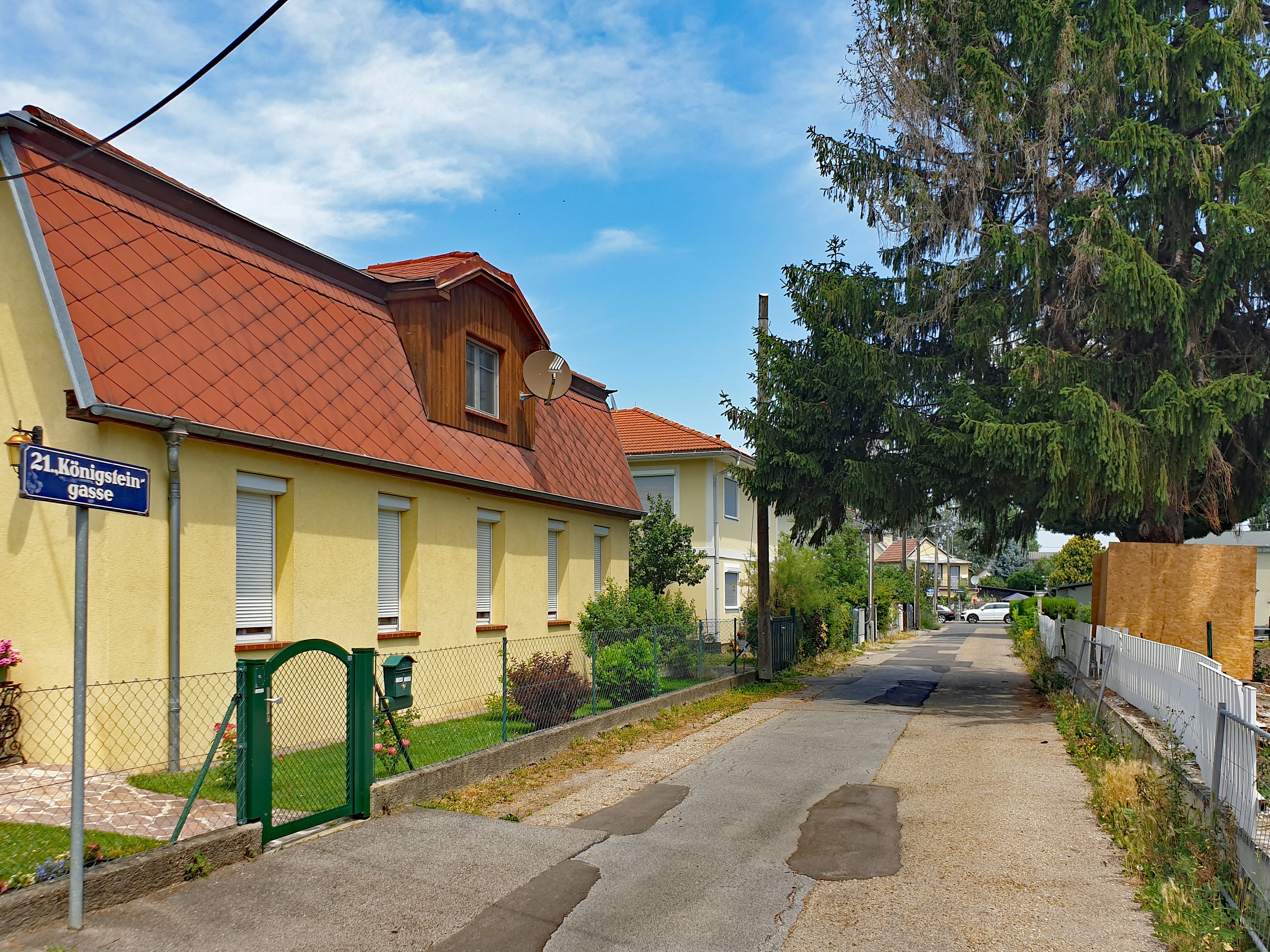
Königsteingasse

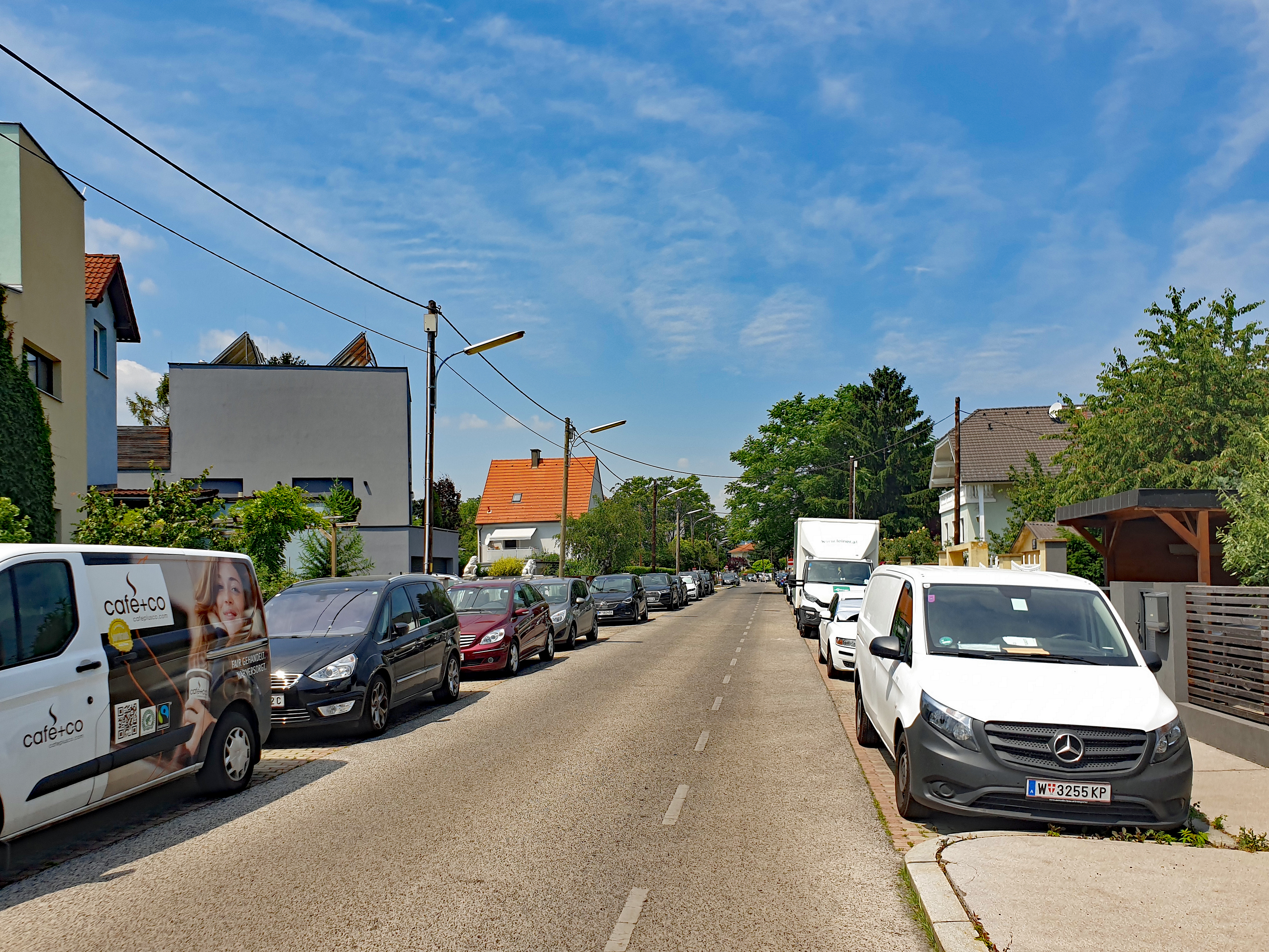
Kugelfanggasse

- Kaftangasse (Leopoldau), 1972 benannt nach dem Mittelschullehrer Rudolf Kaftan (1870–1961); als Uhrenliebhaber baute er eine Sammlung von rund 8.000 Uhren und eine umfangreiche Fachbibliothek auf. Aus dieser Sammlung entstand das Wiener Uhrenmuseum, dessen erster Direktor Kaftan wurde (1921–1961).[60] Im Historikerbericht Straßennamen Wiens seit 1860 als „Politische Erinnerungsorte“ aus dem Jahr 2013 ist die Straße Gruppe C (demokratiepolitisch relevante biographische Lücken) zugeordnet.[22]
- Kahlgasse (Floridsdorf, Donaufeld), 1894 benannt nach dem Tischlermeister Josef Kahl, letzter Ortsrichter (1846–1849) und erster Bürgermeister (1849–1861) von Floridsdorf.
- Kainachgasse (Leopoldau), 1953 benannt nach dem Fluss Kainach in der Steiermark, einem Nebenfluss der Mur.
- Kaingasse (Strebersdorf), 1912 benannt nach dem Wirtschaftsbesitzer Johann Kain († 1864); er hinterließ der Gemeinde Strebersdorf ein beträchtliches Vermögen. Hieß vorher Haidgraben.
- Kallbrunnergasse (Strebersdorf), 1954 benannt nach dem Archivar Josef Kallbrunner (1881–1951), ab 1918 Mitarbeiter des Hofkammerarchives, ab 1930 dessen Direktor. Er publizierte Fachartikel zur Wirtschafts- und Sozialgeschichte Wiens.[61]
- Kallusweg (Stammersdorf), 2003 benannt nach dem Beamten Julius Kallus (1886–1959), Ministerialrat im Unterrichtsministerium und Gründer der katholischen Studentenverbindung KAV Danubia Wien-Korneuburg in Floridsdorf; er war während der NS-Zeit eine Zeit lang im Konzentrationslager Dachau inhaftiert.[62]
- Kalsergasse (Donaufeld), 1971 benannt nach der Bäckerfamilie Josef Kalser (1878–1937) und Josef Kalser jun. (1908–1960), Inhaber der gleichnamigen Bäckerei in Floridsdorf.
- Kammelweg (Jedlesee), 1956 benannt nach dem Pädagogen Willibald Kammel (1879–1953), Professor an der Universität Wien; er gründete 1913 das „pädagogisch-psychologische Laboratorium“, aus dem das Institut für experimentelle Psychologie und Jugendkunde hervorging.[63] Der Weg hieß vorher Enzersdorfer Weg.
- Kannweg (Stammersdorf), 2011 benannt nach dem Pianisten Hans Kann (1927–2005); er war Lehrer an der Staatsakademie in Wien, der Tokyo National University of Fine Arts & Music, der Musashino Music University, der University of Arts Ueno in Tokio und der Städtischen Akademie Darmstadt. 1987 führte er die Mittagskonzerte im Wiener Konzerthaus ein. Von 1977 bis 1995 war er Professor an der Musikhochschule in Wien.
- Kantnergasse (Großjedlersdorf), 1904 benannt nach Simon Kantner (1809–1867), Lehrer in Großjedlersdorf, Gemeinderat in Floridsdorf (ab 1850).
- Karl-Aschenbrenner-Gasse (Floridsdorf), benannt 1959 nach dem Schuldirektor und Maler Karl Aschenbrenner (1865–1955); er schuf Stillleben sowie Landschaften, bevorzugt von Floridsdorf und Umgebung.
- Karl-Benz-Weg (Großjedlersdorf), 1932 benannt nach dem deutschen Ingenieur und Unternehmer Carl Benz (1844–1929); ab 1878 entwickelte er einen verdichtungslosen Zweitakt-Verbrennungsmotor und später einen leichten Viertaktmotor. Benz entwickelte den Differentialantrieb und andere Kraftfahrzeugelemente weiter, wie die Achsschenkellenkung, die Zündkerzen, die Riemenverschiebung als Kupplung, den Vergaser, den Kühler mit Wasser und die Gangschaltung. 1885 baute er das erste Benzinauto.
- Karl-Biedermann-Gasse (Großjedlersdorf), 1995 benannt nach dem Major Karl Biedermann (1890–1945); er schloss sich einer von Major Carl Szokoll geleiteten Widerstandsgruppe an. Im Frühjahr 1945 plante diese die „Operation Radetzky“, deren Ziel es war, die Rote Armee bei der Befreiung Wiens zu unterstützen und größere Zerstörungen zu verhindern. Die Operation wurde verraten und Biedermann wurde zusammen mit Alfred Huth und Rudolf Raschke am Floridsdorfer Spitz gehängt. Die Biedermann-Huth-Raschke-Kaserne in Penzing erinnert ebenfalls an ihn. Siehe auch die Alfred-Huth-Gasse, die Ferdinand-Käs-Gasse und die Rudolf-Raschke-Gasse in Floridsdorf sowie den Carl-Szokoll-Platz im 9. Bezirk Alsergrund.
- Karl-Gramm-Gasse (Jedlesee), 1929 benannt nach dem Musiker Carl Gramm (1855–1927); er komponierte 1891 den „Sozialistenmarsch“ für den Erfurter Parteitag der SPD (Text: Max Kegel).[64][65]
- Karl-Humenberger-Gasse (Donaufeld), 2007 benannt nach dem Fußballspieler und Fußballtrainer Karl Humenberger (1906–1989); er begann seine Karriere beim Floridsdorfer AC und spielte in der Folge bei SK Admira Wien, FC Zürich, Racing Straßburg und AS Saint-Étienne. Als Trainer betreute er die Vereine SV Rapid Lienz, SC Ortmann, Ajax Amsterdam, SV Austria Salzburg und Royal Antwerpen.
- Karl-Lothringer-Straße (Stammersdorf), benannt (Datum unbekannt) nach Herzog Karl V. von Lothringen (1643–1690), kaiserlicher Feldherr; er führte das Entsatzheer in der Schlacht am Kahlenberg im Rahmen der Türkenbelagerung von 1683.
- Karl-Nieschlag-Gasse (Donaufeld), 2007 benannt nach dem Bildhauer Karl Nieschlag (1909–1975); nach 1950 richtete er sich ein Atelier in Floridsdorf ein und arbeitete unter anderem als Bildhauerrestaurator für das Kunsthistorische Museum. Er schuf zahlreiche Denkmäler für die Stadt Wien und führte Arbeiten im sakralen Bereich in und rund um Wien sowie private Aufträge durch.
- Karl-Schäfer-Straße (Großjedlersdorf), 1987 benannt nach dem Eiskunstläufer Karl Schäfer (1909–1976); mit acht Europameistertiteln, sieben Weltmeistertiteln und zwei Goldmedaillen bei Olympischen Spielen ist er der erfolgreichste Eiskunstläufer aller Zeiten. Im Historikerbericht Straßennamen Wiens seit 1860 als „Politische Erinnerungsorte“ aus dem Jahr 2013 ist die Straße Gruppe B (Diskussionsbedarf) zugeordnet.[22]
- Karl-Schott-Gasse (Stammersdorf), 2006 benannt nach dem Fußballspieler Karl Schott (1906–1985), Fußballinternationaler in den 1920er und 1930er Jahren. Er begann seine Laufbahn 1925 beim SK Admira Wien und spielte später auch beim Brigittenauer AC und beim FC Mulhouse.
- Karl-Seitz-Platz (Großjedlersdorf), 1998 benannt nach dem Politiker Karl Seitz (1869–1950), Reichsratsabgeordneter (für Floridsdorf, ab 1901), Parteivorsitzender der Sozialdemokratischen Arbeiterpartei (ab 1918), Präsident der Provisorischen Nationalversammlung und Staatsoberhaupt (1919–1920), Bürgermeister von Wien (1923–1934), Abgeordneter zum Nationalrat (1945–1950). Der Platz liegt im Zentrum des 1926–1933 errichteten Karl-Seitz-Hofes; 1951 wurde hier eine Seitz-Büste errichtet.
- Karl-Waldbrunner-Platz (Floridsdorf), 2007 benannt nach dem Politiker Karl Waldbrunner (1906–1980), Abgeordneter zum Nationalrat (1945–1971), Zentralsekretär der SPÖ (1946–1956), Bundesminister für Verkehr und verstaatlichte Betriebe (1949–1956), Bundesminister für Verkehr und Elektrizitätswirtschaft (1956–1962), Erster Präsident des Nationalrates (1970–1971), Präsident des Bundes sozialistischer Akademiker (1950–1973).
- Katharina-Scheiter-Gasse (Leopoldau), 2001 benannt nach Katharina Scheiter (1871–1954); sie leitete die katholische Frauenorganisation in Leopoldau (1919–1938).
- Katsushikastraße (Donaufeld, Großjedlersdorf), 2001 benannt nach Floridsdorfs Schwesterbezirk Katsushika in Tokio (Teilstück der B3).
- Kautskygasse (Stammersdorf), 1994 benannt nach dem deutsch-tschechischen Philosophen und Politiker Karl Kautsky (1854–1938), sozialdemokratischer Theoretiker. Er war Privatsekretär von Friedrich Engels und hatte engen Kontakt mit Karl Marx. Kautsky verfasste 1891 den theoretischen Teil des Erfurter Programmes der deutschen Sozialdemokratie. Er lebte von 1924 bis 1938 in Wien.
- Kefedergrundgasse (Leopoldau), 1993 benannt nach der gleichnamigen Kleingartenanlage.
- Kendegasse (Donaufeld), 1972 benannt nach dem Mittelschullehrer Oskar Kende (1881–1945), er betätigte sich als Historiker und Geograf und verfasste zahlreiche Schulbücher, unter anderem einen Mittelschulatlas.[66]
- Kerpengasse (Schwarze Lackenau), 1914 benannt nach dem Generalfeldzeugmeister Wilhelm Freiherr von Kerpen (1741–1823), Teilnehmer an der Schlacht bei Aspern (1809), Vizepräsident des Hofkriegsrates (1810–1813). Er erwarb sich Verdienste um die Ausrüstung und Organisation der österreichischen Armee.[67]
- Keynesgasse (Stammersdorf), 1994 benannt nach dem britischen Ökonomen, Politiker und Mathematiker John Maynard Keynes (1883–1946); er zählt zu den bedeutendsten Ökonomen des 20. Jahrhunderts und ist Namensgeber des Keynesianismus. Seine Ideen haben bis heute Einfluss auf ökonomische und politische Theorien.
- Kinzerplatz (Donaufeld), 1919 benannt nach dem Wasserbautechniker Karl Kinzer (1857–1916), Beamter im Wiener Stadtbauamt (ab 1887), Baurat (1906), Oberbaurat (1910); er wirkte maßgeblich an der Erbauung der II. Wiener Hochquellenwasserleitung mit. Kinzer genoss einen weit über Österreich hinausgehenden Ruf und war u. a. als Konsulent für die Wasserversorgung von Athen und Triest tätig.[68] Der Platz hieß davor Leopoldsplatz.
- Kirchhoffgasse (Donaufeld), 1910 benannt nach dem deutschen Physiker Gustav Robert Kirchhoff (1824–1887); er formulierte die Kirchhoffschen Regeln der Elektrotechnik und das Kirchhoffsche Strahlungsgesetz. Zusammen mit Robert Wilhelm Bunsen entdeckte er die chemischen Elemente Caesium und Rubidium. Siehe auch Bunsengasse. Die Gasse hieß vorher Neugasse.
- Kishonweg (Leopoldau), 2016 benannt nach dem Satiriker Ephraim Kishon (1924–2005); er wurde als Ferenc Hoffmann in Budapest geboren und emigrierte 1949 nach Israel. Er gilt im deutschsprachigen Raum als einer der erfolgreichsten Satiriker des 20. Jahrhunderts; die Weltauflage seiner Bücher liegt bei 43 Millionen, davon 33 Millionen in deutscher Sprache. Sein Schwerpunkt lag in der humoristischen Darstellung des israelischen Alltags und seines Familienlebens.
- Klagergasse (Großjedlersdorf), benannt (Datum unbekannt) nach Adam Klager (Lebensdaten unbekannt), Ortsrichter in Großjedlersdorf (1789 und 1817 erwähnt).
- Klagsbrunnweg (Großjedlersdorf), 2021 benannt nach der Familie Klagsbrunn, bestehend aus dem Fotografen Kurt Klagsbrunn (1918–2005), dem Chemiker Leopold Klagsbrunn (1888–1959) sowie Friederike Klagsbrunn (gest. 1964) und Peter Klagsbrunn (1913–1952). Die Familie musste vor den Nationalsozialisten nach Brasilien fliehen.
- Kleinhausgasse (Strebersdorf), 1965 so benannt, weil hier die Verbauung mit Kleinhäusern geplant war.
- Klemmweg (Donaufeld); nicht amtliche Bezeichnung.
- Klingenbachgasse (Großjedlersdorf), 1967 benannt nach dem burgenländischen Ort Klingenbach.
- Knaackgasse (Großjedlersdorf), 1936 benannt nach dem Schauspieler und Komiker Wilhelm Knaack (1829–1894); im Jahr 1857 kam er auf Vermittlung von Johann Nepomuk Nestroy von Prag nach Wien ans Carltheater und übernahm schon bald die Rollen Nestroys.
- Knöfelgasse (Großjedlersdorf), 1953 benannt nach dem Schuhmacher Robert Gottlieb Knöfel (1834–1884); er war Gründer der „Wiener Schuhmacherzeitung“ (1873) und der „Neuen Wiener Schuhmacherzeitung“ (1875) sowie der „Wiener Schuhmacher-Lehranstalt“ (1876). Sein Lehrsystem bestimmte in der Folge die fachliche Ausbildung im Schuhmacherhandwerk in ganz Mitteleuropa. Knöfel entwickelte ein System zur Anfertigung von Schnittmustern auf geometrischer Grundlage, auf dem alle späteren Systeme aufbauen.[69]
- Kollarzgasse (Großjedlersdorf), 1963 benannt nach dem Beamten Josef Kollarz (1873–1955), Armenrat (1910), Förderer des Fürsorgewesens. Hieß vorher Gaswerkstraße.
- Koloniestraße (Großjedlersdorf), 1892 benannt; durch die Erbauung von Beamten- und Arbeiterhäusern entstand die „Nordwestbahnkolonie“. Hieß vorher Nordwestbahnkolonie.
- Kommunikationsplatz (Strebersdorf), 1990 benannt nach der Lage bei der Firma Alcatel.
- Königsteingasse (Donaufeld), 1961 benannt nach Wilhelm Königstein (1888–1939), Bezirksrat in Floridsdorf (1923–1934). Hieß vorher Fliedergasse.
- Kormorangasse (Schwarze Lackenau), 1942 benannt nach der Vogelart Kormoran. Hieß vorher Hauptgasse.
- Koschakergasse (Leopoldau), 1954 benannt nach Paul Koschaker (1879–1951), Professor für römisches und bürgerliches Recht in Leipzig (1915–1936), Berlin (1936–1941), Tübingen (1941–1946), Halle (ab 1946) und Ankara. Sein Hauptwerk ist das Buch „Europa und das Römische Recht“ (1947).
- Koschiergasse (Großjedlersdorf), 1953 benannt nach dem slowenisch-österreichischen Beamten Lovrenc Košir (sic!, 1804–1879), Vizestaatsbuchhalter in der Posthofbuchhaltung. Ihm wird neben Rowland Hill und James Chalmers die Erfindung der Briefmarke zugeschrieben, die er ursprünglich „gepresste Papieroblate“ nannte.
- Kramreitergasse (Floridsdorf), 1972 benannt nach dem Architekten Robert Kramreiter (1905–1965); in Floridsdorf erbaute er die Pfarrkirche Bruckhaufen (1937) und die Katholische Pfarrkirche Floridsdorf (1937). Die Gasse hieß vorher Linke Nordbahngasse.
- Kramreiterweg (Floridsdorf), 1997 benannt; siehe Kramreitergasse.
- Kravoglgasse (Großjedlersdorf), 1932 benannt nach dem Tiroler Büchsenmacher und Mechaniker Johann Kravogl (1823–1889); als Universitäts-Mechaniker entwickelte er Lehrbehelfe und machte einige Erfindungen, aus denen er aber keinen Nutzen ziehen konnte. Von Lokalpatrioten wird ihm (fälschlicherweise) die Erfindung des Elektromotors zugeschrieben.[70]
- Kretschmerweg (Jedlesee), 2013 benannt nach der Kartografin und Geographin Ingrid Kretschmer (1939–2011); sie war ab 1966 Assistentin an der Universität Wien, ab 1975 Dozentin und ab 1988 Professorin am Institut für Geographie. Ihre Spezialgebiete waren die Geschichte der Kartografie, die Thematische Kartographie und die Schulkartographie. Der Fußweg zwischen Einzingergasse und Kormorangasse war zuvor namenlos.
- Kreuzfeldgasse (Jedlesee, Großjedlersdorf, Strebersdorf), 1929 benannt nach einem Flurnamen.
- Krottenhofgasse (Stammersdorf, Strebersdorf), 1912 benannt nach dem Krottenhof in Krotendorf, einer Ortschaft, die bereits 1186 erwähnt und durch ein Donauhochwasser vernichtet wurde.
- Kuenburggasse (Großjedlersdorf), 1895 benannt nach dem Beamten Leopold Graf von Kuenburg (1848–1921), Statthalterei-Rat (1893); er realisierte 1894 mit Statthalter Erich Graf von Kielmansegg die Vereinigung von Floridsdorf, Jedlesee, Donaufeld und Neujedlersdorf zur Großgemeinde Floridsdorf.
- Kugelfanggasse (Donaufeld), 1961 benannt; hier bestand einst eine Militärschießstätte mit einem 100 m langen und 11 m hohen Geschoßfangdamm („Kugelfang“).
- Kuhschellenweg (Stammersdorf), 1953 benannt nach der Pflanzengattung Kuhschellen.
- Kummergasse (Stammersdorf), 1994 benannt nach dem katholischen Politiker, Arbeitsrechtler und Sozialreformer Karl Kummer (1904–1967), Arbeitsrechtsspezialist der Wiener Arbeiterkammer (1934–1938 und ab 1945), Bundesreferent für Sozialpolitik des ÖAAB, Abgeordneter zum Nationalrat (ab 1956, ÖVP).
- Kürschnergasse (Leopoldau), 1954 benannt nach dem Historiker Franz Kürschner (1840–1882), Adjunkt im k.u.k. Reichsfinanzarchiv,[71][72] dem vormaligen Hofkammerarchiv (1869–1878), 1874–1879 dessen Direktor. Als Privatdozent las er an der Universität Wien über Historische Hilfswissenschaften.[73]

## L

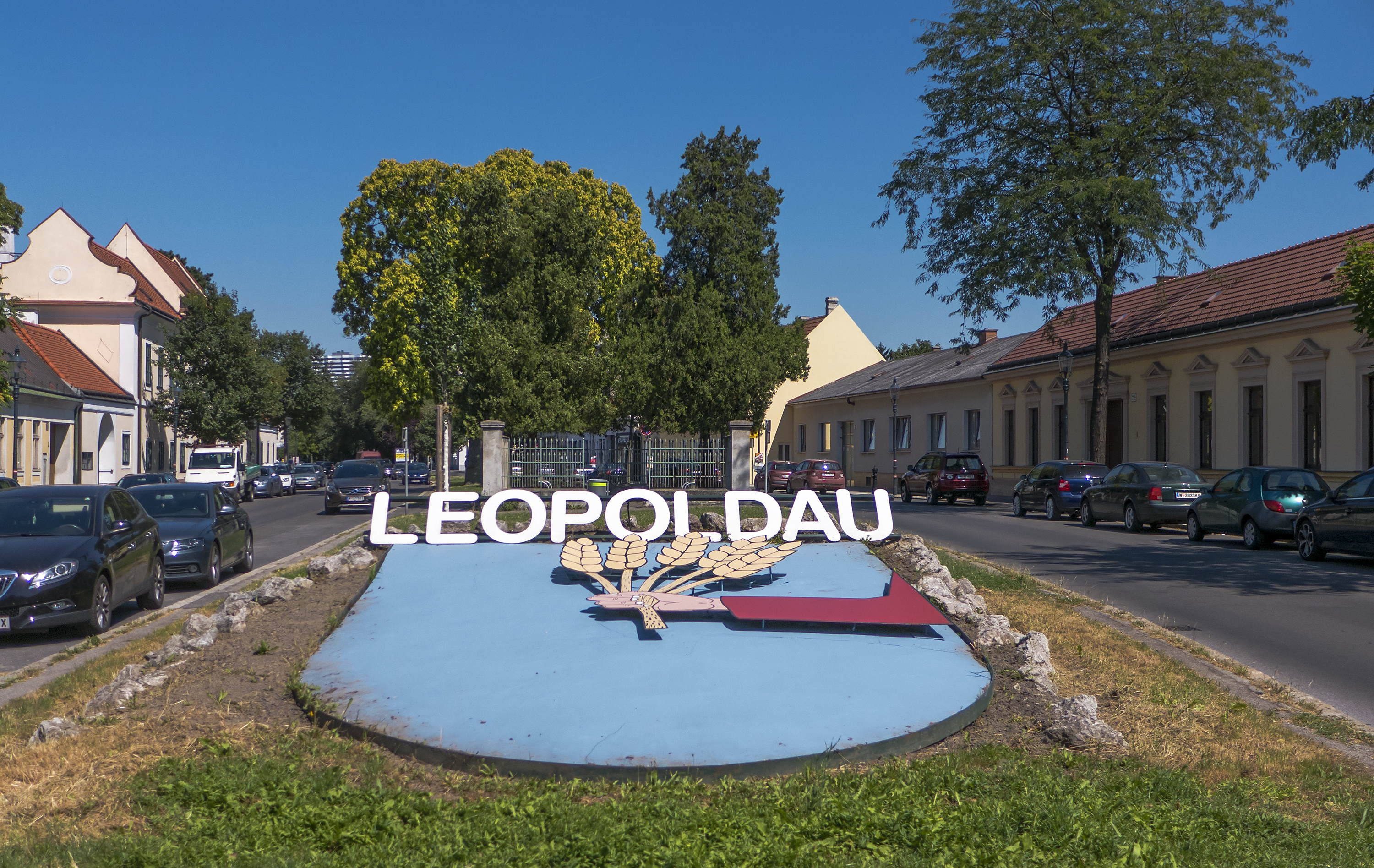
Leopoldauer Platz

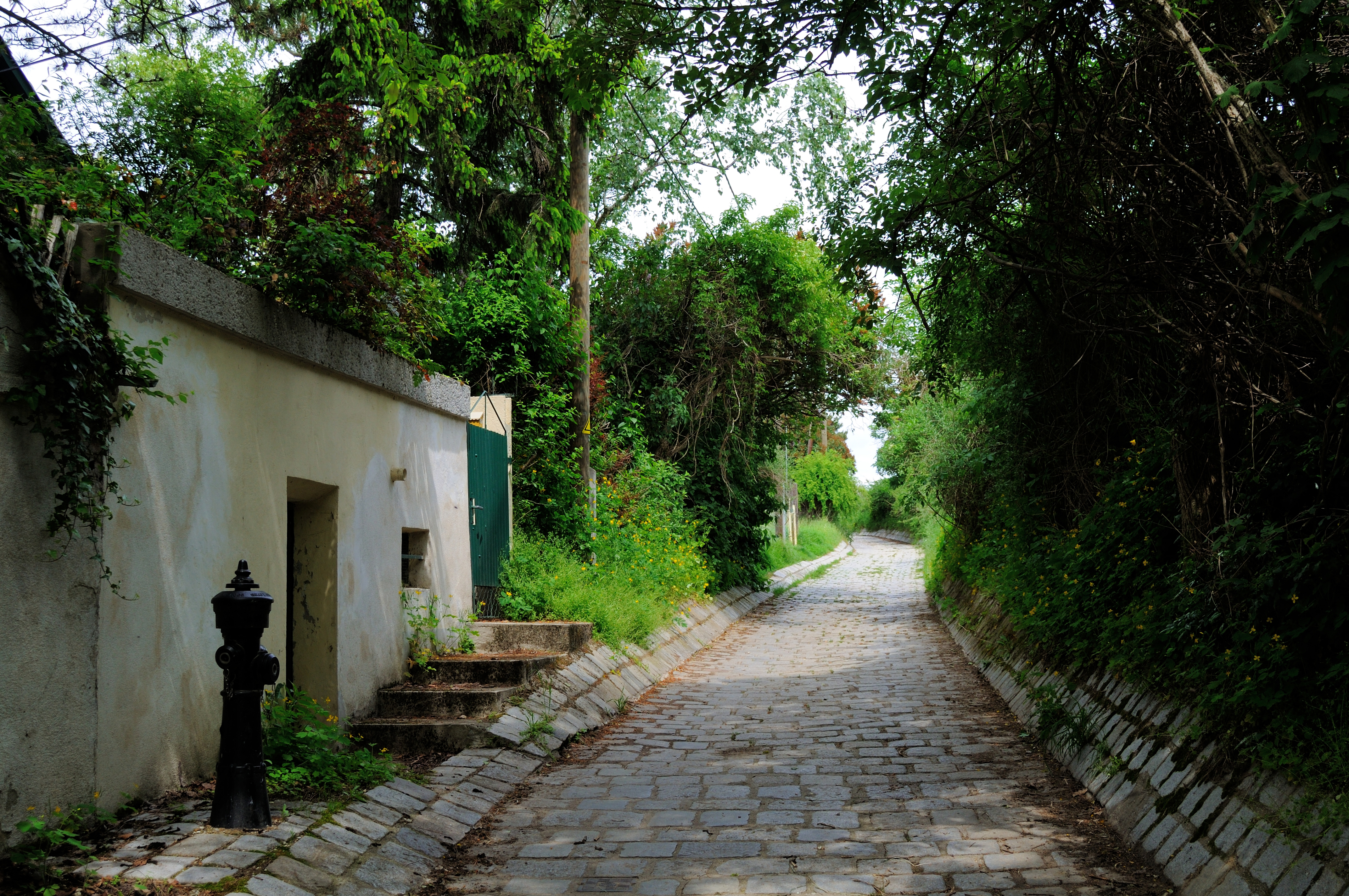
Luckenholzgasse

- Lafnitzgasse (Leopoldau), 1953 benannt nach dem Fluss Lafnitz im Burgenland.
- Lamarckgasse (Großjedlersdorf), 1953 benannt nach dem französischen Botaniker und Zoologen Jean-Baptiste de Lamarck (1744–1829); er ist der Begründer der modernen Zoologie der Wirbellosen, prägte den Begriff Biologie und legte als Erster eine ausformulierte Evolutionstheorie vor (Lamarckismus).
- Lammaschgasse (Leopoldau), 1954 benannt nach dem Juristen Heinrich Lammasch (1853–1920), Professor für Strafrecht, Rechtsphilosophie und Völkerrecht in Innsbruck und Wien (ab 1885), im Herbst 1918 letzter k.k. Ministerpräsident (Ministerium Lammasch). Er gehörte zu den bedeutendsten Befürwortern der politischen Neutralität Österreichs. Der südlichste Teil der Gasse hieß 2001–2011 Donauschwabenplatz.
- Langenzersdorfer Straße (Strebersdorf), 1912 benannt, führt zum niederösterreichischen Ort Langenzersdorf.
- Langfeldgasse (Leopoldau), 1967 benannt nach einem Flurnamen.
- Laresgasse (Strebersdorf), 1994 benannt nach Josef Lares (1850–1919), Feuerwehrhauptmann von Strebersdorf.
- Lavantgasse (Leopoldau), 1953 benannt nach dem Fluss Lavant in Kärnten.
- Lazarsfeldgasse (Stammersdorf), 1994 benannt nach dem Soziologen Paul Felix Lazarsfeld (1901–1976); er gilt als der Begründer der modernen empirischen Sozialforschung. Bekannt wurde er unter anderem durch die mit Marie Jahoda und Hans Zeisel durchgeführte Studie über Die Arbeitslosen von Marienthal. Siehe auch die Marie-Jahoda-Gasse im 17. Bezirk Hernals und die Schenk-Danzinger-Gasse im 22. Bezirk Donaustadt.
- Lebnergasse (Jedlesee, Großjedlersdorf), 1913 benannt nach Franz Lebner (1819–1863), Bürgermeister von Jedlesee (1854–1860); er erwarb sich Verdienste in der Verwundetenbetreuung 1858–1859.
- Lehnertgasse (Jedlesee), 1993 benannt nach Hedwig Lehnert (1898–1977), Gemeinderätin (1945–1963, SPÖ).
- Leopoldauer-Haide-Gasse (Leopoldau), 2019 benannt nach der Leopoldauer Haide, einer unwirtlichen Uferzone zwischen Mühlschüttel und Ziegelhäufel. Sie gehörte bis 1881 zur Gemeinde Leopoldau und wurde nach 1875 vorwiegend von Brigittenauer Gärtnern besiedelt, die dort im Zuge der Donauregulierung ihre Anbauflächen verloren hatten. Der damals noch hohe Grundwasserspiegel bildete bei entsprechender Düngung des sandig-lehmigen Bodens der „Urdonau“ eine gute Voraussetzung für intensiven Gartenbau.[74]
- Leopoldauer Platz (Leopoldau), 1911 benannt zur Wahrung des Ortsnamens Leopoldau, der bereits 1136 urkundlich erwähnt wurde. Hieß vorher Hauptstraße.
- Leopoldauer Straße (Leopoldau, Donaufeld), siehe Leopoldauer Platz.
- Leopold-Ferstl-Gasse (Floridsdorf), 1901 benannt nach dem Arzt Leopold Ferstl (1812–1876), Bürgermeister von Floridsdorf (1861–1869); er erwarb sich Verdienste beim Hochwasser von 1862 und bei der Verwundetenbetreuung 1866 (Schlacht bei Königgrätz). Die Gasse hieß ursprünglich Parkgasse und ab 1893 Ferstlgasse.
- Leopoldine-Padaurek-Straße (Donaufeld), 2010 benannt nach der Metallarbeiterin Leopoldine Padaurek (1898–1944), Wicklerin in der Siemens-Schuckert-Fabrik in der Leopoldstadt; sie war Mitglied der illegalen Kommunisten und wurde 1944 hingerichtet.[75]
- Leuchsweg (Strebersdorf), 1954 benannt nach dem Geologen und Paläontologen Kurt Leuchs (1881–1949), Professor für Geologie an der Universität Frankfurt (1925–1936), an der Universität Ankara (1936–1940) und an der Universität Wien (1940–1945 und 1948–1949); sein Buch „Geologie von Asien“ (2 Bände, 1935–1937) wurde zu einem Standardwerk.[76] Im Historikerbericht Straßennamen Wiens seit 1860 als „Politische Erinnerungsorte“ aus dem Jahr 2013 ist die Straße Gruppe C (demokratiepolitisch relevante biographische Lücken) zugeordnet.[22]
- Lhotskygasse (Leopoldau), 1972 benannt nach dem Historiker Alfons Lhotsky (auch Alphons Lhotsky, 1903–1968), Professor für österreichische Geschichte an der Universität Wien (1951–1968), Leiter des Instituts für Österreichische Geschichtsforschung (1960–1968).
- Lhotskyweg (Leopoldau), 1994 benannt; siehe Lhotskygasse.
- Liebleitnergasse (Stammersdorf), 1956 benannt nach dem Lehrer Karl Liebleitner (1858–1942), Chormeister und Volksliedforscher; er war Mitbegründer des Deutschen Volksliedvereins in Liesing, Mödling und Baden sowie Schriftleiter der Zeitschrift Das deutsche Volkslied (1919–1942).[77] Die Gasse hieß vorher Kirchengasse.
- Lieleggweg (Strebersdorf), 1936 benannt nach dem Realschullehrer Andreas Lielegg (1831–1899); er verfasste das Lehrbuch „Der erste Unterricht aus der Chemie an Mittelschulen“ (1871), das eine gewisse Bekanntheit erlangte.[78]
- Liesneckgasse (Jedlesee), 1910 benannt nach dem Geistlichen Franz Jakob Liesneck († 1790), Benefiziat und Kaplan von Jedlesee. Hieß vorher Friedhofgasse.
- Linke Nordbahngasse (Floridsdorf), 1910 benannt; an der linken (westlichen) Seite der 1838 eröffneten Nordbahn gelegen. Hieß vorher Linke Eisenbahngasse.
- Lisseeweg (Strebersdorf), 1974 benannt nach einem (nicht mehr existierenden) Fischteich in Strebersdorf.
- Litschauweg (Strebersdorf), 1964 benannt nach der Stadt Litschau im Waldviertel.
- Lohnergasse (Strebersdorf), 1970 benannt nach dem Unternehmer Ludwig Lohner (1858–1925), Führungskraft im Familienbetrieb Lohner-Werke, ab 1886 dessen Direktor, ab 1892 Alleinerbe. Lohner begann 1897 mit dem Bau von Automobilen gemeinsam mit dem jungen Ferdinand Porsche, ab 1909 baute er auch Flugzeuge („Lohner-Pfeilflieger“). Er war Mitbegründer des Centralverband der Industriellen Österreichs (1892), des Österreichischen Automobil-Clubs (1898) und des Österreichischen Aero-Clubs (1901).[79]
- Lokomotivgasse (Großjedlersdorf), 1901 benannt; hier bestand die Lokomotivfabrik Floridsdorf. Sie wurde 1869 gegründet und erarbeitete sich im Lauf ihres Bestandes dank ihrer konstruktiven Vielfalt und Qualität einen Spitzenplatz unter den europäischen Lokomotivfabriken. Bis zur Einstellung der Produktion im Jahr 1969 wurden 6.043 Triebfahrzeuge hergestellt; die erste gebaute Lokomotive war die „HUMBOLDT“ (1871), die letzte war die E-Lok 1042.540 (1969).
- Lorettoplatz (Jedlesee), 1901 benannt nach der Pfarrkirche Maria-Loretto in Jedlesee.
- Lormweg (Schwarze Lackenau), 1956 benannt nach dem Schriftsteller Hieronymus Lorm (eigentlich Heinrich Landesmann, 1821–1902); er verfasste – teils gesellschaftskritische – Schriften und ist der Erfinder des Lorm-Alphabets, eines Tastalphabets für Taubblinde. Der Weg hieß vorher ab 1942 Hirschensteig.
- Loschmidtgasse (Großjedlersdorf), 1953 benannt nach dem Physiker und Chemiker Josef Loschmidt (1821–1895), Professor für physikalische Chemie an der Universität Wien (1872–1891), dies, ohne ein Doktorat zu besitzen. Er forschte auf den Gebieten der Thermodynamik, Elektrodynamik und Optik und über Kristallformen. 1865 bestimmte er zum ersten Mal die Größe der Luftmoleküle;[80] damit war er in der Lage, erstmals die später nach ihm benannte Loschmidt'sche-Zahl zu berechnen.
- Lottgasse (Großjedlersdorf), 1913 benannt nach dem Eisenbahntechniker Julius Lott (1836–1883); er plante u. a. eine Teilstrecke der Brennerbahn, die K.k. Staatsbahn Tarvis–Pontafel, die Donauuferbahn und die Lokalbahn Mürzzuschlag–Neuberg. Sein Hauptwerk war die Erbauung der Arlbergbahn, deren Baudirektor er war (1880–1883). 2022 wurde die Straße zusätzlich dem Sprachwissenschaftler und Eisenbahner Julius Lott (1845–1905) gewidmet.
- Louis-Häfliger-Straße (Großjedlersdorf), 2006 benannt nach dem Schweizer Bankangestellten Louis Häfliger, Delegierter für das Internationale Komitee vom Roten Kreuz (1945). Unmittelbar vor dem Ende des Zweiten Weltkriegs verhinderte er die Ermordung zehntausender KZ-Häftlinge, indem er US-amerikanische Truppen benachrichtigte und in die Konzentrationslager Gusen und Mauthausen führte. Die Straße war bis 2004 eine private Werkstraße am ELIN-Gelände.
- Loulagasse (Strebersdorf), 1958 benannt nach Johann Loula (1891–1950), Lehrer in Strebersdorf.
- Lovaraweg (Donaufeld), 2001 benannt nach einer Gruppe der Roma namens Lovara, die einst als Pferdehändler aus Ungarn in den Wiener Raum kamen und vor allem auf dem Mühlschüttel in Floridsdorf ansässig waren. Siehe auch Romaplatz, Sintiweg und Jenischenweg.
- Luckenholzgasse (Stammersdorf), benannt (Datum unbekannt) nach einem Flurnamen.
- Luckenschwemmgasse (Stammersdorf), benannt (Datum unbekannt) nach einem Flurnamen.
- Lundenburger Gasse (Großjedlersdorf), 1978 benannt nach der Stadt Lundenburg in Mähren, einem Knotenpunkt der Kaiser-Ferdinands-Nordbahn.
- Luschingasse (Schwarze Lackenau), 1936 benannt nach dem Rechtshistoriker und Numismatiker Arnold Luschin (1841–1932), Professor für deutsche und österreichische Reichs- und Rechtsgeschichte an der Universität Graz (1881–1912), Dekan (1889–1890 und 1898–1899), Rektor (1905–1906). Luschin begründete die „Österreichische Reichsgeschichte“ (seit 1935: „Österreichische Verfassungs- und Verwaltungsgeschichte“) als eigenständige akademische Disziplin, die seither ein Pflichtfach darstellt.
- Lüssenpromenade (Stammersdorf), 1994 benannt nach einem Flurnamen.

## M

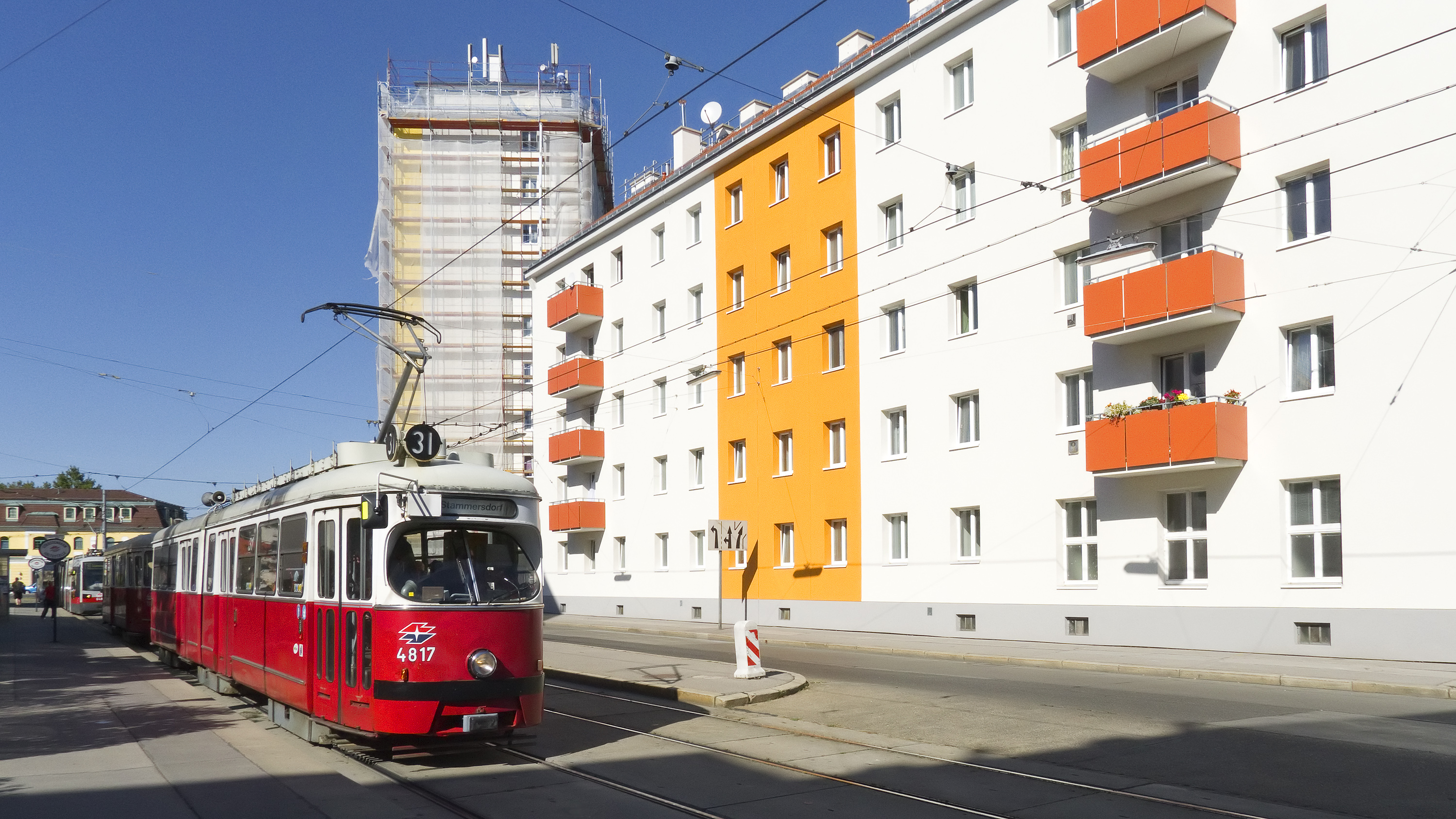
Matthäus-Jiszda-Straße

- Maigasse (Leopoldau), 1971 benannt nach dem Monat Mai. Hieß vorher nicht amtlich Maiweg.
- Maisgasse (Schwarze Lackenau), 1942 benannt nach der Pflanzenart Mais.
- Mallygasse (Schwarze Lackenau), 1913 benannt nach dem Geistlichen Adam Mally (1833–1886), Pfarrer von Floridsdorf. Er sammelte 3.973 Gulden für einen Kindergarten.
- Malvengasse (Schwarze Lackenau), 1942 benannt nach der Pflanzenart Malve.
- Marco-Polo-Platz (Großjedlersdorf), 1953 benannt nach dem venezianischen Händler Marco Polo (1254–1324); er behauptete, Asien bereist und jahrelang in China gelebt zu haben (1271–1295). Seine (umstrittenen) Berichte bestimmten die Vorstellungen Europas über Asien im 14. und 15. Jahrhundert.
- Marco-Polo-Promenade (Großjedlersdorf), 1999 benannt; siehe Marco-Polo-Platz.
- Maria-Stromberger-Gasse (Großjedlersdorf), 2025 benannt nach der Krankenschwester und Widerstandskämpferin Maria Stromberger (1898–1957).
- Marie-Lang-Weg (Leopoldau), 2016 benannt nach der Theosophin und Frauenrechtlerin Marie Lang (geb. Marie Wisgrill, 1858–1934); sie war 1893 war Mitbegründerin des Allgemeinen Österreichischen Frauenvereins. Zusammen mit Rosa Mayreder und Auguste Fickert fungierte sie von 1899 bis 1903 als Herausgeberin der Zeitschrift Dokumente der Frauen. Lang setzte sich vor allem für Mutterschutz und die Rechte unehelicher Kinder ein. Siehe auch die Fickertgasse im 19. Bezirk Döbling und die Mayredergasse im 22. Bezirk Donaustadt.
- Marie-Weiler-Weg (Jedlesee), 2008 benannt nach der Schauspielerin Marie Weiler (1809–1864); sie lebte über 30 Jahre in Lebensgemeinschaft mit Johann Nestroy. Eine Heirat mit Marie Weiler war für Nestroy aufgrund seiner ersten, nach wenigen Jahren gescheiterten Ehe, gesetzlich nicht möglich. Die beiden gemeinsamen Kinder wurden 1858 durch Kaiser Franz Joseph I. legitimiert.[81]
- Marinonigasse (Stammersdorf), 1971 benannt nach dem Astronomen und Hofmathematiker Johann Jakob Marinoni (1676–1755); er entwarf in Wien den Linienwall (1704), erstellte einen Plan von Wien (1706), projektierte die 1728 erbaute erste Straße auf den Semmering-Pass und führte in Mailand die erste Katastervermessung Europas durch (1719–1729). In Floridsdorf plante er die Brünner Straße.
- Marischkapromenade (Leopoldau), 2009 benannt nach den Brüdern Carl Marischka (1877–1958), erster Direktor des Gaswerkes Leopoldau, Hubert Marischka (1882–1959), Schauspieler, Drehbuchautor, Sänger, Regisseur und Ernst Marischka (1893–1963), Drehbuchautor, Regisseur. Hubert Marischkas Filme können häufig dem Genre des Wiener Films zugerechnet werden. Mit Hans Moser drehte er so bekannte Filme wie Wir bitten zum Tanz (1941) oder Der Herr Kanzleirat (1948). Ernst Marischka war auf wienerische, operettenselige Komödienstoffe spezialisiert. Seine bekanntesten Werke sind die drei Sissi-Spielfilme, die zwischen 1955 und 1958 gedreht wurden. Im Historikerbericht Straßennamen Wiens seit 1860 als „Politische Erinnerungsorte“ aus dem Jahr 2013 ist die Straße Gruppe C (demokratiepolitisch relevante biographische Lücken) zugeordnet.[22]
- Marksteinergasse (Strebersdorf), 1993 benannt nach Karl Marksteiner (1922–1989), Bezirksrat (1953–1983, ÖVP), Bezirksvorsteher-Stellvertreter (1953–1983).
- Martha-Steffy-Browne-Gasse (Großjedlersdorf), 2002 benannt nach der Wirtschaftswissenschaftlerin Martha Stephanie Browne (eigentlich Martha Stephanie Braun, 1898–1990); sie promovierte 1921 als erste Frau zum Doktor der Staatswissenschaften und schrieb die „Theorie der staatlichen Wirtschaftspolitik“ (1929). Nach ihrer Emigration in die USA (1938) beschäftigte sie sich mit den Wirtschaftsbeziehungen zwischen Japan und den USA.
- Martin-Gaunersdorfer-Gasse (Leopoldau), 1994 benannt nach dem Priester Martin Gaunersdorfer (Lebensdaten unbekannt), erster Pfarrer von Leopoldau (ab 1489).
- Maschkangasse (Stammersdorf), 1997 benannt nach dem Sänger und Musiklehrer Josef Maschkan (1910–1989), Professor an der Wiener Musikhochschule, Gesangslehrer am Max Reinhardt Seminar, Chorleiter des Stammersdorfer Männergesangsvereins.[82][83]
- Matthäus-Jiszda-Straße (Floridsdorf), 1959 benannt nach dem Beamten Matthäus Jiszda (1871–1949), Gründer und Leiter der Arbeiter-Bezirkskrankenkasse in Floridsdorf. Er war auch Mitbegründer und Leiter der Landwirtschaftskrankenkasse für Wien, Redakteur der Floridsdorfer sozialdemokratischen Wochenschrift „Der Volksbote“ und Bezirksrat (SPÖ).[84]
- Matthias-Ernst-Pista-Gasse (Strebersdorf), 1960 benannt nach dem Magistratsbediensteten Matthias Ernst Pista (1894–1943); er leitete das Wohlfahrtsamt Großenzersdorf. Pista schloss sich 1938 der illegalen KPÖ an und bemühte sich nach Kriegsbeginn besonders um antifaschistische Agitation unter den Soldaten. Er wurde 1941 verhaftet und 1943 hingerichtet.[85]
- Matthias-Wagner-Gasse (Stammersdorf), 1949 benannt nach dem Straßenbahner Matthias Wagner (1894–1943), Sozialdemokrat; er gehörte einer Widerstandsgruppe unter den Wiener Straßenbahnern an, die Geld für die Familien inhaftierter Kollegen sammelte. 1942 wurde er verhaftet, zum Tode verurteilt und 1943 hingerichtet. Die Gasse hieß vorher ab 1943 Wißmanngasse.[86]
- Maulwurfgasse (Schwarze Lackenau), 1942 benannt nach der Tierart Maulwurf.
- Maximilian-Reich-Weg (Stammersdorf), 2006 benannt nach dem Sportjournalisten Maximilian Reich (1882–1952), Sportreporter bei dem im sozialdemokratischen Vorwärts-Verlag erschienenen „Kleinen Blatt“ (1918–1938). Während der NS-Zeit war er 1938 einige Monate im Konzentrationslager Dachau interniert.[87]
- Max-Jellinek-Gasse (Leopoldau), 1968 benannt nach dem Altgermanisten und Editionsphilologen Max Hermann Jellinek (1868–1938), Professor für Deutsche Sprache und Literatur an der Universität Wien (1906–1934). Seine Forschungsschwerpunkte waren urgermanische Laut- und Formenlehre, frühneuhochdeutsche Grammatik und Editionsphilologie.
- Maxwellgasse (Jedlesee), 1952 benannt nach dem schottischen Physiker James Clerk Maxwell (eigentlich James Clerk, 1831–1879); er entwickelte einen Satz von Gleichungen (die Maxwellschen Gleichungen), welche die Grundlagen der Elektrizitätslehre und des Magnetismus bilden. Zudem entdeckte er die Geschwindigkeitsverteilung von Gasmolekülen (Maxwell-Verteilung). Er veröffentlichte die erste Farbfotografie als Nachweis für die Theorie der additiven Farbmischung.
- Mayerweckstraße (Strebersdorf), 1912 benannt nach Franz Mayerweck (1807–1873), Bürgermeister und Ortsrichter von Strebersdorf (1838–1873). Hieß vorher In der Viehtrift.
- Meistergasse (Leopoldau), 1972 benannt nach dem Altphilologen und Pädagogen Richard Meister (1881–1964), Professor für Pädagogik an der Universität Wien (1923–1938 und 1945–1956), Dekan (1930–1931), Rektor (1949–1950), Präsident der Akademie der Wissenschaften (1951–1963).
- Mengergasse (Donaufeld), 1919 benannt nach dem Juristen und Sozialtheoretiker Anton Menger (1841–1906), Professor für Zivilprozessrecht an der Universität Wien (1874–1899), Dekan (1887–1888), Rektor (1895–1896). Bekannt ist sein Name auch in Verbindung mit der Sammlung sozialistischer Originalliteratur in Wien, die einen der Grundstöcke der Sozialwissenschaftlichen Bibliothek der AK Wien bildet. Die Gasse hieß vorher Kaiserin-Elisabeth-Gasse.
- Menzelstraße (Leopoldau), 2009 benannt nach Franz Menzel (1867–1964); Bauleiter bei der Errichtung des städtischen Zentralgaswerkes in Simmering (1896). Als Leiter des neuen Studien- und Baubüros errichtete Menzel das Gaswerk Leopoldau, 1909 wurde er dessen Direktor. 1929 übernahm er zusätzlich die Leitung der Städtischen E-Werke und 1935 wurde er Generaldirektor für beide Unternehmungen.[88]
- Meriangasse (Strebersdorf), 1952 benannt nach dem schweizerisch-deutschen Kupferstecher und Verleger Matthäus Merian der Ältere (1593–1650); er schuf zahlreiche Städteansichten und Stadtpläne. Sein Hauptwerk ist die Topographia Germaniae (16 Bände, 1642–1654). Das Werk enthält mehr als 2.000 sehr detaillierte Ansichten von bemerkenswerten Städten, Klöstern und Burgen; es gilt bis heute als eines der bedeutendsten Werke der geografischen Illustration.
- Meyerbeergasse (Schwarze Lackenau), 1932 benannt nach dem deutschen Komponisten und Dirigenten Giacomo Meyerbeer (eigentlich Jakob Meyer Beer, 1791–1864); er war einer der erfolgreichsten Opernkomponisten des 19. Jahrhunderts und gilt als Meister der französischen Grand opéra. Die Gasse hieß 1938 bis 1947 Silchergasse.
- Michael-Dietmann-Gasse (Floridsdorf), 1910 benannt nach dem Wagnermeister Michael Dietmann (1762–1830), um 1820 Ortsrichter von Jedlersdorf. Hieß vorher Dietmanngasse.
- Michael-Reš-Gasse (Strebersdorf), 2008 benannt nach dem Musiker Michael Reš (1924–2005), Leiter der Musikschule Floridsdorf.
- Michtnergasse (Jedlesee), 1900 benannt nach Karl Michtner (1802–1877), Gemeinderat in Jedlesee; er stiftete gemeinsam mit seiner Frau eine Glocke für die Pfarrkirche Jedlesee. Hieß vorher Bischofsgasse.
- Mihatschgasse (Donaufeld, Leopoldau), 1933 benannt nach dem Ingenieur Karl Mihatsch (1826–1910), Oberingenieur des Stadtbauamtes; er war Mitarbeiter beim Bau der I. Wiener Hochquellenwasserleitung, ab 1871 war er Bauleiter.
- Miklosichgasse (Strebersdorf), 1954 benannt nach dem slowenisch-österreichischen Philologen Franz Miklosich (eigentlich Franc Miklošič, 1813–1891), Professor für slawische Philologie an der Universität Wien (1850–1886), Dekan, Rektor (1854–1855). Er gilt als einer der Begründer der wissenschaftlichen Slawistik und als einer ihrer bedeutendsten Vertreter im 19. Jahrhundert.
- Milo-Dor-Weg (Leopoldau), 2014 benannt nach dem Schriftsteller Milo Dor (geb. als Milutin Doroslovac, 1923–2005). Er verfasste zahlreiche – teils sozialkritische – Romane; am bekanntesten wurde er mit seiner Trilogie Raikow-Saga. Der sehr produktive Autor arbeitete auch für Hörfunk und Fernsehen sowie als Herausgeber und Übersetzer.
- Mitterhaldenweg (Stammersdorf), 1982 benannt nach einem Flurnamen.
- Mitterhofergasse (Großjedlersdorf), 1923 benannt nach dem Südtiroler Zimmermann Peter Mitterhofer (1822–1893); er betätigte sich als Erfinder und baute ab 1864 einige Schreibmaschinen aus Holz. Mitterhofer konnte jedoch aus dieser Entwicklungsarbeit keinen wirtschaftlichen Nutzen ziehen.
- Mizzi-Günther-Weg (Leopoldau), 2016 benannt nach der Sängerin und Schauspielerin Mizzi Günther (1879–1961); sie begann ihre Karriere 1901 am Carltheater. In den folgenden Jahren galt sie im Fach der Soubrette als führende Operettensängerin Wiens. Sie sang und am Theater an der Wien, an der Volksoper, am Johann Strauß-Theater, Wiener Bürgertheater, Apollotheater und Raimundtheater.
- Möllplatz (Leopoldau), 1953 benannt nach dem Fluss Möll in Kärnten.
- Mondsteinstraße (Leopoldau), 2018 benannt nach dem Mineral Mondstein, einem Orthoklas aus der Gruppe der Feldspate. Seinen Namen erhielt er durch sein Schimmern, das an Mondlicht erinnert. Mondstein wird ausschließlich als Schmuckstein verwendet.
- Morelligasse (Donaufeld), 1901 benannt nach der Musikerfamilie Morelli: Ludwig Morelli (1812–1868), Franz Morelli (1810–1859), Ludwig jun. Morelli (1843–1911); alle Volksmusiker. Die Gasse hieß vorher Mühlstraße.
- Morettigasse (Stammersdorf), benannt (Datum unbekannt) nach Anton Moretti (1824–1900), Gemeinderat in Stammersdorf.
- Moritz-Dreger-Gasse (Leopoldau), 1968 benannt nach dem Kunsthistoriker Moritz Dreger (1868–1939); er war Kustos des Österreichischen Museums für Kunst und Industrie und begründete die dortige Textilsammlung. Ab 1901 war er Professor an der Universität Innsbruck, von 1926 bis 1936 Professor an der Technischen Hochschule Wien.
- Morsegasse (Großjedlersdorf), 1901 benannt nach dem US-amerikanischen Erfinder Samuel Finley Breese Morse (1791–1872); er entwickelte ab 1837 den ersten brauchbaren Schreibtelegrafen (Morseapparat) und gemeinsam mit einem Mitarbeiter außerdem den Morsecode in der später als „Land Line Code“ oder „American Morse Code“ bezeichneten Form. Damit schuf Morse die praktischen Voraussetzungen für eine zuverlässige elektrische Telegrafie, wie sie wenig später auch zum Einsatz kam.
- Mörthgasse (Schwarze Lackenau), 1949 benannt nach dem Autoschlosser Johann Mörth (1901–1943), Sozialdemokrat. Wegen seiner Beteiligung in den Februarkämpfen 1934 wurde er zu sechs Jahren Kerker verurteilt und im Anhaltelager Wöllersdorf festgehalten. Während der NS-Zeit gehörte er einer Betriebswiderstandsgruppe bei Austro-Fiat an, wurde verhaftet, wegen „Vorbereitung zum Hochverrat“ zum Tode verurteilt und 1943 im Wiener Landesgericht hingerichtet.[89] Die Gasse hieß vorher ab 1940 Kroygasse.
- Mosheimergasse (Stammersdorf), 1971 benannt nach dem Geistlichen Berthold Mosheimer (1722–1807), Pfarrer und Lehrer in Stammersdorf (1768–1783).
- Motesiczkyweg (Leopoldau), 2009 benannt nach der Malerin Marie-Louise von Motesiczky (1906–1996); sie ist eine bislang wenig beachtete Künstlerin, die es sich leisten konnte, ohne Rücksicht auf den herrschenden Kunstmarkt für sich selbst tätig zu sein.
- Mühlschüttelgasse (Donaufeld), 1901 benannt nach der einstmals selbstständigen Gemeinde Mühlschüttel (1875–1904). Das Wort „Mühlschüttel“ bezeichnete ursprünglich einen aufgeschütteten Grund, auf dem sich Schiffmüller ansiedelten.
- Mühlweg (Strebersdorf), circa 1910 benannt; ehemaliger Weg zu den Schiffmühlen an der Donau.

## N

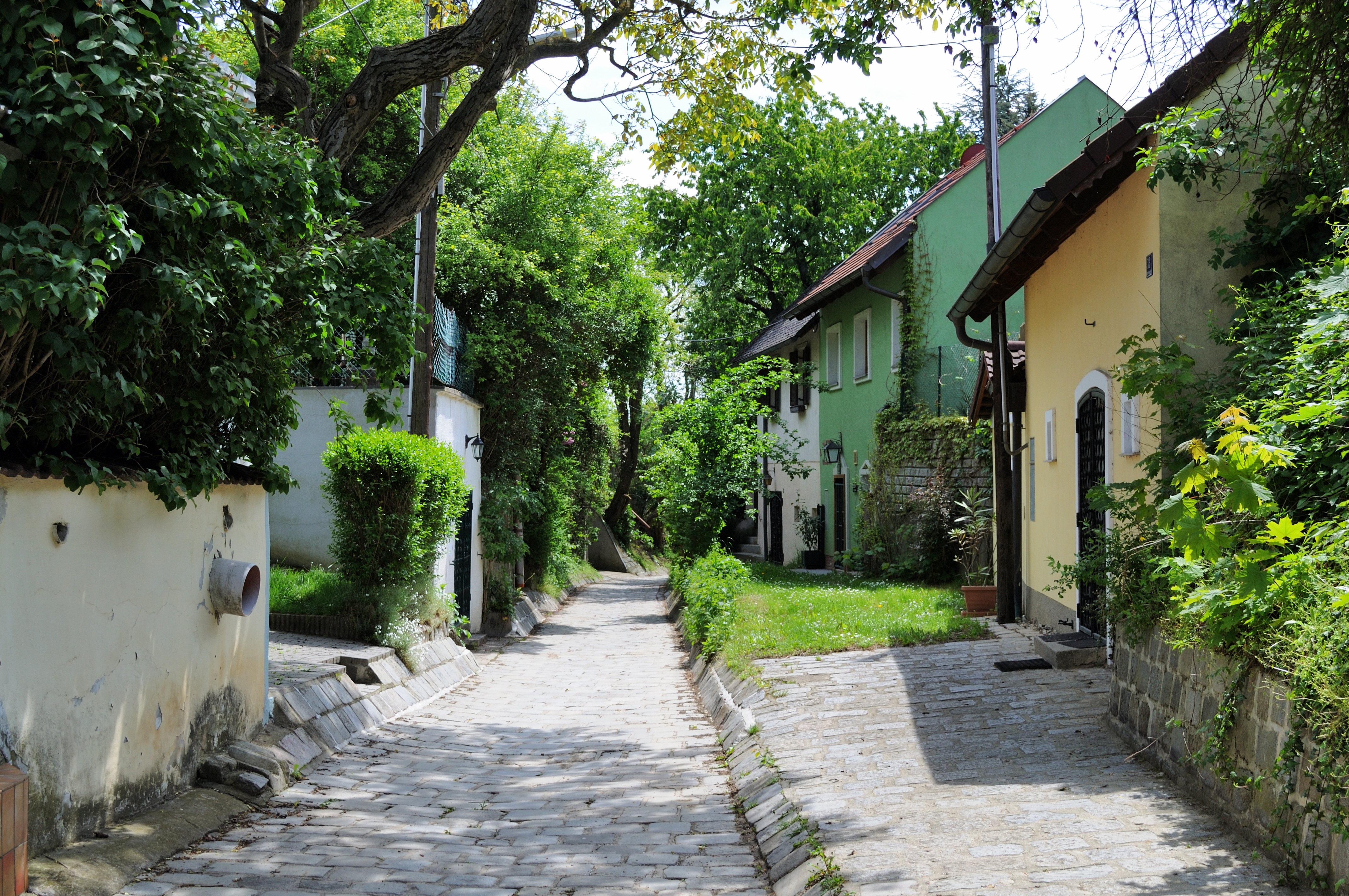
Neusatzgasse

- Nekulagasse (Großjedlersdorf), 2016 benannt nach dem Politiker Franz Nekula (1924–2011); er war ab 1965 Parteiobmann der SPÖ Meidling und dann jahrelang Mitglied des Gemeinderats. Von 1969 bis 1983 war er Stadtrat, zunächst für Städtische Unternehmungen, dann für Verkehr und Energie und schließlich für Personal- und Rechtsangelegenheiten. In seine Amtszeit fiel unter anderem der Baubeginn der Wiener U-Bahn und die Modernisierung des Straßenbahnfuhrparks.
- Neudorfergasse (Großjedlersdorf), 1916 benannt nach Michael Neudorfer (1714–1784), Ortsrichter von Jedlersdorf.
- Neulandweg (Donaufeld), 1953 benannt; durch Verschütten alter Donauarme gewonnenes Neuland.
- Neusatzgasse (Stammersdorf), benannt (Datum unbekannt) nach einem alten Flurnamen.
- Nicole-Fontaine-Gasse  (Leopoldau), 2019 benannt nach der französischen Politikerin Nicole Fontaine (1942–2018); sie war ab 1989 eine der Vizepräsidenten des Europäischen Parlaments. Von 1999 bis 2002 war sie Parlamentspräsidentin, danach war sie bis 2004 beigeordnete Ministerin für Industrie.
- Nikolsburger Gasse (Stammersdorf), 1998 benannt nach der südmährischen Kleinstadt Mikulov (deutsch: Nikolsburg).
- Norbert-Krebs-Gasse (Leopoldau), 1954 benannt nach dem Geografen Norbert Krebs (1876–1947), Universitätsprofessor in Würzburg (1917), Frankfurt (1918–1920), Freiburg (1920–1927) und Berlin (1927–1943 und ab 1946). Seine Hauptwerke waren die „Länderkunde der österreichischen Alpen“ (1913) und „Die Ostalpen und das heutige Österreich“ (1928), eine wichtige geografische Länderkunde von Österreich.[90] Im Historikerbericht Straßennamen Wiens seit 1860 als „Politische Erinnerungsorte“ aus dem Jahr 2013 ist die Straße Gruppe C (demokratiepolitisch relevante biographische Lücken) zugeordnet.[22]
- Nordbahnanlage (Donaufeld), 1910 benannt; einst ein Bahngebiet der Kaiser-Ferdinands-Nordbahn. Hieß vorher Nordbahnhofplatz.
- Nordmanngasse (Leopoldau, Donaufeld), 1900 benannt nach dem französischen Offizier Joseph Armand von Nordmann (1759–1809); ursprünglich Oberst im französischen Heer (1792–1797), trat er 1798 zur österreichischen Armee über und kämpfte gegen Frankreich. In der Schlacht bei Aspern 1809 kämpfte er mit großer Entschlossenheit und wurde von Erzherzog Karl zum Feldmarschallleutnant befördert. Kurz darauf fiel er in der Schlacht bei Wagram im Kampf um Markgrafneusiedl.
- Novigasse (Leopoldau), 1913 benannt zur Erinnerung an den Sieg der österreichischen und russischen Armee über ein französisches Heer 1799 in der Schlacht bei Novi (Italien) im Rahmen der Koalitionskriege.

## O

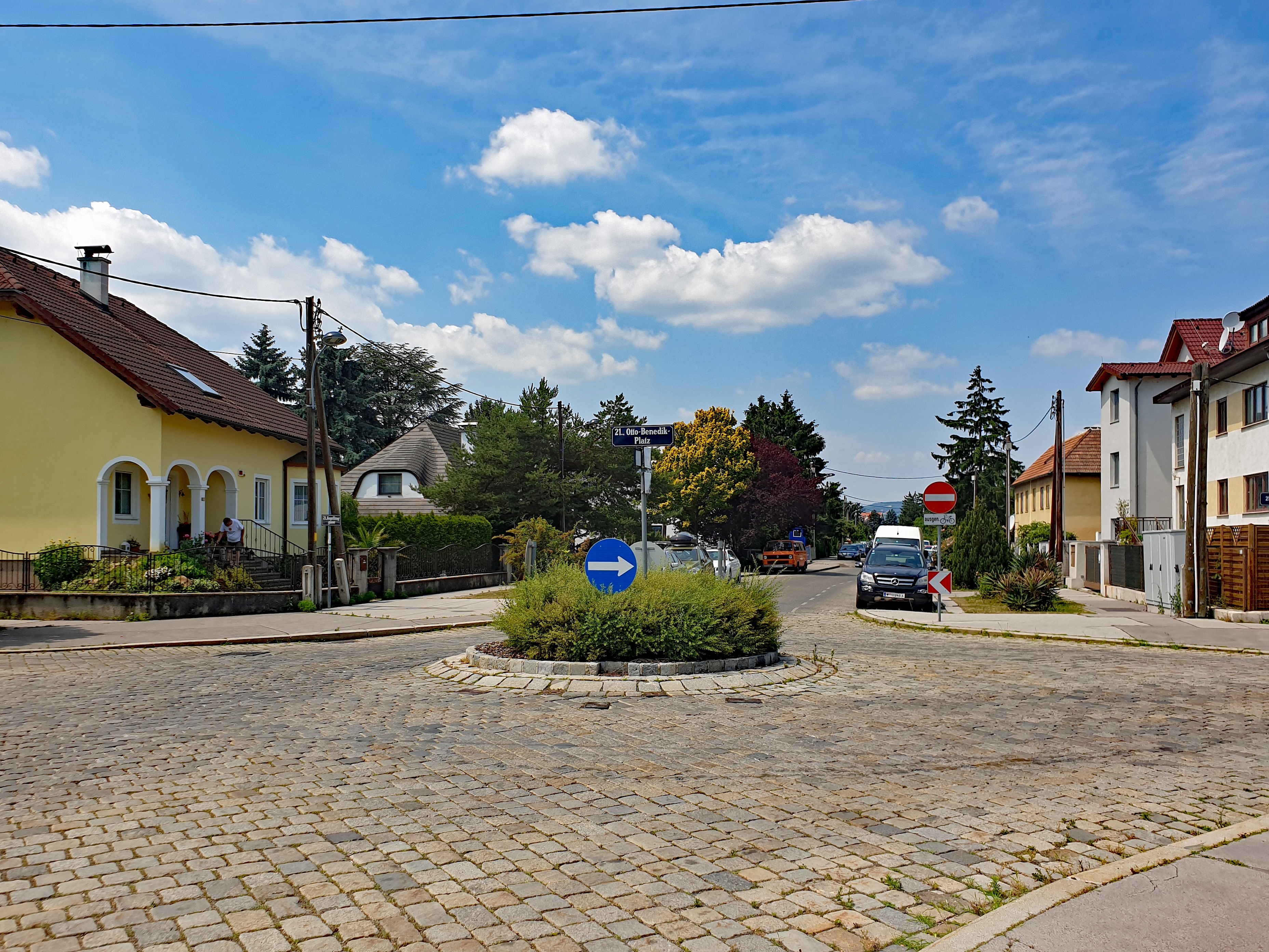
Otto-Benedik-Platz

- Obere Jungenberggasse (Strebersdorf), benannt (Datum unbekannt) nach einem Flurnamen.
- Obergfellplatz (Großjedlersdorf, Jedlesee), 1910 benannt nach Oberstleutnant Josef Obergfell (1758–1840), nobilitiert zu „Freiherr von Grechtler“. Er kommandierte in der Schlacht bei Aspern 1809 ein niederösterreichisches Landwehrbataillon. Gemeinsam mit Major Johann von O’Brien vereitelte er den Versuch Napoleons, vor der Schlacht die Donau bei der Schwarzen Lackenau (heute Jedlesee) zu überqueren.[91] Der Platz befindet sich in der Nähe des einstigen Kampfgeschehens. Siehe auch O’Brien-Gasse.
- Oberhummergasse (Leopoldau), 1954 benannt nach dem deutsch-österreichischen Geografen Eugen Oberhummer (1859–1944), Professor für historische und politische Geographie an der Universität Wien (1903–1930). Sein Hauptforschungsgebiet war die Historische Geographie; er veröffentlichte unter anderem zur Geographie des Alten Griechenlands, der Türkei und Zyperns. Im Historikerbericht Straßennamen Wiens seit 1860 als „Politische Erinnerungsorte“ aus dem Jahr 2013 ist die Straße Gruppe C (demokratiepolitisch relevante biographische Lücken) zugeordnet.[22]
- O’Brien-Gasse (Großjedlersdorf, Jedlesee), 1913 benannt nach Generalmajor Johann von O’Brien (1775–1830), österreichischer Offizier mit irischen Wurzeln. Er kommandierte in der Schlacht bei Aspern 1809 das niederösterreichische Infanterieregiment Nr. 49. Gemeinsam mit Oberstleutnant Josef Obergfell vereitelte er den Versuch Napoleons, vor der Schlacht die Donau bei der Schwarzen Lackenau (heute Jedlesee) zu überqueren.[91] O’Brien wurde für seine Leistung mit dem Maria-Theresia-Orden ausgezeichnet. Die Gasse befindet sich in der Nähe des einstigen Kampfgeschehens. Siehe auch Obergfellplatz.
- Ocwirkgasse (Großjedlersdorf), 1982 benannt nach dem Fußballspieler und Fußballtrainer Ernst Ocwirk (1926–1980); er war einer der größten österreichischen Fußballer der Nachkriegszeit. Ocwirk war Kapitän der Weltauswahl und galt zu seiner Zeit als bester zentraler Mittelfeldspieler der Welt. Seine Stärken waren die elegante Ballführung, das Kopfballspiel und weite Pässe.
- Ödenburger Straße (Strebersdorf, Großjedlersdorf), 1913 benannt nach der Stadt Ödenburg (ungarisch: Sopron) in Deutsch-Westungarn, die nach 1918 als Hauptstadt des österreichischen Burgenlandes vorgesehen war, auf Grund einer 1921 abgehaltenen, umstrittenen Volksabstimmung aber bei Ungarn verblieb. Nicht zu verwechseln mit der gleichnamigen ehemaligen Bundesstraße B16 im Süden von Wien.
- Oellacherweg (Strebersdorf), 1954 benannt nach dem Altphilologen Hans Oellacher (1889–1949), Universitätsprofessor, Experte für Papyrologie; sein wissenschaftliches Hauptwerk ist „Griechische literarische Papyri“ (1932–1939).
- Ohmgasse (Jedlesee), 1952 benannt nach dem deutschen Physiker Georg Simon Ohm (1789–1854); sein Name ist in die Terminologie der Elektrizitätslehre eingegangen. Als ohmsches Gesetz wird die Proportionalität zwischen Strom und Spannung in einem elektrischen Leiter bezeichnet. Die Proportionalitätskonstante wird als elektrischer Widerstand bezeichnet, dessen SI-Einheit das Ohm (Symbol Ω) ist.
- Okopenkoweg (Stammersdorf), 2012 benannt nach dem österreichischen Schriftsteller Andreas Okopenko (1930–2010)
- Opalgasse (Leopoldau), 1963 benannt nach dem Mineral Opal. Hieß vorher Achatgasse.
- Orasteig (Stammersdorf), 1982 benannt nach einem Flurnamen.
- Orelgasse (Donaufeld), 1971 benannt nach dem Techniker Eduard von Orel (1877–1941); als Militärgeograf der österreichischen Armee beschäftigte er sich mit der Photogrammetrie und erfand 1907 den Stereoautografen, der ab 1909 von der Firma Carl Zeiss kommerziell hergestellt wurde. Mit diesem Gerät konnten erstmals die Höhenschichtlinien automatisch durch optisches Abtasten der Fotos (Stereo-Bildpaare) gezeichnet werden. 1912 gründete Orel in Wien ein Büro für stereogrammetrische Vermessungen.[92] Die Gasse hieß vorher Adlerweg.
- Osergasse (Großjedlersdorf), 1932 benannt nach dem Internisten Leopold Oser (1839–1910), Universitätsprofessor (ab 1902), Direktor des Spitals der israelitischen Kultusgemeinde, Mitbegründer der Wiener Allgemeinen Poliklinik. Die Gasse hieß von 1938 bis 1947 Stammelgasse.
- Oskar-Czeija-Gasse (Stammersdorf), 1999 benannt nach dem Techniker Oskar Czeija (1887–1958). Gemeinsam mit der Firma Schrack erhielt er 1924 die Konzession für den ersten Radiosender in Österreich. Bei dieser Rundfunkanstalt, der RAVAG, war Czeija Generaldirektor bis 1938. Oskar Czeija ist der Sohn von Karl Czeija, dem Gründer der „Telephon- und Telegraphenfabrik Czeija, Nissl & Co“ (1884); siehe die Czeija-Nissl-Gasse. Im Historikerbericht Straßennamen Wiens seit 1860 als „Politische Erinnerungsorte“ aus dem Jahr 2013 ist die Straße Gruppe C (demokratiepolitisch relevante biographische Lücken) zugeordnet.[22]
- Oskar-Grissemann-Straße (Leopoldau), 1981 benannt nach Oskar Grissemann (1889–1952), „Bastelonkel“ der RAVAG und Autor einiger Bastelbücher.
- Ostmarkgasse (Donaufeld), 1900 benannt nach der baierischen Mark des 9. und 10. Jahrhunderts als Keimzelle des 1156 gebildeten Herzogtums Österreich. „Ostmark“ ist eine im 19. Jahrhundert in der Geschichtswissenschaft gebräuchliche Übersetzung des quellenmäßig belegbaren Begriffs „Marcha orientalis“. Diese historische Bezeichnung war um 1900 allgemein akzeptiert und hat mit der späteren Verwendung für die „Donau- und Alpenreichsgaue“ in der Zeit des Nationalsozialismus nichts zu tun. Im Historikerbericht Straßennamen Wiens seit 1860 als „Politische Erinnerungsorte“ aus dem Jahr 2013 ist die Straße aus diesem Grund den Sonderfällen zugeordnet.[22] Die Gasse hieß vorher Obere Ziegelofengasse.
- Oswald-Redlich-Straße (Leopoldau), 1954 benannt nach dem Historiker und Archivar Oswald Redlich (1858–1944), Professor für österreichische Geschichte an der Universität Wien (1897–1934), Rektor (1911–1912). Auf Grund seiner Monographie über Rudolf von Habsburg (1903) wurde er als der führende österreichische Historiker seiner Zeit angesehen. Er verband hierin Fragestellungen der sogenannten „klassischen“ Politikgeschichte mit denen der Verfassungs-, Rechts- und Kulturgeschichte.
- Otmar-Emerling-Platz (Stammersdorf), 2018 benannt nach dem Politiker Otmar Emerling (1924–2015); er war ab 1959 Funktionär der Floridsdorfer SPÖ. Von 1964 bis 1980 war er Bezirksvorsteher von Floridsdorf. Die Erhaltung des Bisambergs als Naherholungsstätte lag ihm dabei besonders am Herzen. In seine Amtszeit fällt auch die Errichtung zahlreicher Kindergärten, Schulen sowie Freizeit- und Sportanlagen.[93]
- Ottilie-Bondy-Promenade (Großjedlersdorf), 2016 benannt nach der Frauenrechtlerin und Frauenvereinsfunktionärin Ottilie Bondy (1832–1921); sie 1875 Mitbegründerin des „Wiener Hausfrauenvereins“ und 1879–1909 dessen Präsidentin. Ferner leitete sie das „Israelitische Mädchen-Waisenhaus“, gehörte zu den Gründerinnen des „Schulvereins für Beamtentöchter“, war Vorsitzende des Vereins „Caritas“ und leitete das Dienstbotenasyl in Favoriten.
- Otto-Benedik-Platz (Donaufeld), 2006 benannt nach dem praktischen Arzt Otto Benedik (1923–2002); von der ansässigen Bevölkerung wurde er als „Albert Schweitzer der Bruckhaufener“ bezeichnet.
- Otto-Beyschlag-Gasse (Leopoldau), 1970 benannt nach dem Radsportler und Unternehmer Otto Beyschlag (1869–1945); der gelernte Mechaniker gründete gemeinsam mit Heinrich von Opel 1893 die Erste Wiener Radfahrschule sowie die noch heute bestehende Firma „Opel & Beyschlag“. Als Radrennfahrer gewann Beyschlag 132 Rennen auf dem Hochrad; er gilt als einer der Pioniere des Radsports und des Automobilwesens in Österreich.[94]
- Otto-Storch-Gasse (Großjedlersdorf), 1966 benannt nach dem Zoologen Otto Storch (1886–1951), Professor an der Universität Graz und an der Universität Wien (1945–1951). Er war Marinebiologe und forschte besonders an Krebsen und Insekten; er gilt weiters als einer der Pioniere der Zeitlupen-Photographie.
- Owengasse (Stammersdorf), 1994 benannt nach dem britischen Unternehmer Robert Owen (1771–1858), Mitinhaber eines der größten Industrieunternehmen seiner Zeit, das er zu einem Musterbetrieb ausbaute. Als Frühsozialist versuchte er, den klassischen Liberalismus mit sozialreformerischen Ideen anzureichern. Zu Owens Ideen zählen unter anderem: die Abschaffung der Kinderarbeit, Schulbildung der Kinder, Arbeitszeitbeschränkung, effiziente Organisation der Betriebsabläufe, Motivation der Mitarbeiter, saubere Arbeitsplätze, Gewerkschaftsbildung, Genossenschaftswesen etc.

## P

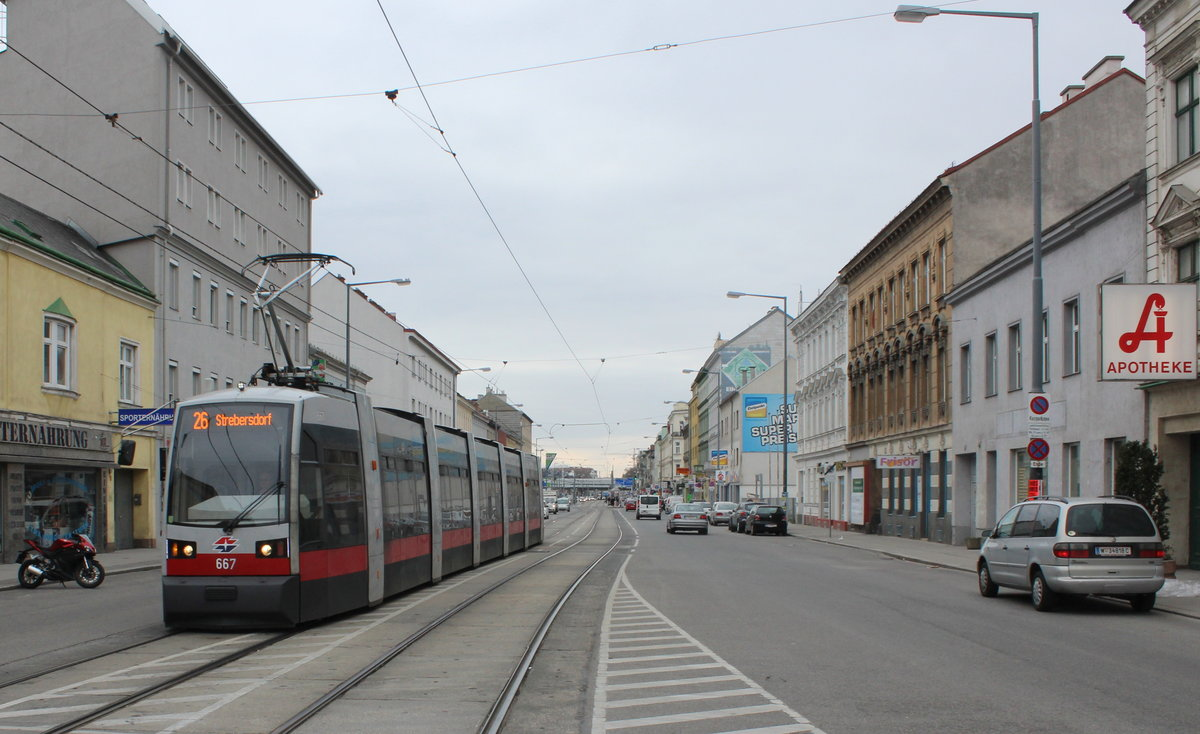
Prager Straße

- Pastorstraße (Leopoldau), 1954 benannt nach dem Historiker und Diplomaten Ludwig von Pastor (1854–1928); er war einer der bedeutendsten katholischen Historiker seiner Zeit und Geschichtsschreiber der Päpste. Die sehr starke und unverhohlene konfessionelle Prägung von Pastors Geschichtsbild, die sich auch in schroffen Wertungen äußerte, erregte schon bei seinen Zeitgenossen – katholischen ebenso wie auch evangelischen Gelehrten – Anstoß.
- Patriagasse (Strebersdorf), 2024 benannt der Dampflokomotive Patria; sie wurde 1840 von der Kaiser Ferdinands-Nordbahn gebaut und war damit die erste in Österreich gebaute Lokomotive. 1862 wurde sie ausgemustert.
- Patrizigasse (Floridsdorf, Donaufeld), 1900 benannt nach einer Statue, die dem irischen Nationalheiligen Patrick von Irland (373–461) geweiht war. Hieß vorher Kagraner Straße.
- Paukerwerkstraße (Leopoldau), 1999 benannt nach der ehemaligen Fabrik „Josef Pauker & Sohn“, ab 1908 in Leopoldau ansässig. Das Unternehmen für Maschinen- und Kesselbau war 1853 von Josef Pauker (1814–1886) gegründet worden. Es firmierte ab 1911 als „Wiener Dampfkessel-, Apparate- und Maschinenfabriks-A.-G.“,[95] ab 1922 als „Paukerwerk A.G.“,[96] ging 1941 in der Simmering-Graz-Pauker AG auf und mit dieser 1993 in VA-Tech und 2005 in Siemens Österreich. Ein Teil der ehemaligen Fabrikgebäude wird heute vom Technischen Museum als Depot genutzt.[97]
- Paul-Hopfner-Gasse (Stammersdorf), benannt (Datum unbekannt) nach dem Gastwirt und Weinhändler Paul Hopfner (Lebensdaten unbekannt, 19. Jahrhundert).
- Pavlicekgasse (Großjedlersdorf), 1996 benannt nach dem Fußballspieler Robert Pavlicek (1912–1982); er gewann mit seinem Verein SK Admira Wien drei Meistertitel (1932, 1934, 1936) und kam auch im Nationalteam zum Einsatz. Ab 1936 spielte er für die französische Mannschaft Excelsior AC Roubaix, ab 1942 für den Wiener AC.
- Peitlgasse (Großjedlersdorf), 1910 benannt nach dem Geistlichen Leonhard Peitl (1846–1906), Propst des Stiftes Klosterneuburg. Hieß vorher Eichengasse.
- Penkgasse (Großjedlersdorf), 1953 benannt nach dem deutschen Geografen und Geologen Albrecht Penck (sic!, 1858–1945), Professor für Physikalische Geographie an der Universität Wien (1885–1906). Er widmete sich besonders der Geomorphologie, den glazialen Landschaftsformen und der Klimatologie. Penck war einer der bedeutendsten deutschen Geographen der ersten Hälfte des 20. Jahrhunderts und beeinflusst durch seine zahlreichen Schüler auch noch die zeitgenössische Geographie. Im Historikerbericht Straßennamen Wiens seit 1860 als „Politische Erinnerungsorte“ aus dem Jahr 2013 ist die Straße Gruppe C (demokratiepolitisch relevante biographische Lücken) zugeordnet.[22]
- Persidisweg (Stammersdorf), 2011 benannt nach dem Fußballspieler Peter Persidis (1947–2009); er spielte auf der Position des Libero für den First Vienna FC 1894 sowie für Olympiakos Piräus. Mit Piräus feierte er drei Mal in Folge die Meisterschaft (1973–1975) sowie zwei Pokalsiege. Bei seiner letzten Station als Profi bei Rapid Wien gewann er 1976 den ÖFB-Cup, war von 1978 bis 1980 Mannschaftskapitän und schloss seine Karriere 1982 mit der Meisterschaft ab.
- Peter-Berner-Straße (Stammersdorf), 1962 benannt nach dem Fischer Peter Berner; er rettete 1830 bei einem Hochwasser 175 Menschen das Leben. Siehe auch Anton-Bosch-Gasse und Spanngasse.
- Peter-Kaiser-Gasse (Jedlesee, Großjedlersdorf), 1901 benannt nach Peter Kaiser (ca. 1540 – ca. 1602), Ortsrichter von Jedlesee (1596–1602). Hieß vorher Kaisergasse.
- Petritschgasse (Leopoldau), 2000 benannt nach dem Physiker Ernst Felix Petritsch, Professor für Telegraphie und Fernmeldetechnik an der Technischen Hochschule (1928–1938 und 1945–1951). Im Jahr 1929 schuf er an dieser Hochschule das Institut für Schwachstromtechnik und machte es zu einer der führenden Forschungsstätten des drahtlosen Nachrichtenverkehrs.[98] Im Historikerbericht Straßennamen Wiens seit 1860 als „Politische Erinnerungsorte“ aus dem Jahr 2013 ist die Straße Gruppe C (demokratiepolitisch relevante biographische Lücken) zugeordnet.[22]
- Pfarrer-Matz-Gasse (Stammersdorf), benannt (Datum unbekannt) nach dem Geistlichen Maximilian Matz (1811–1893), Pfarrer von Stammersdorf.
- Pfarrer-Pasecker-Gasse (Strebersdorf), 1985 benannt nach dem Geistlichen Roland Pasecker (1905–1961), Pfarrer von Strebersdorf.
- Pfendlergasse (Leopoldau), 1973 benannt nach dem Apotheker und Unternehmer Georg Pfendler (1799–1864); er produzierte ab 1828 zunächst Gas aus Harzöl und Rübsamenöl für den Eigenbedarf, um damit seine Apotheke „Zum goldenen Greif“ in der Rotenturmstraße zu beleuchten und ging später dazu über, auch Kunden mit in Behältern abgefülltem Gas zu beliefern. 1828 verkaufte er seine Apotheke, gründete die „Österreichische Gesellschaft zur Beleuchtung mit Gas“ und errichtete mit dem Gaswerk Roßau das erste Wiener Gaswerk. In der Folge schuf er 1838 die erste öffentliche Gasbeleuchtung in Wien am Michaelerplatz.[99][100] Siehe auch die Gasgasse im 15. Bezirk Rudolfsheim-Fünfhaus.
- Pichelwangergasse (Floridsdorf), 1910 benannt nach Matthias Pichelwanger (1770–1832), Ortsrichter von Floridsdorf (1805–1811 und 1815–1822).
- Pilzgasse (Donaufeld), 1910 benannt nach dem Chemiker und Unternehmer Friedrich Pilz (1841–1898); er errichtete 1864 östlich des Floridsdorfer Bahnhofes die „Fabrik für Petroleumprodukte Pilz & Co“. Die Rohstoffe, die über die Nordbahn aus Galizien kamen, wurden zu Leuchtpetroleum, Schmiermittel, Paraffin und Kerzen verarbeitet. Diese Raffinerie Floridsdorf zählt zu den ältesten Raffinerien Europas. Das Unternehmen ging 1886 in der „Floridsdorfer Mineralölfabrik“ auf und diese 1923 in der Shell Petroleum AG.[101] Die Gasse hieß vorher Fabriksgasse.
- Pinkagasse (Leopoldau), 1953 benannt nach dem Fluss Pinka im Burgenland.
- Pitkagasse (Donaufeld), 1913 benannt nach dem Fleischhauer Josef Pitka (1850–1908), Direktor der Floridsdorfer Sparkasse, Bezirksrat; er vermachte ein Grundstück der Kirche.
- Pius-Parsch-Platz (Floridsdorf), 1965 benannt nach dem Augustinerchorherr und Theologen Pius Parsch (1884–1954); ab 1914 lehrte er Pastoraltheologie am Stift Klosterneuburg. Da die Nationalsozialisten das Stift aufhoben, wirkte er von 1941 bis 1946 als Seelsorger in der Pfarrkirche Floridsdorf. Pius Parsch leistete durch seine publizistische Arbeit einen wesentlichen Beitrag zur liturgischen Bewegung.
- Plankenbüchlergasse (Donaufeld), 1900 benannt nach dem Gastwirt und Fleischhauer Franz Plankenbüchler (1852–1894), Bürgermeister von Donaufeld (1887–1892); er erwarb sich Verdienste um die Kanalisation des Ortes. Die Gasse hieß vorher Vereinsgasse.
- Platzergasse (Großjedlersdorf), 1993 benannt nach dem Fußballer Peter Platzer (1910–1959); er wurde 1933 Torwart des Nationalteams und stand auch bei allen Spielen der Fußball-Weltmeisterschaft 1934 im Tor, wo die österreichische Mannschaft bis ins Halbfinale kam. Mit seinem Stammverein SK Admira Wien wurde er vier Mal Meister und konnte sogar das Mitropapokalfinale erreichen. Während des Zweiten Weltkriegs wurde Platzer auch in das reichsdeutsche Team einberufen und wurde mit den Jedleseern deutscher Vizemeister.
- Poppenwimmergasse (Jedlesee), 1927 benannt nach Franz Poppenwimmer (1863–1918); er gehörte zu den Initiatoren des „Arbeitersängerbundes Donaufeld“ (1889), einer Keimzelle der Arbeiterbewegung in Floridsdorf, sowie der „Arbeiter-Radfahrer“ in Donaufeld und der „Floridsdorfer Naturfreunde“. Außerdem war er Herausgeber des sozialdemokratischen Lokalblattes „Der Wähler“.[102] Die Straße war ursprünglich als Verbindung von Guschelbauergasse und Koloniestraße geplant, wurde aber nie errichtet und ist großteils aufgehoben; lediglich ein kurzer Teilabschnitt bei der Josef-Zapf-Gasse ist noch gewidmet.[103]
- Prager Straße (Floridsdorf, Großjedlersdorf, Jedlesee, Strebersdorf), 1875 benannt; diese Hauptstraße und Landesstraße nach Prag wurde 1728–1736 angelegt. Sie hieß vorher Prager Reichsstraße.[104]
- Praschnikerweg (Strebersdorf), 1954 benannt nach dem Archäologen Camillo Praschniker (1884–1949), Professor für Klassische Archäologie an der Universität Prag (1923–1930), Universität Jena (1930–1934) und der Universität Wien (ab 1934). Ab 1912 war er Mitarbeiter des Österreichischen Archäologischen Instituts, ab 1935 dessen Direktor.
- Pregartengasse (Großjedlersdorf), 1895 benannt nach einem Flurnamen.
- Pressburger Gasse (Großjedlersdorf) (bis 1999 amtlich: Preßburger Gasse) 1913 benannt nach Bratislava (deutsch: Pressburg), der Hauptstadt der Slowakei.
- Prießnitzgasse (Floridsdorf, Donaufeld), 1909 benannt nach dem Landwirt Vincenz Prießnitz (1799–1851), autodidaktischer Naturheiler aus Österreichisch-Schlesien. Er gilt neben Siegmund Hahn und Johann Siegmund Hahn als Erneuerer der Kaltwasserkur in Österreich und Deutschland. Seine Wasserkuren verhinderten nicht, dass er 1848 einen Schlaganfall erlitt, danach an „Leberschrumpfung und Wassersucht“ litt und im Alter von 52 Jahren starb. Die Gasse hieß ursprünglich Wassergasse, dann bis 1909 Wurmsergasse.
- Puffergasse (Floridsdorf, Großjedlersdorf), 1901 benannt nach Georg Puffer (1829–1895), Bürgermeister von Floridsdorf (1873–1882); er betrieb von 1859 bis 1871 eine Schiffmühle.
- Pulkaugasse (Leopoldau), 1953 benannt nach dem Fluss Pulkau in Niederösterreich.
- Puschkingasse (Schwarze Lackenau), 1932 benannt nach dem Schriftsteller Alexander Sergejewitsch Puschkin (1799–1837); er gilt als Schöpfer der russischen Literatursprache und als Begründer der modernen russischen Literatur. Puschkin ist für die meisten seiner Landsleute der russische Nationaldichter, mit weitem Abstand vor im Ausland wohl bekannteren Schriftstellern wie Tolstoi, Dostojewski, Gogol oder Pasternak.
- Puschmanngasse (Leopoldau), 1972 benannt nach dem deutschen Medizinhistoriker Theodor Puschmann (1844–1899), Professor für die Geschichte der Medizin an der Universität Wien (1888–1899), Dekan (1898–1899). Er beschäftigte sich vor allem mit der Geschichte der Wiener medizinischen Schule.[105]

## Q
- Quarzweg (Donaufeld), 2010 benannt nach dem Mineral Quarz mit der chemischen Zusammensetzung SiO2 und trigonaler Symmetrie. Quarz war im Mittelalter eine Bezeichnung für das Bergwerk sowie für alle Kristalle. Erst mit Georgius Agricola im 16. Jahrhundert wurde der Begriff auf Bergkristalle eingeschränkt. Der Straßenname war schon davor nichtamtlich in Gebrauch.

## R

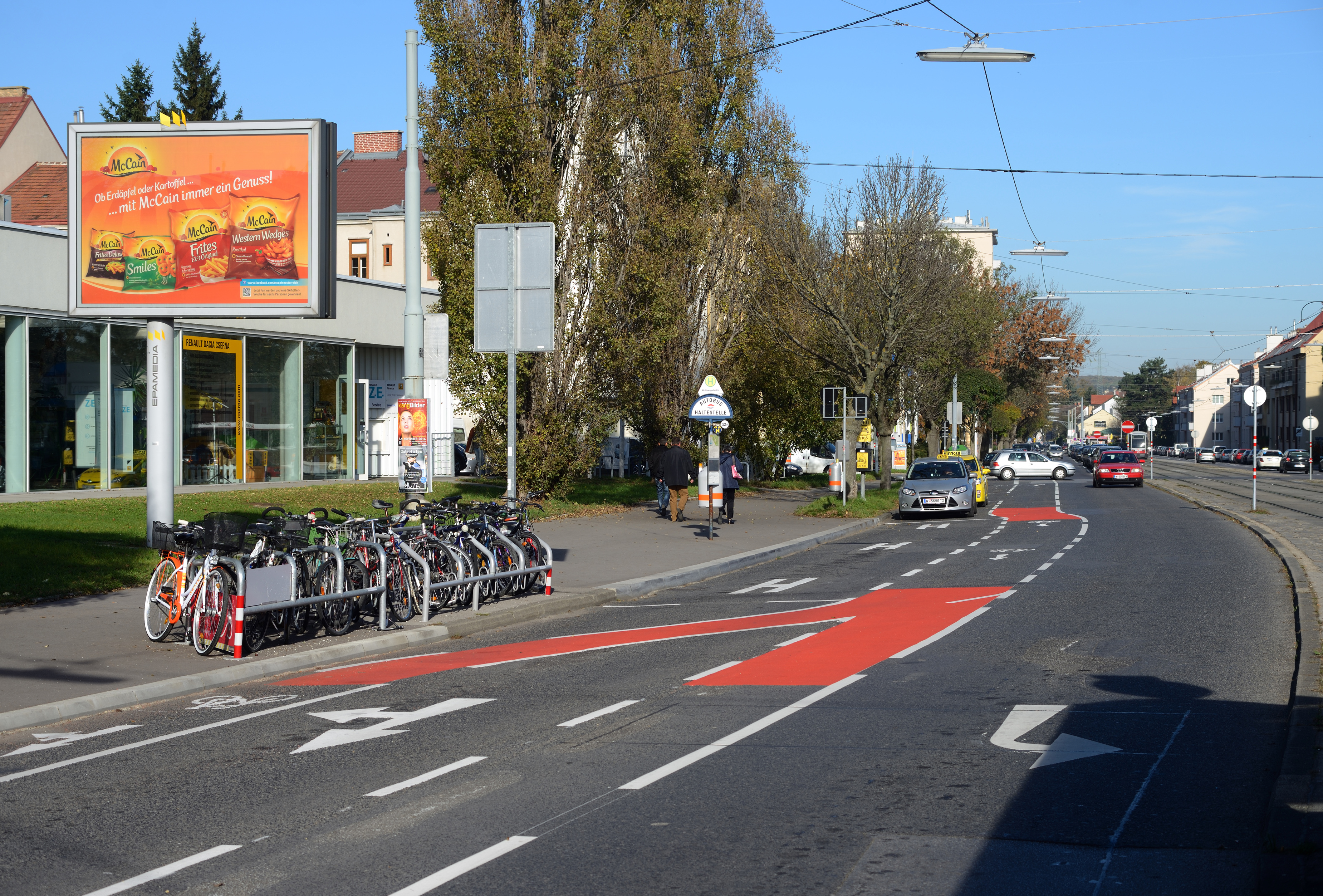
Rußbergstraße

- Rabnitzweg (Leopoldau), 1966 benannt nach dem Fluss Rabnitz im Burgenland. Hieß davor Sternweg.
- Ragwurzgasse (Stammersdorf), 1953 benannt nach der Orchideengattung der Ragwurzen.
- Rappgasse (Großjedlersdorf), 1901 benannt nach dem Arzt Oskar Rapp (1840–1897), Gemeinderat in Jedlesee.
- Rasmussengasse (Jedlesee), 1939 benannt nach dem dänischen Polarforscher und Ethnologen Knud Rasmussen (1879–1933); er führte zwischen 1912 und 1933 sieben Expeditionen nach Nordgrönland und in die arktischen Gebiete Kanadas und Alaskas durch. Ziel war neben der geographischen Forschung vor allem auch die Erforschung und Konservierung der Eskimo-Kultur, der Eskimo-Sprache, der Eskimo-Sagen und -Geschichten. Im Historikerbericht Straßennamen Wiens seit 1860 als „Politische Erinnerungsorte“ aus dem Jahr 2013 ist die Straße Gruppe C (demokratiepolitisch relevante biographische Lücken) zugeordnet.[22]
- Rathmayergasse (Leopoldau), 1967 benannt nach dem Lehrer Franz Rathmayer (1891–1965), Hauptschuldirektor. Als sozialdemokratischer Funktionär in Kagran war er in führender Position in der Volkshochschule Wien-Nord und nach dem Zweiten Weltkrieg auch als Obmann der sozialistischen Lehrer in Floridsdorf tätig.[106]
- Ratzenhofergasse (Großjedlersdorf), 1959 benannt nach dem Offizier und Soziologen Gustav Ratzenhofer (1842–1904); sein Werk gilt als bedeutender Beitrag zur soziologischen Interessen- und Evolutionstheorie. Besonders in den USA wurde er als einer der Gründerväter der Politiksoziologie rezipiert.
- Rautenkranzgasse (Floridsdorf, Donaufeld), 1900 benannt nach dem Geistlichen Roman Rautenkranz (1811–1878), Pfarrer von Floridsdorf (1852–1868). Hieß vorher ab ca. 1887 Kreuzgasse.
- Rechte Nordbahngasse (Floridsdorf), 1910 benannt; die Gasse verläuft entlang der Nordbahn; verlängert 1997 (die ursprüngliche Verkehrsfläche wurde verbaut und aufgelassen). Hieß vorher Rechte Eisenbahngasse.
- Redlweg (Donaufeld); nicht amtliche Bezeichnung.
- Regnerweg (Stammersdorf), 1994 benannt nach dem Lehrer Josef Regner (1914–1973), Leiter der Volkshochschule Floridsdorf.
- Rehgasse (Donaufeld), 1961 benannt nach der Tierart Reh.
- Reisgasse (Großjedlersdorf), 1914 benannt nach dem deutschen Physiker und Erfinder Philipp Reis (1834–1874); er baute das erste funktionierende Gerät[107] zur Übertragung von Tönen über elektrische Leitungen und gilt damit als zentraler Wegbereiter des Telefons. Im Zuge dieser Entwicklung erfand Reis auch das Kontaktmikrophon und gab seinem Apparat 1861 den Namen Telephon[108], der sich später international durchsetzen konnte.
- Richard-Neutra-Gasse (Leopoldau), 1974 benannt nach dem Architekten Richard Neutra (1892–1970); er übersiedelte 1923 in die USA und baute dort Hotels, Krankenhäuser, Museen, Bibliotheken und Villen. In Wien baute er ein Haus in der Werkbundsiedlung.
- Rieglgasse (Leopoldau), 1954 benannt nach dem Kunsthistoriker Alois Riegl (1858–1905), Professor an der Universität Wien (ab 1895); er war ein bedeutender Vertreter der Wiener Schule der Kunstgeschichte. Riegl prägte für die Kunsttheorie den einflussreichen Begriff des Kunstwollens als definierende Kraft einer Stilepoche. Einflussreich wurden auch Riegls Konzepte in Sachen Denkmalschutz.
- Rihosekgasse (Jedlesee, Strebersdorf), 1967 benannt nach dem Ingenieur und Lokomotiv-Konstrukteur Johann Rihosek (1869–1956); im Jahr 1893 trat er seine Stelle als Konstrukteur in der Lokomotivfabrik Floridsdorf an. Ab 1897 arbeitete er im von Karl Gölsdorf geleiteten Departement für Lokomotiv- und Wagenbau im k.k. Eisenbahnministerium, dessen Leiter er 1916 wurde. Er konstruierte zahlreiche erfolgreiche Lokomotiven, unter anderem die Reihen BBÖ 270, BBÖ 81 und BBÖ 82. Siehe auch Demmergasse, Giefinggasse und Lokomotivgasse.
- Ringelseegasse (Donaufeld, Floridsdorf), 1973 benannt zur Wahrung des Ortsnamens. Die Ortschaft Ringelsee wurde im 12. Jahrhundert urkundlich erwähnt und verschwand um 1500 nach einer Hochwasserkatastrophe. Die Benennung beruht auf der irrigen Annahme, dass Ringelsee im Gebiet des heutigen Floridsdorf lag; tatsächlich befand sich der Ort in der heutigen Donaustadt. Die Gasse hieß vorher Ringelseeplatz bzw. Leopoldsplatz.
- Rittingergasse (Großjedlersdorf), 1936 benannt nach dem Montanisten Peter von Rittinger (1811–1872), staatlicher Pochwerk-Inspektor (ab 1840), Sektionsrat im Ministerium für Landescultur- und Bergwesen (ab 1850). Rittinger gilt als international anerkannter Pionier der Erzaufbereitung; auch die in Österreich gebräuchliche Methode zur Gewinnung von Salz geht auf ihn zurück.
- Robert-Dienst-Gasse (Donaufeld), 2007 benannt nach dem Fußballspieler Robert Dienst (1928–2000); er wurde vier Mal österreichischer Torschützenkönig und hält mit insgesamt 323 Meisterschaftstoren bis heute den Rekord des Spielers mit den meisten Treffern in der höchsten österreichischen Fußballliga. Als Nationalspieler nahm Robert Dienst unter anderem an der Fußball-Weltmeisterschaft 1954 teil.
- Robert-Lach-Gasse (Leopoldau), 1968 benannt nach dem Musikwissenschaftler, Dichter und Komponist Robert Lach (1874–1958), Professor an der Universität Wien (ab 1927). Er gilt als führender Vertreter der vergleichenden Musikwissenschaft. Er veröffentlichte Schriften zur Musikgeschichte, Musikethnologie und Musikpsychologie und trat als Lyriker und Komponist spätromantischer Werke hervor. Im Historikerbericht Straßennamen Wiens seit 1860 als „Politische Erinnerungsorte“ aus dem Jahr 2013 ist die Straße Gruppe A (intensiver Diskussionsbedarf) zugeordnet.[22]
- Roda-Roda-Gasse (Strebersdorf), 1952 benannt nach dem Schriftsteller Alexander Roda-Roda (eigentlich Sándor Friedrich Rosenfeld, 1872–1945), Offizier (1907 aus der Armee entlassen), Journalist. Er betätigte sich als Satiriker der Donaumonarchie und karikierte insbesondere das Offizierkorps.
- Roggegasse (Strebersdorf), 1917 benannt nach dem Unternehmer Heinrich Albrecht Ritter von Rogge (1811–1872), Direktor der Ersten österreichischen Spar-Casse; er stiftete 25.000 Gulden für wohltätige Zwecke.
- Röllgasse (Schwarze Lackenau), 1942 benannt nach dem Veterinärmediziner Moritz Friedrich Röll (1818–1907), Professor für pathologische Zootomie am Militär-Thierarznei-Institut (ab 1849), Professor an der Universität Wien (1851–1879); er lehrte vergleichende Pathologie, Seuchenlehre und Veterinärpolizei. Unter seiner Leitung begann eine neue Ära für das Veterinärwesen in Österreich, er gilt als Begründer der modernen Tierseuchenbekämpfung.[109]
- Roman-Felleis-Gasse (Stammersdorf), 2004 benannt nach dem Politiker Roman Felleis (1903–1944); er begann seine politische Karriere in der Sozialistischen Arbeiterjugend (SAJ). Nach dem Ende des Österreichischen Bürgerkrieges versammelten sich die ehemaligen Funktionäre der SAJ und gründeten 1934 unter Führung von Roman Felleis und Bruno Kreisky die Revolutionäre Sozialistische Jugend (RSJ). 1939 wurde Felleis von der Gestapo verhaftet. Er starb 1944 durch einen US-amerikanischen Bombenangriff.
- Romaplatz (Donaufeld), 2001 benannt nach der Volksgruppe der Roma, die früher unter dem häufig diskriminierend verwendeten Sammelbegriff Zigeuner bekannt war. Die Benennung erfolgte im Bereich ihres früheren Siedlungsgebietes (das Strandgasthaus Birner auf dem gegenüber liegenden Ufer der Alten Donau ist ein traditioneller Ort für Feiern und Festen der Lovara). Siehe auch Sintiweg, Lovaraweg und Jenischenweg.
- Rosannagasse (Leopoldau), 1953 benannt nach dem Fluss Rosanna in Tirol.
- Rosa-Weber-Weg (Großjedlersdorf), 2011 benannt nach der Politikerin Rosa Weber (1919–1967); sie war von 1959 bis 1967 Nationalratsabgeordnete und von 1959 bis 1967 Frauenreferentin des ÖGB. 1967 verunglückte sie bei einer Bergtour am Großglockner tödlich. Der Weg quert den Kleingartenverein Groß Jedlersdorf, zu dem sie durch ihren Vater, der hier einen Garten hatte, eine besondere Beziehung hatte. Der Rosa-Weber-Hof in der Jedleseer Straße ist ebenfalls nach ihr benannt.
- Rosa-Wien-Gasse (Leopoldau), 2024 benannt nach der Vereinsfunktionärin Rosa Wien (1847–1935). Sie war in mehreren Wohltätigkeitsvereinen tätig, darunter die Auskunftstelle für Wohlfahrtseinrichtungen, die Bedürftigen einen Überblick über die verschiedenen Wohlfahrtseinrichtungen ermöglichte. Während des Ersten Weltkriegs war sie in der kommunalen Kriegsfürsorge aktiv.
- Rosenblattgasse (Leopoldau), 2014 benannt nach der Pädagogin Lena Lieba Gitter Rosenblatt (geb. Lina Rosenblatt, 1905–2000); sie war eine Schülerin von Maria Montessori. Nach ihrer Emigration 1938 arbeitete sie in den USA und schrieb zwölf Bücher über Montessoripädagogik.[110][111] Die Biografie Das große Glück der Lena Lieba Gitter Rosenblatt von Peter W. Schroeder erschien 1996 bei Styria in Graz.
- Rosenzeile (Schwarze Lackenau), 1942 benannt nach den ehemaligen großen Rosenbeständen.
- Rothengasse (Stammersdorf), benannt (Datum unbekannt) nach einem Flurnamen.
- Rubingasse (Leopoldau), 1953 benannt nach dem Edelstein Rubin.
- Rudolf-Maier-Weg (Großjedlersdorf), 2017 benannt nach dem Geistlichen Rudolf Maier (1928–2003); er war von 1962 bis 2003 der Pfarrer von Großjedlersdorf.
- Rudolf-Raschke-Gasse (Strebersdorf), 1992 benannt nach dem Oberleutnant Rudolf Raschke (1923–1945); er schloss sich einer von Major Carl Szokoll geleiteten Widerstandsgruppe an. Im Frühjahr 1945 plante diese die „Operation Radetzky“, deren Ziel es war, die Rote Armee bei der Befreiung Wiens zu unterstützen und größere Zerstörungen zu verhindern. Die Operation wurde verraten und Raschke wurde zusammen mit Alfred Huth und Karl Biedermann am Floridsdorfer Spitz gehängt. Die Biedermann-Huth-Raschke-Kaserne in Penzing erinnert ebenfalls an ihn. Siehe auch die Alfred-Huth-Gasse, die Ferdinand-Käs-Gasse und die Karl-Biedermann-Gasse in Floridsdorf sowie den Carl-Szokoll-Platz im 9. Bezirk Alsergrund.
- Rudolf-Schön-Gasse (Großjedlersdorf), 1997 benannt nach dem Lehrer Rudolf Schön (1908–1979), Landesschulinspektor. Er war ab 1950 in der Lehrerbildungsanstalt tätig und entwarf Lehrpläne für pädagogische Akademien. Schön gilt als „Vater der Mengenlehre“ in Österreich.
- Rudolf-Schön-Weg (Großjedlersdorf), 1997 benannt; siehe Rudolf-Schön-Gasse.
- Rudolf-Virchow-Straße (Jedlesee), 1933 benannt nach dem deutschen Mediziner und Politiker Rudolf Virchow (1821–1902); er gilt unter anderem als Gründer der modernen Pathologie und als einer der bedeutendsten modernen Mediziner überhaupt. Er war Vertreter einer streng naturwissenschaftlich orientierten Medizin.
- Rudolf-Zöhrer-Weg (Stammersdorf), 2006 benannt nach dem Fußballspieler Rudolf Zöhrer (1911–2000); er begann seine Karriere als Tormann in Jedlesee bei der Admira. Während der 1930er Jahre absolvierte der Nationalspieler unter anderem ein Match für das legendäre Wunderteam. Seinen größten Erfolge erreichte er jedoch mit dem Gewinn des Mitropapokals 1936 mit dem FK Austria Wien.
- Ruppweg (Stammersdorf), 1973 benannt nach Karla Rupp (1882–1953), Fürsorgerätin (1922–1934).
- Rußbergstraße (Strebersdorf), 1912 benannt nach einem Flurnamen. Hieß vorher Bahngasse.
- Ruth-Brinkmann-Gasse (Stammersdorf), 2006 benannt nach der US-amerikanischen Schauspielerin Ruth Brinkmann (1934–1997), sie war ab 1963 Mitgründerin und Direktorin des Vienna’s English Theatre.
- Ruthnergasse (Leopoldau, Großjedlersdorf), 1909 benannt nach dem Lehrer Johann Georg Ruthner d. Ä. (1769–1831), und seinem Sohn Johann Georg Ruthner (1816–1853), ebenfalls Lehrer. Die Gasse hieß vorher Grenzgasse.

## S

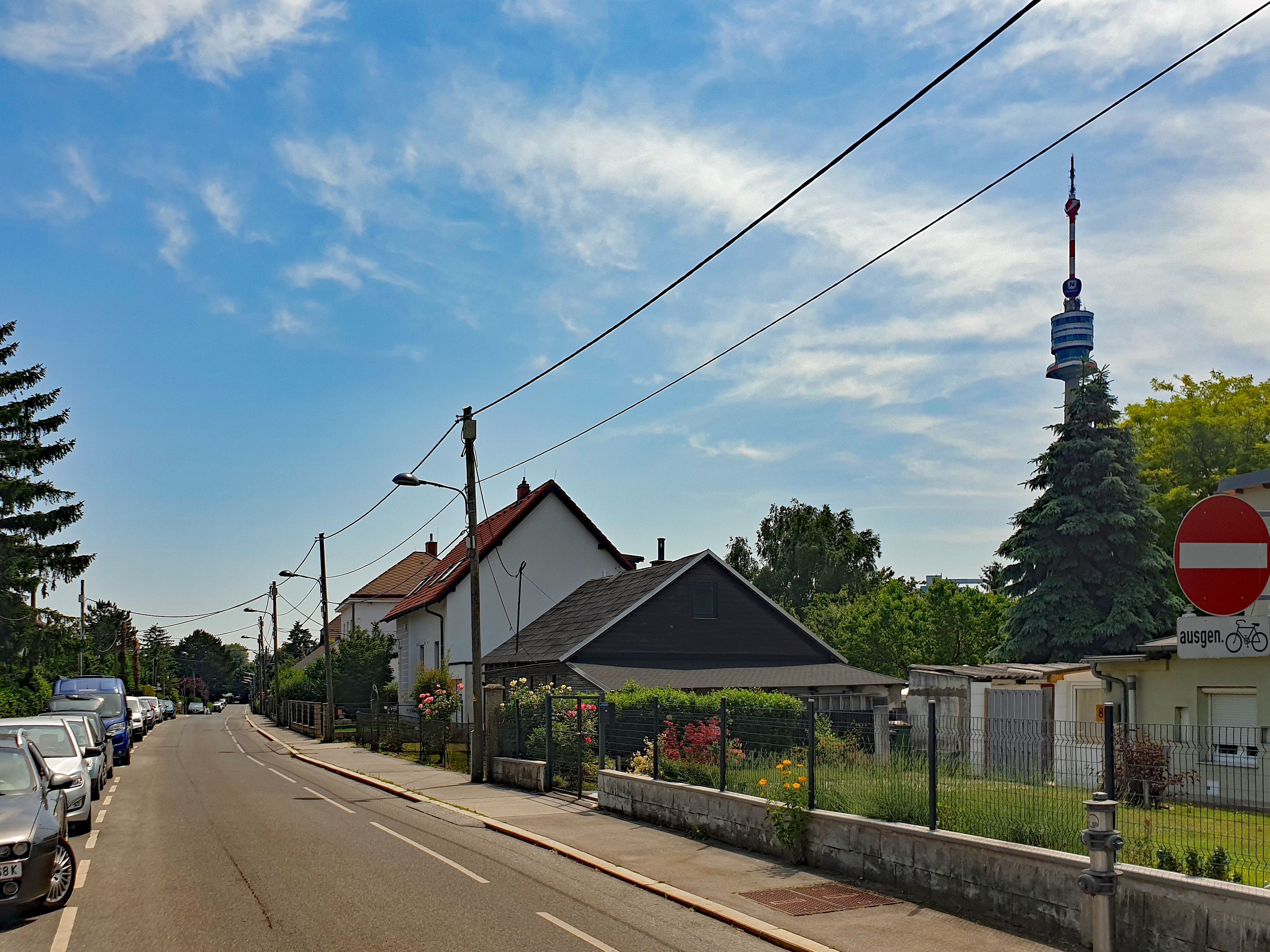
Sandrockgasse

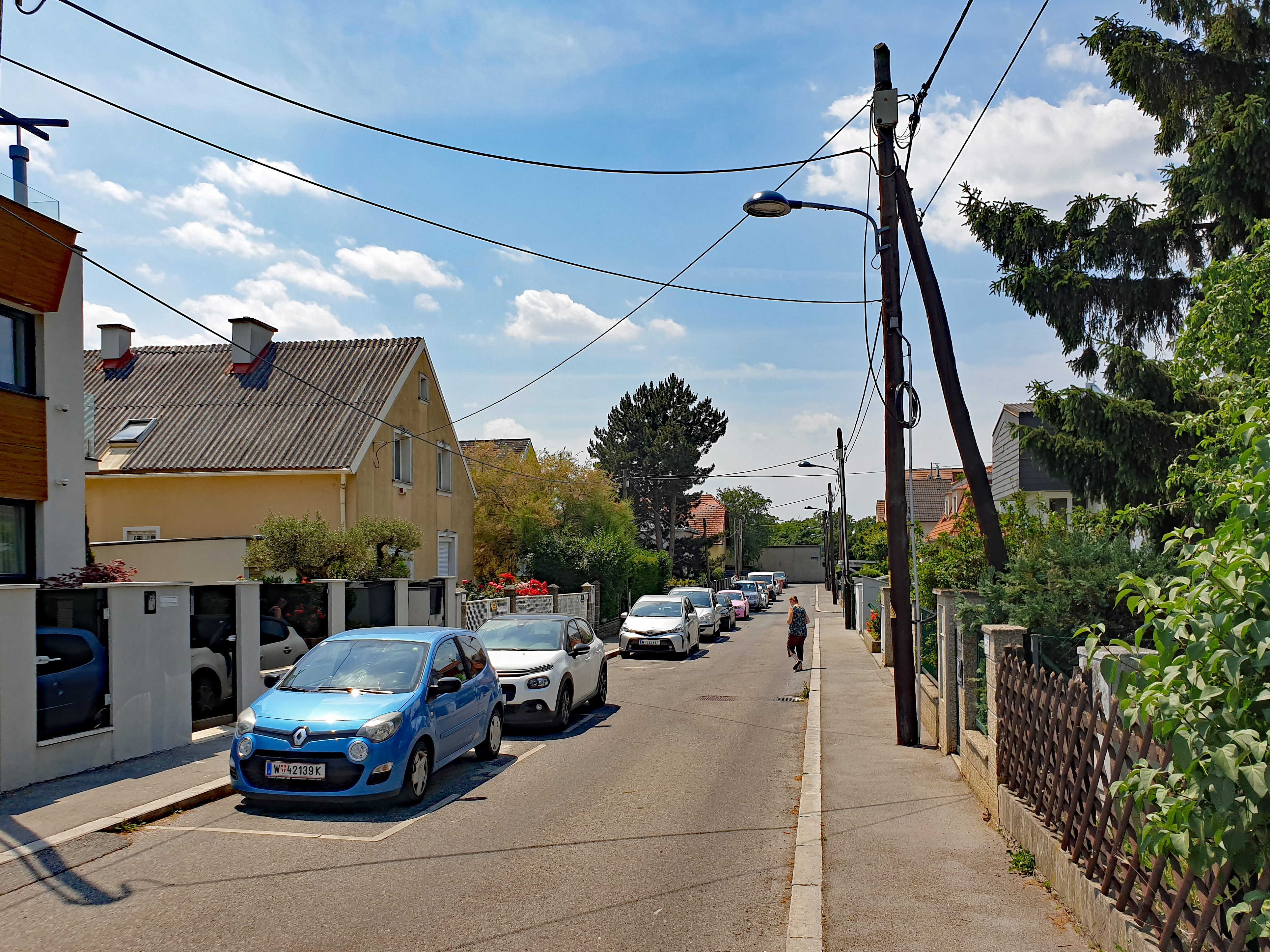
Spanngasse

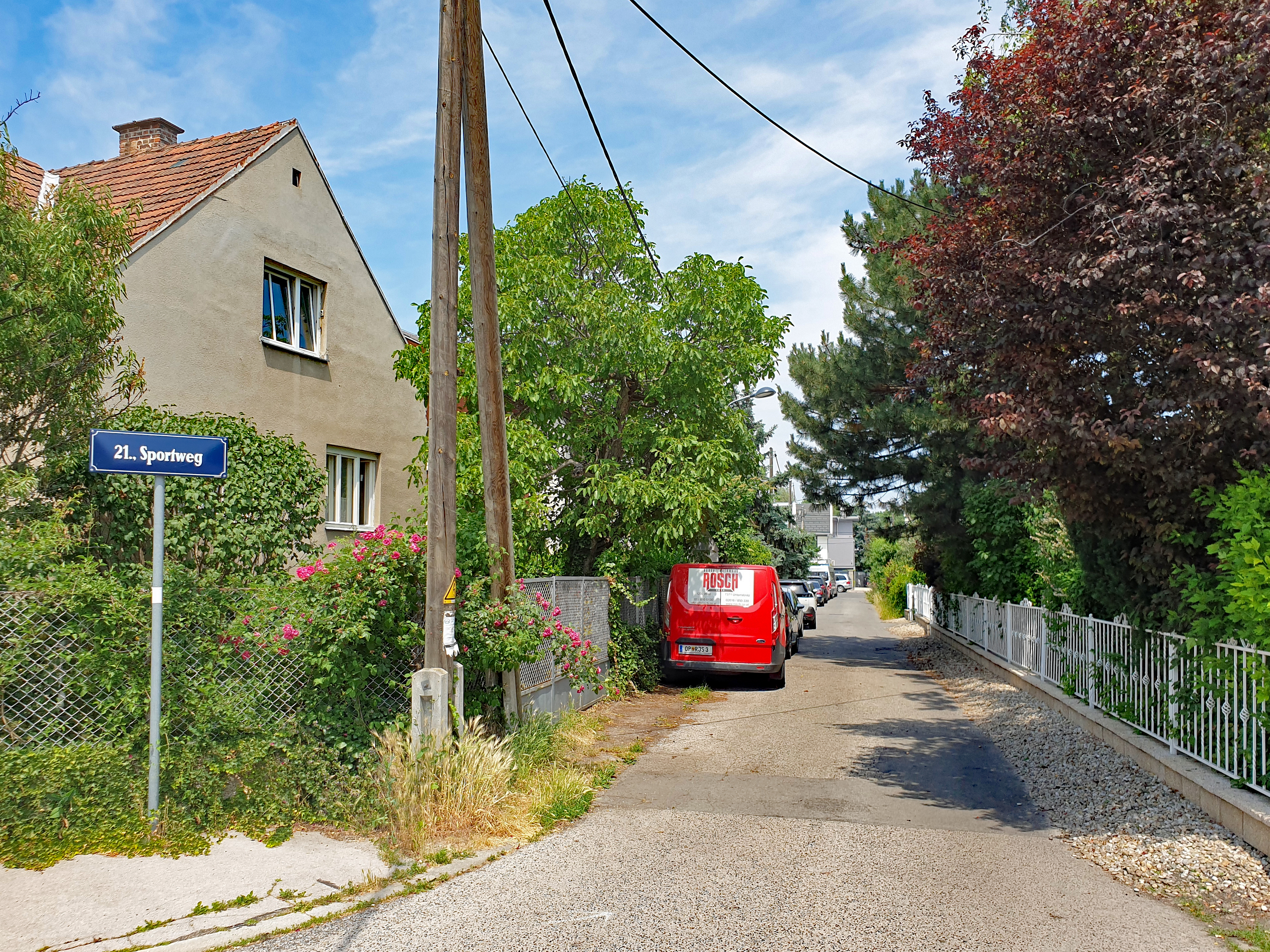
Sportweg

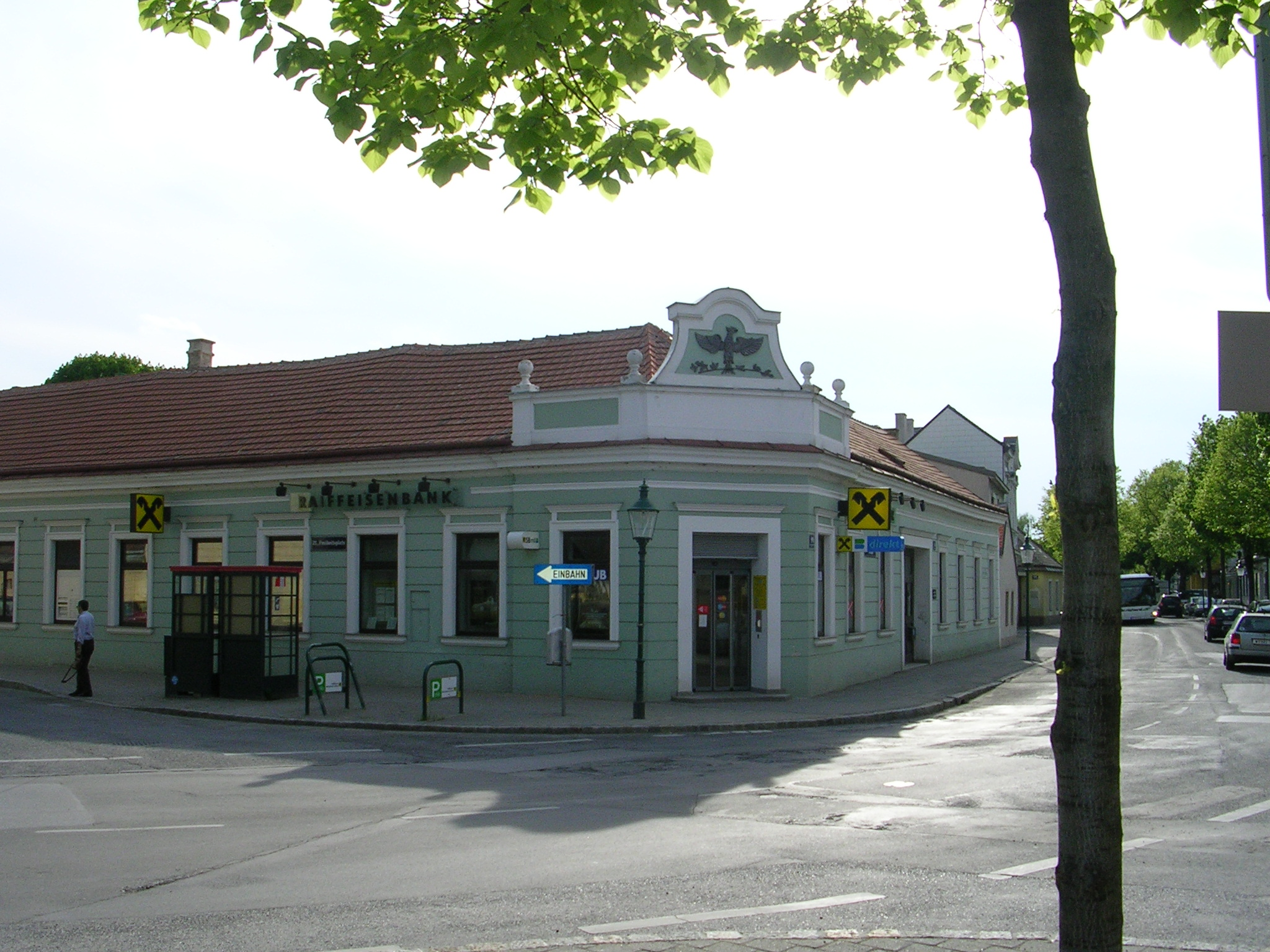
Stammersdorfer Straße

- Salamandergasse (Schwarze Lackenau), 1942 benannt nach dem Schwanzlurch Salamander.
- Salomongasse (Großjedlersdorf), 1936 benannt nach dem Mathematiker Johann Michael Salomon (1793–1856), Professor für Höhere Mathematik am Polytechnischen Institut Wien (1838–1856). Im Jahr 1839 gründete und organisierte er die Allgemeine wechselseitige Kapitalien- und Rentenversicherungsanstalt, deren Generalsekretär er wurde.[112]
- Salvigasse (Stammersdorf), 2010 benannt nach dem italienischen Komponisten und Theaterdirektor Matteo Salvi (1816–1887). Er war Mitglied einer italienischen Truppe, die 1859 / 1860 ein Operngastspiel am Theater an der Wien gab. Salvi blieb in Wien und war 1861–1867, von Kaiser Franz Joseph I. berufen, Direktor des k.k. Hof-Operntheaters.[113]
- Sandauergasse (Leopoldau), 2008 benannt nach dem Komponisten, Kapellmeister und Pianisten Heinz Sandauer (1911–1979). Nach seinem Musikstudium wurde er Arrangeur für Franz Lehár, Emmerich Kálmán und Robert Stolz. Ab den 1920er Jahren war für die RAVAG tätig und 1937 wurde er Dirigent des Wiener Rundfunkorchesters. Ab 1946 arbeitete er für den Sender Rot-Weiß-Rot und später für den ORF. Ab 1963 unterrichtete Sandauer als Professor an der Wiener Musikhochschule. Als Komponist schrieb er Unterhaltungsmusik, konzertante Werke und die Filmmusik für mehr als 30 Filme.[114][115]
- Sandrockgasse (Donaufeld), 1961 benannt nach der deutsch-niederländischen Schauspielerin Adele Sandrock (1863–1937); von 1889 bis 1895 spielte sie am Deutschen Volkstheater in Wien. Sie lernte Arthur Schnitzler persönlich kennen und unterhielt mit ihm eine enge Beziehung. In Wien wurde Sandrock zum Bühnenstar und sorgte durch ihr turbulentes Privatleben und ihre Vertragsbrüche für einige Skandale. Von 1895 bis 1898 war sie, wie ihre ältere Schwester Wilhelmine Sandrock, am Hofburgtheater tätig.
- Sandthalenstraße (Stammersdorf), benannt (Datum unbekannt) nach einem Flurnamen („Sand thal“ = sandiges Gebiet).
- Sandtnergasse (Stammersdorf), benannt (Datum unbekannt) nach Josef Sandtner († 1852), Wohltäter in Stammersdorf.
- Satzingerweg (Donaufeld, Leopoldau), 1901 benannt nach einem Flurnamen („In Satzingen“ = Setzlinge, Neupflanzung).
- Scheffelstraße (Floridsdorf, Donaufeld), 1901 benannt nach dem deutschen Schriftsteller Joseph Victor von Scheffel (1826–1886); er war ein im 19. Jahrhundert viel gelesener deutscher Schriftsteller und Dichter, Autor von Erzählungen und Versepen sowie mehrerer bekannter Liedertexte. Er war indirekter Begründer des Begriffes Biedermeier. Scheffels historische Epen und Erzählungen haben nicht unwesentlich zu dem seit der Bismarckzeit aufkommenden Selbstbild der Deutschen als einer altfränkisch biederen, ungekünstelt zuverlässigen und ernsthaft strebsamen Nation beigetragen.
- Schenkendorfgasse (Donaufeld), 1909 benannt nach dem deutschen Schriftsteller Max von Schenkendorf (1783–1817); er gilt als einer der bedeutendsten Lyriker der Befreiungskriege, an denen er 1813 als Freiwilliger teilnahm. Er schrieb die Texte der Lieder Freiheit, die ich meine und Wenn alle untreu werden. Die Gasse hieß vorher Hamerlinggasse.
- Schererstraße (Leopoldau), 1954 benannt nach dem Germanisten Wilhelm Scherer (1841–1886), Professor für Deutsche Philologie in Wien (1868–1872) und Straßburg (1872–1877), danach Professor für deutsche Literaturgeschichte in Berlin (ab 1877). Scherer gilt als einer der einflussreichsten Germanisten am Ende des 19. Jahrhunderts. Als einer der letzten Vertreter seiner Disziplin vertrat er selbständig alle Hauptgebiete der Germanistik in Forschung und Lehre.
- Scheydgasse (Strebersdorf), 1912 benannt nach dem Müller Sebastian Scheyd (1653–1737), Stifter einer Kapelle (1708). Hieß vorher Bei der Haltestelle.
- Schichtweg (Leopoldau), benannt (Datum unbekannt) nach dem Unternehmer  Georg Schicht („der Jüngere“, 1849–1913); er kam 1883 von Böhmen nach Wien und baute eine Fabrik zur Herstellung von Kristallsoda. 1892 übersiedelte er nach Leopoldau und produzierte dort chemische Produkte, hauptsächlich für die Seifen- und Waschmittelherstellung. Die Georg Schicht AG fusionierte 1929 mit neun anderen Firmen zur österreichischen Unilever AG.[37][116] 2014 wurde auch der Georg-Schicht-Platz nach ihm benannt.
- Schicketanzgasse (Leopoldau), 2004 benannt nach dem volkstümlichen Musiker Helmut Schicketanz (1930–1975), Akkordeonspieler. Im Jahr 1955 gründete er gemeinsam mit Toni Strobl (Gitarre) und Helmut Reinberger (Bass) im Strebersdorfer Lokal „Wannemacher“ das Heurigenkabarett Die 3 Spitzbuben. Das Ensemble spielte in dieser Besetzung sehr erfolgreich bis 1973. Eine Wiedervereinigung wurde durch den frühen Tod von Helmut Schicketanz unmöglich. Siehe auch Toni-Strobl-Platz.
- Schiftergasse (Stammersdorf), 2011 benannt nach dem Journalisten, Schauspieler und Radiomoderator Günther Schifter (1923–2008); er arbeitete von 1949 bis 2000 für den Rundfunk (Sender Rot-Weiß-Rot, ORF) und wurde durch Jazz-, Countrymusik-Sendungen („Western Saloon“) und Sendungen über die Geschichte der Unterhaltungsmusik („Schellacks“) in Österreich zur Radiolegende. 1967 kam er zu Ö3. Mit seiner einprägsamen Stimme war „Howdy“ beim Publikum sehr beliebt.
- Schillgasse (Jedlesee), 1901 benannt nach dem preußischen Offizier Ferdinand von Schill (1776–1809); am Rande der Napoleonischen Kriege führte er mit einem Freicorps einen Kleinkrieg gegen französische Truppen. Seine unüberlegten, mit der Armeeführung nicht abgestimmten Handlungen waren letztlich ohne Erfolg. Durch den wiedererwachten deutschen Patriotismus wurde er aber in Deutschland sehr populär.
- Schippergasse (Großjedlersdorf), 1933 benannt nach dem Anglisten Jakob Schipper (1842–1915), Professor für englische Philologie an der Universität Wien (1877–1913), Dekan (1886–1887), Rektor (1901–1902). Er machte sich vor allem durch kritische Textausgaben von altenglischen, mittelenglischen und schottischen Werken verdient. Sein Hauptwerk waren die „Wiener Beiträge zur deutschen und englischen Philologie“ (3 Bände, 1886–1888).[117]
- Schleidengasse (Großjedlersdorf), 1953 benannt nach dem deutschen Botaniker Matthias Jacob Schleiden (1804–1881), Professor an der Universität Jena (1839–1883) und an der Universität Dorpat (1863–1864). Er stellte gemeinsam mit Theodor Schwann fest, dass die verschiedenen Teile der Pflanzen aus Zellen bestehen und erkannte die Bedeutung des Zellkerns. Schleiden war auch einer der ersten deutschen Botaniker, die Charles Darwins Evolutionstheorie akzeptierten. Siehe auch Schwanngasse.
- Schleifgasse (Großjedlersdorf, Donaufeld), 1901 benannt nach dem Geistlichen Ignaz Schleif (1835–1898), Pfarrer von Floridsdorf (1880–1883).
- Schliemanngasse (Floridsdorf), 1910 benannt nach dem deutschen Kaufmann und Altertumsforscher Heinrich Schliemann (1822–1890), Pionier der Feldarchäologie. Als erster Forscher führte er ab 1870 Ausgrabungen im kleinasiatischen Hisarlık durch und fand die von ihm und zuvor schon anderen Forschern hier vermuteten Ruinen des bronzezeitlichen Troja. Ab 1876 führte er Grabungen in Mykene durch, wo er die berühmten Schachtgräber und die Goldmaske des Agamemnon entdeckte.
- Schlimpweg (Strebersdorf), 2017 benannt nach dem Architekten Carl Schlimp (1834–1901). Er baute unter anderem zahlreiche Hochbauten im Eisenbahnnetz der Monarchie. Der Weg liegt auf dem Gelände der ehemaligen Roigk-Gründe.
- Schlossergasse (Schwarze Lackenau), 1941 benannt nach dem Kunsthistoriker Julius von Schlosser (1866–1938); er war ein wichtiger Vertreter der Wiener Schule der Kunstgeschichte. 1901 wurde er Direktor der Sammlung für Plastik und Kunstgewerbe des Kunsthistorischen Museums (bis 1922). Zum Professor an der Universität Wien wurde er 1905 ernannt und 1922 als Nachfolger von Max Dvořák zum Ordinarius der Lehrkanzel „Kunstgeschichte II“. Die Gasse hieß vorher Engerlinggasse. Im Historikerbericht Straßennamen Wiens seit 1860 als „Politische Erinnerungsorte“ aus dem Jahr 2013 ist die Straße Gruppe C (demokratiepolitisch relevante biographische Lücken) zugeordnet.[22]
- Schlosshofer Straße (Floridsdorf) (bis 1999 amtlich Schloßhofer Straße), 1875 benannt nach Schloss Hof, als Richtungsangabe der Ausfallstraße von Floridsdorf nach Osten. Hieß davor Pressburger Straße.
- Schmiedgassl (Stammersdorf), 2002 benannt nach einer ortsüblichen Bezeichnung.
- Schnorrgasse (Jedlesee), 1937 benannt nach dem deutschen Maler und Radierer und Lithografen Ludwig Ferdinand Schnorr von Carolsfeld (1788–1853) und seinem Bruder Julius Schnorr von Carolsfeld (1794–1872), bekanntester Maler der Nazarenischen Kunst. Beide Maler arbeiteten in Deutschland und anderen Ländern, erhielten aber ihre Ausbildung in Wien. Ludwig Ferdinand Schnorr war ab 1841 Kustos der k.k. Gemäldegalerie im Belvedere.
- Schönthalergasse (Leopoldau), 1932 benannt nach dem Bildhauer und Dekorateur Franz Schönthaler (1821–1904); er war einer der ganz wesentlichen Mitgestalter der Villenarchitektur am Semmering. Aus Schönthalers anfänglich rein persönlichem Projekt wurde dank seiner Verbindungen zur Südbahngesellschaft binnen kürzester Zeit ein vom Wiener Großbürgertum getragenes Phänomen, das innerhalb der herkömmlichen Sommerfrischearchitektur einmalig ist.
- Schöpfleuthnergasse (Floridsdorf), benannt 1893 nach Johann Schöpfleuthner (1827–1896), Gemeinderat in Floridsdorf (1867–1875 und 1882–1896).
- Schotterfeldweg (Großjedlersdorf), 1936 benannt nach einem Flurnamen.
- Schuchardstraße (Stammersdorf), 1956 benannt nach dem deutschen Romanisten Hugo Schuchardt (1842–1927), Professor für Romanistik an der Universität Graz (1876–1900). Durch seine Theorie des Sprachwandels hatte er maßgeblichen Einfluss auf die Entwicklung der Sprachgeographie und die strukturalistische Sprachwissenschaft. Er gilt zudem als Begründer der Kreolistik. Die Straße hieß vorher Türkenstraße.
- Schulzgasse (Jedlesee, Großjedlersdorf), 1901 benannt nach Johann Valentin Graf Schulz (auch Schultz; † 1686), Inhaber des Dragoner-Regiments „Fürst von Liechtenstein“ Nr. 10 (ab 1676); er war als Reitergeneral im Rahmen der Zweiten Türkenbelagerung 1683 an der Befreiung Wiens beteiligt.
- Schumpeterweg (Stammersdorf), 1994 benannt nach dem Wirtschaftswissenschaftler Joseph Schumpeter (1883–1950), österreichischer Finanzminister (1919–1920), Professor an der Universität Graz (1911–1921), Universität Bonn (1925–1932) und an der Harvard University (1932–1950). Bekannt wurde er vor allem als Theoretiker des Kapitalismus, dessen Wesen er als schöpferische Zerstörung charakterisierte. Zu seinen bedeutendsten Werken gehören Theorie der wirtschaftlichen Entwicklung (1911) und Kapitalismus, Sozialismus und Demokratie (1942).
- Schwaigergasse (Floridsdorf, Großjedlersdorf), 1874 benannt nach dem Kaufmann Josef Schwaiger (1805–1893), Ehrenbürger von Jedlersdorf am Spitz; er erwarb sich Verdienste um die Armen.
- Schwanngasse (Großjedlersdorf), 1953 benannt nach dem deutschen Physiologen Theodor Schwann (1810–1882). Nach ihm wurden die Schwannsche Scheide bei Nervenzellen und die Schwann-Zelle benannt. Er entdeckte 1836 das Pepsin und zeigte 1839, dass Tiere und Pflanzen aus Zellen bestehen. Schwann entwickelte im Jahr 1839 zusammen mit Matthias Schleiden die Zelltheorie. Siehe auch Schleidengasse.
- Schwarzenauweg (Strebersdorf), 1964 benannt nach dem Ort Schwarzenau in Niederösterreich.
- Schwarzer Weg (Floridsdorf, Großjedlersdorf), 1988 benannt nach einem vorher schon so nicht amtlich genannten Weg; die genaue Herkunft ist unklar, vielleicht nach dem Bodenbelag aus Schlacke.
- Schwemmäckergasse (Großjedlersdorf), 1913 benannt nach einem Flurnamen.
- Scottgasse (Großjedlersdorf), 1953 benannt nach dem britischen Marineoffizier und Polarforscher Robert Falcon Scott (1868–1912). Er wurde durch seinen Wettlauf um die Ersterreichung des Südpols gegen Roald Amundsen berühmt; von diesem geschlagen, kam Scott gemeinsam mit seinen Begleitern während des Rückmarsches ins Basislager ums Leben. Siehe auch die Amundsenstraße im 14. Bezirk Penzing.
- Sebaldgasse (Leopoldau), 1909 benannt nach dem Geistlichen Ivo Sebald (1838–1904), Pfarrer von Leopoldau (1889–1904); er verfasste ein Buch über den Ort.
- Sebastian-Hofbauer-Weg (Leopoldau), 1994 benannt nach Sebastian Hofbauer (Lebensdaten unbekannt), Ortsrichter; er bestimmte entscheidend die Entwicklung von Leopoldau und errichtete 1823 die Trasse der heutigen Leopoldauer Straße.
- Sebastian-Kohl-Gasse (Donaufeld), 1909 benannt nach dem Arzt Sebastian Kohl (1804–1841), Ortsrichter von Leopoldau; er spendete 1835 für die Kirche. Die Gasse hieß vorher Kohlgasse.
- Selma-Steinmetz-Gasse (Donaufeld), 2017 benannt nach der Pädagogin und Widerstandskämpferin Selma Steinmetz (1907–1979); sie emigrierte 1937 nach Frankreich, schloss sich der Kommunistischen Partei Frankreichs an und beteiligte sich im Widerstand („Travail allemand“). 1945 kehrte sie nach Wien zurück und arbeitete als Bibliothekarin der Wiener Städtischen Büchereien und beim Dokumentationsarchiv des österreichischen Widerstandes.
- Semmelweisgasse (Großjedlersdorf), 1920 benannt nach dem ungarischen Gynäkologen Ignaz Semmelweis (eigentlich Semmelweisz Ignác Fülöp, 1818–1865), Professor für Geburtshilfe an der Universität Pest (1855–1865). Er erkannte die Ursache des Kindbettfiebers und führte als erster Hygienevorschriften für Ärzte und Krankenhauspersonal ein. Semmelweis’ Studien von 1847–1848 gelten als erster praktischer Fall von evidenzbasierter Medizin in Österreich. Nach ihm ist auch die Semmelweis-Frauenklinik in Währing benannt. Siehe auch die Kolletschkagasse im 22. Bezirk Donaustadt.
- Senderstraße (Stammersdorf), benannt (Datum unbekannt) nach dem ehemaligen Mittelwellensender Bisamberg. Der Sendemast wurde 1959 errichtet und war mit 265 m das höchste Bauwerk in Österreich. 1995 wurde der Sendebetrieb eingestellt. Am 24. Februar 2010 wurden die beiden Sendemasten gesprengt.
- Serpentingasse (Leopoldau), 1994 benannt nach dem Mineral Serpentin.
- Seyringer Straße (Leopoldau), 1910 benannt nach dem Ort Seyring in Niederösterreich, zu dem sie führt.
- Shuttleworthstraße (Großjedlersdorf), 1906 benannt nach der Großindustriellenfamilie Shuttleworth, insbesondere dem Unternehmensgründer Joseph Shuttleworth (1819–1883), dessen in Wien als Prokurist wirkenden Bruder, John Shuttleworth († 1890) sowie Joseph Shuttleworths Sohn Alfred (1843–1925).[118] Der britische Landmaschinen-Hersteller Clayton & Shuttleworth (Nathaniel Clayton, 1811–1890; Schwiegervater von Joseph Shuttleworth) war seit 1857 in Wien-Landstraße, Löwengasse 34, fabrikmäßig tätig, 1908 wanderte die Produktionsstätte nach Floridsdorf ab. Der Wasserturm dieser Fabrik existiert heute noch. 1911 fusionierte die Firma mit Hofherr-Schrantz und ging gemeinsam mit dieser 1970 in den Böhler-Werken auf. Siehe auch Hofherr-Schrantz-Gasse und Trauzlgasse.
- Siegfriedgasse (Donaufeld), 1909 benannt nach Markgraf Siegfried I. (ca. 1010–1065) aus der Dynastie der Spanheimer. Im Jahr 1045 wurde er von Kaiser Heinrich III. mit der Markgrafschaft Ungarnmark im östlichen Niederösterreich belehnt. Diese behielt und verwaltete er bis zu seinem Lebensende; danach fiel die Ungarnmark an den Babenberger Ernst den Tapferen, der sie mit seiner Markgrafschaft Österreich vereinigte. Die Gasse hieß erst Untere Ziegelofengasse, dann Rüdigergasse.
- Siemensplatz (Leopoldau, Großjedlersdorf), 1998 benannt; siehe Siemensstraße.
- Siemensstraße (Leopoldau, Großjedlersdorf), 1909 benannt nach dem deutschen Erfinder und Unternehmer Werner von Siemens (1816–1892); er erfand 1846 den Zeigertelegrafen und verwertete die Erfindung, indem er 1847 mit dem Mechaniker Johann Georg Halske die Telegraphen-Bauanstalt Siemens & Halske gründete, die Keimzelle des späteren Unternehmens Siemens. 1879 führte er die erste funktionstüchtige elektrische Lokomotive vor, 1880 baute er den ersten elektrischen Aufzug und 1881 die erste Straßenbahn. Die Straße hieß vorher Großjedlersdorfer Straße und Leopoldauer Straße.
- Siemensweg (Leopoldau), nicht amtliche Bezeichnung.
- Sildgasse (Großjedlersdorf), 1913 benannt nach dem Kaufmann Lambert Sild (1838–1890), Gemeinderat.
- Simmelgasse (Leopoldau), 2011 benannt nach dem Schriftsteller Johannes Mario Simmel (1924–2009); er veröffentlichte 35 Romane, die eine Gesamtauflage von etwa 73 Millionen verkaufter Exemplare erreichten. Leitmotive in vielen seiner Werke sind die Relativierung von Gut und Böse und ein leidenschaftlicher Pazifismus. Seit Jahrzehnten gehört er zu den meistgelesenen Autoren im deutschsprachigen Raum. Werke von ihm wurden in 30 Sprachen übersetzt.[119] Zahlreiche Werke wurden von Regisseuren wie Alfred Vohrer und Roland Klick verfilmt.
- Simone-Veil-Gasse (Leopoldau), 2019 benannt nach der französischen Politikerin Simone Veil (1927–2017). Sie war von 1979 bis 1982 Präsidentin des Europäischen Parlamentes. Danach war sie 1993–1995 französische Ministerin für Soziales, Gesundheit und Stadtwesen im Range einer Staatsministerin.
- Sinawastingasse (Großjedlersdorf, Floridsdorf), 1901 benannt nach der Dienstmagd Anna Sinawast (1825–1891); sie vermachte ihren Nachlass von 3590 Gulden einer Stiftung für verarmte alte Dienstboten.
- Sintiweg (Donaufeld), 2001 benannt nach der Volksgruppe der Sinti, eine Untergruppe der aus Indien nach Europa eingewanderten Roma. Siehe auch Romaplatz, Lovaraweg und Jenischenweg.
- Skraupstraße (Großjedlersdorf), 1940 benannt nach dem böhmisch-österreichischen Chemiker Zdenko Hans Skraup (1850–1910), Professor für Chemie in Graz und Wien. Er beschäftigte sich vor allem mit der Naturstoffchemie und leistete hier grundlegende Beiträge, so gelang ihm die Strukturaufklärung von Chinin und Cinchonin. Im Bereich der Synthese entwickelte er die später nach ihm benannte Skraup-Synthese zur Darstellung von Chinolin.
- Smaragdgasse (Leopoldau), 1953 benannt nach dem Mineral Smaragd.
- Sölchgasse (Leopoldau), 1954 benannt nach dem Geografen Johann Soelch (1883–1951), Professor für Physische Geographie in Innsbruck (1920–1928), Heidelberg (1928–1935) und Wien (ab 1935), Rektor (1947–1948). Er erforschte vor allem die eiszeitlich bedingte Geomorphologie der Alpen. 1951 war er Präsident der Österreichischen Geographischen Gesellschaft.[120]
- Sommerweg (Leopoldau), 2002 benannt nach der Jahreszeit Sommer. Siehe auch Herbstweg und Winterweg.
- Sorgenthalgasse (Leopoldau), 1932 benannt nach dem Beamten und Direktor Conrad Sörgel von Sorgenthal (1735–1805); von 1784 bis zu seinem Tod leitete er die Wiener Porzellanmanufaktur, die unter seiner Führung in wirtschaftlicher wie in künstlerischer Hinsicht („malerische Periode“) einen großen Aufschwung nahm. Sorgenthal war auch oberster Beamter für das staatliche Manufakturwesen.
- Sowinetzgasse (Großjedlersdorf), 2008 benannt nach dem Sänger und Schauspieler Kurt Sowinetz (1928–1991); er war hauptsächlich an Theatern in Wien tätig, spielte aber auch in mehreren Filmen mit. Ab 1955 war er im Wiener Volkstheater engagiert, spielte später im Theater in der Josefstadt und war schließlich ab 1976 Ensemblemitglied des Burgtheaters. Einer breiteren Öffentlichkeit wurde Sowinetz außerdem als Sänger („Alle Menschen san ma z'wider“) bekannt.
- Spanngasse (Donaufeld), 1956 benannt nach dem Gastwirt Matthias Spann (1815–1860); bei der Donauüberschwemmung 1830 rettete er zahlreichen Menschen das Leben. Siehe auch Anton-Bosch-Gasse und Peter-Berner-Straße. Die Gasse hieß vorher Neugasse.
- Sperbergasse (Schwarze Lackenau), 1942 benannt nach der Vogelart Sperber. Hieß vorher Hausgasse.
- Spitzweg (Leopoldau), 2002 benannt nach einem Flurnamen.
- Sportweg (Donaufeld), 1961 benannt nach den Sportanlagen in der Umgebung.
- Spöttlgasse (Strebersdorf, Jedlesee), 1952 benannt nach dem Maler Ignaz Spöttl (1834–1892); er betätigte sich auch als Heimatforscher und Numismatiker. Seine Münzensammlung bildete den Grundstock der heutigen Münzen- und Medaillensammlung des Wien Museums.[121]
- Spundagasse (Strebersdorf), 1979 benannt nach dem Gymnasiallehrer Franz Spunda (1890–1963), der sich auch als Schriftsteller betätigte. Er verfasste zunächst okkulte Romane („Devachan“, 1921, „Baphomet“, 1928), wandte sich dann dem historisch-heroischen Roman zu („Romulus“, 1934; „Alarich“, 1937) und schließlich dem Nationalsozialismus. Während der NS-Zeit war er Landesleiter des „Reichsverbands deutscher Schriftsteller“ für Österreich, davor war er bereits Mitglied im nationalsozialistischen Bund deutscher Schriftsteller Österreichs.[122] Aus diesem Grund wurde er 1945 aus dem Schuldienst entlassen und arbeitete fortan als freier Schriftsteller. Im Historikerbericht Straßennamen Wiens seit 1860 als „Politische Erinnerungsorte“ aus dem Jahr 2013 ist die Straße Gruppe A (intensiver Diskussionsbedarf) zugeordnet.[22]
- St.-Michael-Gasse (Leopoldau), 1961 benannt nach dem Erzengel Michael. Den Christen gilt er vor allem als Bezwinger Satans und Seelenwäger am Tag des Jüngsten Gerichts. Er ist seit der siegreichen Schlacht auf dem Lechfeld 955 Schutzpatron des Heiligen Römischen Reiches und später Deutschlands.
- Staackmanngasse (Strebersdorf), 1960 benannt nach dem deutschen Buchhändler und Verleger Johann August Ludwig Staackmann (1830–1896); er gründete 1869 in Leipzig die Buch- und Verlagshandlung L. Staackmann. 1894 nahm der Verlag den Schriftsteller Peter Rosegger unter Vertrag und übernahm in der Folge das gesamte bis dahin erschienene literarische Werk des Heimatdichters.[123]
- Stadlweg (Leopoldau), 1996 benannt nach den „Scheunen und Stadln“ des ehemaligen Dorfes Leopoldau.
- Stammersdorfer Kellergasse (Stammersdorf), 1999 benannt; selbsterklärende Bezeichnung der Kellergasse in Stammersdorf.
- Stammersdorfer Straße (Stammersdorf), 1941 benannt nach der ehemals selbstständigen Gemeinde Stammersdorf; sie wurde 1177 erstmals urkundlich erwähnt und 1938 nach Wien eingemeindet. Die Straße hieß vorher Gerasdorfer Straße.
- Steidlgasse (Stammersdorf), benannt (Datum unbekannt) nach dem Arzt Josef Steidl (1761–1850), Gemeindearzt von Stammersdorf.
- Steinamangergasse (Strebersdorf), 1978 benannt nach der westungarischen Stadt Szombathely (deutsch: Steinamanger).
- Steinbatzweg (Stammersdorf), 2014 benannt nach dem Landwirt und Winzer Edmund Steinbatz (1915–1968); er betrieb einen Heurigen in Stammersdorf, in dem auch musikalische Darbietungen gegeben wurden.[124] Zeitweise war er auch als Kammerrat der Wiener Landwirtschaftskammer tätig. Der Betrieb firmiert heute als Weingut Wieninger.
- Steinbügelweg (Stammersdorf), benannt (Datum unbekannt) nach einem Flurnamen („Bügel“ = „Bühel“ = Hügel, steiniger Hügel).
- Steinheilgasse (Donaufeld), 1910 benannt nach dem deutschen Physiker, Astronomen und Optiker Carl August von Steinheil (1801–1870); er trat 1849 als Vorstand des Departements für Telegrafie im Handelsministerium in österreichische Dienste ein und erneuerte und erweiterte das Telegraphensystem für alle Kronländer. Er beteiligte sich 1850 auch an der Gründung des Deutsch-Österreichischen Telegraphenvereins. Die Gasse hieß vorher Siemensstraße.
- Stephensongasse (Donaufeld), 1909 benannt nach dem englischen Ingenieur George Stephenson (1781–1848); er war nicht der Erfinder der Dampflokomotive, wohl aber der erfolgreichste Eisenbahnpionier des beginnenden 19. Jahrhunderts. Unter seiner Leitung wurde 1825 die erste öffentliche Eisenbahn der Welt gebaut. In den folgenden Jahren leitete Stephenson den Bau der bedeutendsten Eisenbahnen in England und anderen Ländern und baute Maschinen für diese. Die Gasse hieß vorher von 1887 bis 1901 Gärtnergasse, dann bis 1909 Tegetthoffstraße.
- Stöhrgasse (Strebersdorf), 1954 benannt nach dem Psychologen und Philosophen Adolf Stöhr (1855–1921), Professor für Philosophie an der Universität Wien (ab 1901); als Psychologe und Kritiker der Metaphysik war er ein akademischer Einzelkämpfer, manche seiner Thesen wirken heute okkult. Die Ergebnisse seiner Forschungen veröffentlichte er in „Lehrbuch der Logik in psychologisierender Darstellung“ (1910) und in „Psychologie“ (1917). Der – heute weitgehend vergessene – Wissenschaftler war auch ein bedeutender Volksbildner.[125][126]
- Stooßgasse (Schwarze Lackenau), 1936 benannt nach dem Schweizer Juristen Carl Stooss (1869–1934), Professor für Strafrecht, Strafprozessrecht und Zivilprozessrecht an der Universität Bern (1882–1885 und 1890–1896) und an der Universität Wien (1896–1919). Er gilt als geistiger Schöpfer des schweizerischen Strafgesetzbuches, das maßgeblich die europäische Kriminalpolitik des 20. Jahrhunderts beeinflusste.
- Stowassergasse (Strebersdorf), 1954 benannt nach dem Mittelschullehrer und Altphilologen Joseph Maria Stowasser (1854–1910); er verfasste das Lateinwörterbuch „Der Stowasser“ (1894), das den Status eines Klassikers errang, in zahlreichen Auflagen gedruckt wurde und auch heute noch erscheint.
- Strandgasse (Donaufeld), 1962 benannt nach einem Badestrand an der Alten Donau.
- Strebersdorfer Platz (Strebersdorf), 1912 benannt zur Erinnerung an die ehemals selbstständige Gemeinde Strebersdorf, die 1331 als „Strobelinersdorf“ erstmals urkundlich erwähnt wurde. Die Verkehrsfläche hieß vorher Gemeindegasse.
- Strebersdorfer Straße (Strebersdorf, Stammersdorf, Großjedlersdorf), 1912 benannt; siehe Strebersdorfer Platz. Die Straße hieß vorher Großjedlersdorfer Straße und Jedleseer Straße.
- Strohbogasse (Strebersdorf), 1970 benannt nach einem Grundbesitzer Strobo (sic!, Lebensdaten unbekannt), der um 1000 urkundlich erwähnt wurde.
- Stryeckgasse (Floridsdorf), 1901 benannt nach dem Schuhmachermeister Lorenz Stryeck (1757–1847), Ortsrichter von Jedlersdorf am Spitz (1804–1847).
- Südmährenplatz (Großjedlersdorf), 2016 benannt nach Südmähren, einer Region in Tschechien rund um Brünn, die ursprünglich eine starke deutschsprachige Volksgruppe hatte. Viele Deutsch-Südmährer wandten sich in den 1930er-Jahren dem Nationalsozialismus zu. In der Folge waren sie ab 1945 massiven Repressalien durch die Tschechen ausgesetzt; viele wurden vertrieben bzw. flohen, die meisten nach Österreich. Zwei österreichische Bundespräsidenten, Karl Renner und Adolf Schärf, waren gebürtige Südmährer.
- Sumpfgasse (Schwarze Lackenau), 1942 benannt nach einem Sumpfgebiet beim „Schwarzlackenwasser“, einem ehemaligen Donauarm.

## T
- Tauschekgasse (Leopoldau), 2001 benannt nach dem Techniker und Pionier der Informationstechnik Gustav Tauschek (1899–1945); er entwickelte von 1922 bis 1945 zahlreiche Verbesserungen für die damaligen Rechenmaschinen auf Lochkartenbasis. 169 seiner Patente wurden von IBM angekauft und verwertet. Die Gasse wurde als Kompensation für die Umbenennung der 1964 benannten alten Tauschekgasse (Großjedlersdorf, siehe Dragoungasse) benannt.
- Teslagasse (Jedlesee), 1952 benannt nach dem Physiker Nikola Tesla (1856–1943); seine wichtigste technische Neuerung war der zweiphasige elektrische Generator, der dem Wechselstrom zum weltweiten Siegeszug verhalf. Die physikalische Einheit „Tesla (T)“ für die magnetische Flussdichte ist seit 1960 nach ihm benannt.
- Tetmajergasse (Großjedlersdorf), 1917 benannt nach dem Ingenieur Ludwig von Tetmajer (1850–1905), Professor am Polytechnikum Zürich (1878–1901) und an der Technischen Hochschule Wien (1901–1905). Er war ein Pionier der Werkstoffprüfung und Werkstoffforschung und Begründer der Eidgenössischen Materialprüfungs- und Forschungsanstalt (1880).
- Thayagasse (Leopoldau), 1953 benannt nach dem Fluss Thaya in Niederösterreich.
- Theodor-Körner-Gasse (Donaufeld), 1909 benannt nach dem deutschen Dichter und Dramatiker Theodor Körner (1791–1813); er schrieb patriotische Lieder gegen Napoleon und kämpfte als Freiwilliger gegen Frankreich. Während sein Theaterschaffen fast völlig in Vergessenheit geriet, war er in Deutschland als „vaterländischer“ Held sehr populär. Körner lebte in den Jahren 1811–1813 in Wien. Die Gasse hieß vorher Vereinsstraße.
- Theumermarkt (Stammersdorf), 1994 benannt nach dem Bezirkspolitiker Ernst Theumer (1890–1978); er leitete ab 1945 den Aufbau der SPÖ-Parteiorganisation in Stammersdorf und war von 1948 bis 1959 Bezirksvorsteher von Floridsdorf. Der Ernst-Theumer-Hof in der Gerasdorfer Straße ist ebenfalls nach ihm benannt.[127]
- Thomagasse (Großjedlersdorf), 1909 benannt nach Josef Thoma (1835–1892), Hauptmann der Freiwilligen Feuerwehr Großjedlersdorf und Gemeinderat. Hieß vorher Albengasse.
- Tiefweg (Donaufeld), nicht amtliche Bezeichnung.
- Tilakstraße (Stammersdorf), Benennungsdatum und Herkunft unbekannt.
- Töllergasse (Leopoldau), 1910 benannt nach dem Amtmann Georg Töller (Lebensdaten unbekannt); er schenkte 1453 der Gemeinde Leopoldau ein Haus für die Armen.
- Tomaschekstraße (Jedlesee, Schwarze Lackenau), 1933 benannt nach dem tschechisch-österreichischen Geographen und Orientalisten Wilhelm Tomaschek (eigentlich Vilém Tomášek, 1841–1901), Professor an der Universität Graz, (1877–1885) und an der Universität Wien (ab 1885). Seine Forschungstätigkeit richtete sich auf die Historische Geographie Südostasiens.
- Tonfabrikgasse (Strebersdorf), 1985 benannt nach der 1870 gegründeten ersten Floridsdorfer Tonwarenfabrik Lederer & Nessényi.
- Toni-Fritsch-Weg (Großjedlersdorf), 2011 benannt nach dem Fußball- und Football-Spieler Toni Fritsch (1945–2005); er spielte ab 1957 als Fußballer beim SK Rapid Wien, absolvierte 123 Meisterschaftsspiele und wurde dreimal Österreichischer Meister. Seinen Spitznamen „Wembley-Toni“ erhielt er, als er 1965 zwei Tore zum sensationellen 3:2-Sieg gegen England im Londoner Wembley-Stadion erzielte. Ab 1971 wechselte Fritsch als Kicker zum American Football und gewann 1972 mit den Dallas Cowboys die Super Bowl VI. Er gilt nach wie vor als der in den USA erfolgreichste österreichische Football-Spieler.
- Toni-Strobl-Platz (Großjedlersdorf), 2008 benannt nach dem volkstümlichen Musiker Toni Strobl (1925–2006). Im Jahr 1955 gründete er als Gitarrist gemeinsam mit Helmut Schicketanz (Akkordeon) und Helmut Reinberger (Bass) im Strebersdorfer Lokal „Wannemacher“ das Heurigenkabarett Die 3 Spitzbuben. Das Ensemble spielte in dieser Besetzung sehr erfolgreich bis 1973. Siehe auch Schicketanzgasse.
- Topasplatz (Leopoldau), 1953 benannt nach dem Mineral Topas.
- Trauzlgasse (Strebersdorf), 1971 benannt nach dem ehemaligen Floridsdorfer Industriebetrieb „Trauzl-Werke“; dieser wurde 1969 mit dem Unternehmen Hofherr-Schrantz fusioniert und ging 1970 schließlich in den Böhler-Werken auf. Siehe auch Hofherr-Schrantz-Gasse und Shuttleworthstraße.
- Triestinggasse (Leopoldau), 1953 benannt nach dem Fluss Triesting im südöstlichen Wienerwald.
- Trillergasse (Großjedlersdorf), 1900 benannt nach dem Hofkontrollor Andreas Triller; er stiftete 1650 das „Trillerkreuz“ an der Ecke Brünner Straße – Thomagasse, einst ein Wahrzeichen von Jedlersdorf. Hieß vorher ab 1898 Thomasgasse.
- Trisannagasse (Leopoldau), 1953 benannt nach dem Fluss Trisanna in Tirol.
- Tschaikowskygasse (Jedlesee), 1937 benannt nach dem russischen Komponisten Pjotr Iljitsch Tschaikowski (1840–1893); er gilt als bedeutendster russischer Komponist des 19. Jahrhunderts. Zu seinen Hauptwerken zählen die Opern Eugen Onegin und Pique Dame sowie die Ballette Schwanensee und Der Nussknacker.
- Tschechowgasse (Schwarze Lackenau), 1932 benannt nach dem russischen Schriftsteller Anton Pawlowitsch Tschechow (1860–1904); er schrieb und publizierte insgesamt über 600 literarische Werke. International ist Tschechow vor allem als Dramatiker durch seine Theaterstücke wie Drei Schwestern, Die Möwe oder Der Kirschgarten bekannt. Er gilt als einer der bedeutendsten Autoren der russischen Literatur.
- Tulzergasse (Stammersdorf), 1979 benannt nach dem Oberlehrer Georg Tulzer (1870–1927), Gemeinderat in Stammersdorf.
- Türkenbundweg (Stammersdorf), 1953 benannt nach der Lilienart Türkenbund.
- Türkisgasse (Leopoldau), 1953 benannt nach dem Mineral Türkis.

## U

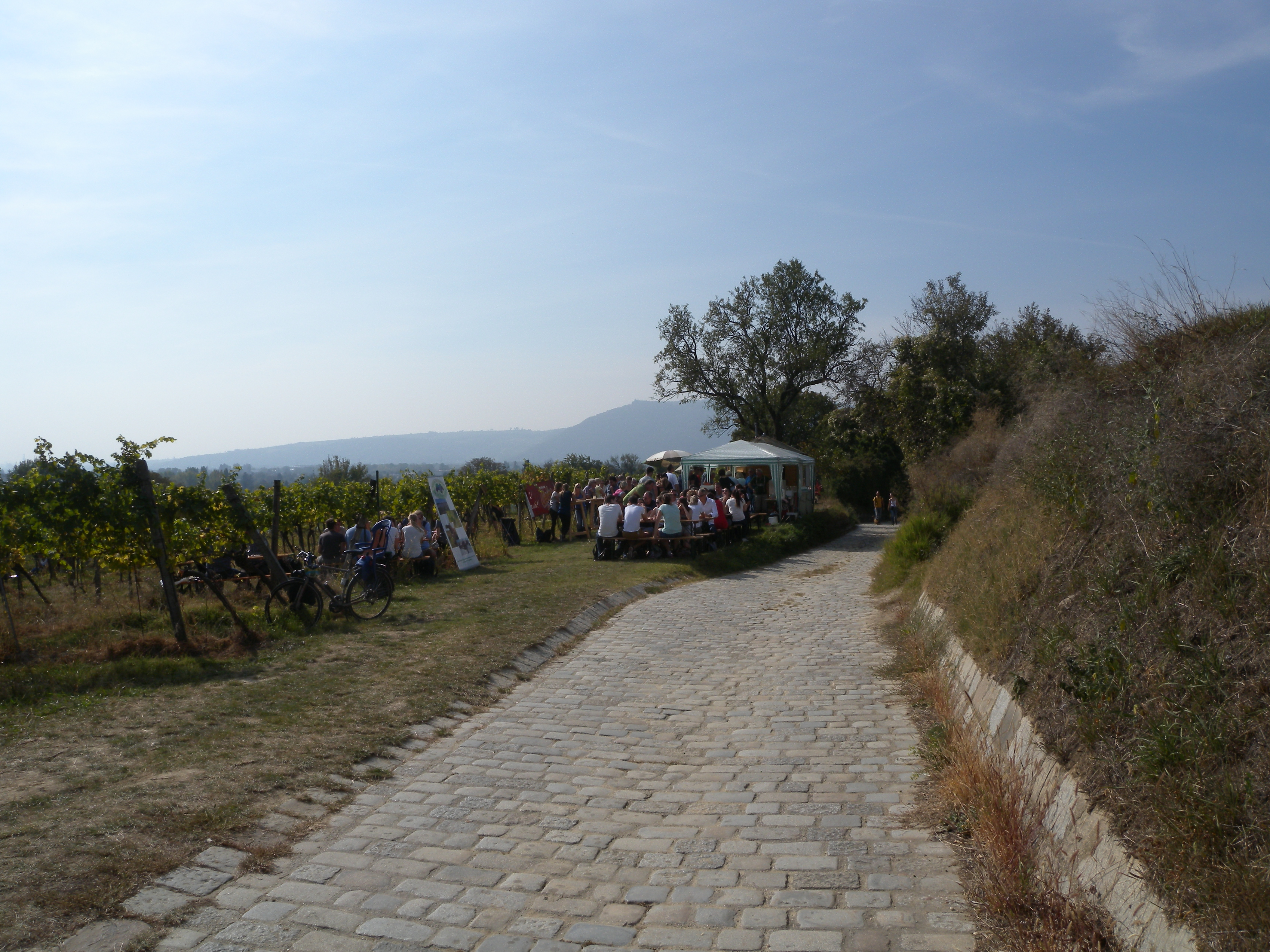
Untere Jungenberggasse

- Überfuhrstraße (Jedlesee, Schwarze Lackenau), 1876 benannt nach einer ehemaligen Überfuhr (Fähre) über die Donau von Jedlesee nach Nussdorf.
- Uhlirzgasse (Leopoldau), 1954 benannt nach dem Historiker Karl Uhlirz (1854–1914), Archivar in Wien (1882–1903), Professor für österreichische Geschichte an der Universität Graz (ab 1903). Während seiner Archivarstätigkeit beschäftigte er sich mit der Geschichte Wiens und der Entwicklung des Städtewesens. Hieraus gingen die „Quellen zur Geschichte der Stadt Wien“ hervor (13 Bände, 1896–1927).
- Uhugasse (Schwarze Lackenau), 1942 benannt nach der Vogelart Uhu. Hieß vorher Gründergasse.
- Untere Jungenberggasse (Stammersdorf), benannt (Datum unbekannt) nach einem Flurnamen.
- Untere Sätzen (Strebersdorf), 1920 benannt nach einem Flurnamen. Hieß davor Kellergasse.

## V

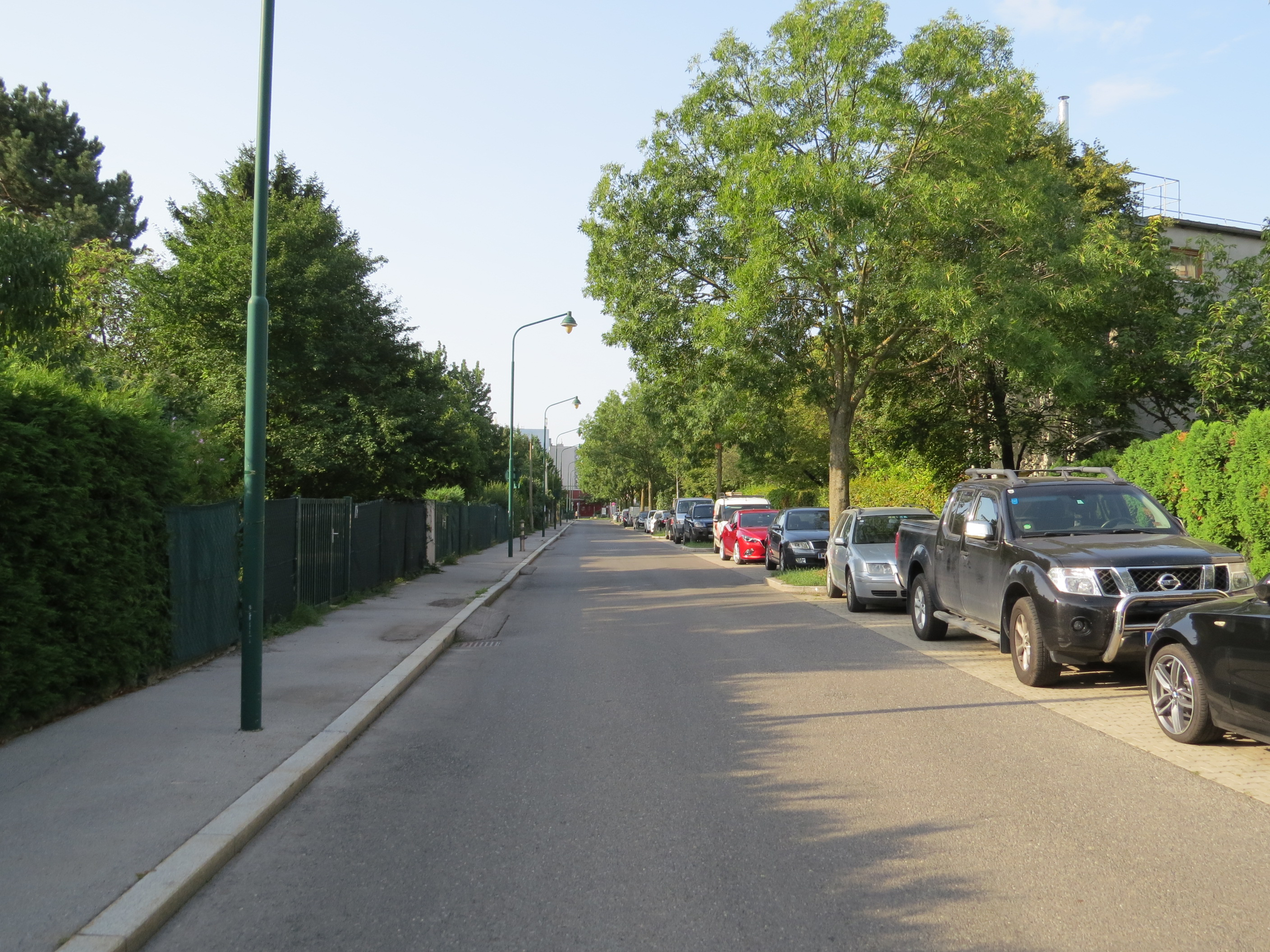
Voglgasse

- Verbindungsweg (Donaufeld), Benennungsdatum unbekannt; Weg in einer Kleingartensiedlung.
- Veterinärplatz (Leopoldau), 1997 benannt nach der Veterinärmedizinischen Universität, die sich an dieser Adresse befindet. Sie wurde im Jahr 1765 als älteste einschlägige Schule im deutschsprachigen Raum von Maria Theresia als „Lehrschule zur Heilung der Viehkrankheiten“ gegründet. Ab 1795 wurde sie als „Militair-Thierarzneyschule“ geführt. Siehe auch Wolsteingasse.
- Viehtriftgasse (Leopoldau), 1993 benannt nach einem Flurnamen. Die Viehtrift ist ein Begriff aus der Landwirtschaft und beschreibt einen Weg, der zum Vieh-Austreiben genutzt wird, das heißt vom Stall bis zur Weide.
- Voglgasse (Großjedlersdorf), 1993 benannt nach dem Fußballspieler Adolf Vogl (1910–1993), Angehöriger des Wunderteams. Gemeinsam mit Toni Schall bildete er in den 1930er Jahren bei der Admira sowie in der Nationalmannschaft das wohl berühmteste linke Sturmduo in der österreichischen Fußballgeschichte; siehe Anton-Schall-Gasse.
- Vohburggasse (Strebersdorf), 1970 benannt nach dem Markgrafen Berthold von Vohburg († 1209).[128] Die Vohburger, ein Markgrafengeschlecht aus Cham am Regen, waren die ersten Besitzer von Strebersdorf. Berthold von Vohburg schenkte 1155 den Hof „Strobersdorf“ dem Kloster Reichenbach.
- Voltagasse (Jedlesee, Großjedlersdorf), 1901 benannt nach dem italienischen Physiker Alessandro Giuseppe Antonio Anastasio Graf von Volta (1745–1827), einer der Begründer des Zeitalters der Elektrizität. Seine größte und erfolgreichste Erfindung war die um 1800 konstruierte Voltasche Säule, die erste funktionierende Batterie. Die physikalische Einheit „Volt (V)“ für die elektrische Spannung ist nach ihm benannt (1897).
- Voltelinistrasse (Schwarze Lackenau), 1940 benannt nach dem Juristen Hans von Voltelini (1862–1938), Professor für österreichische Geschichte an der Universität Innsbruck (1902–1908), Professor für Rechtsgeschichte an der Universität Wien (ab 1908); er verfasste Abhandlungen über die Stadt Wien, die Stadtverfassung, das Stadtbild und die Sozialgeschichte Wiens.
- Vorwärtsplatz (Leopoldau), 2007 benannt nach dem ehemaligen Fußballklub „Vorwärts XXI“, der in diesem Bezirksteil seine Heimat hatte. Der Fußballplatz „Elite Vorwärts XXI“ in der Josef Baumanngasse erinnert heute noch an den Verein.

## W

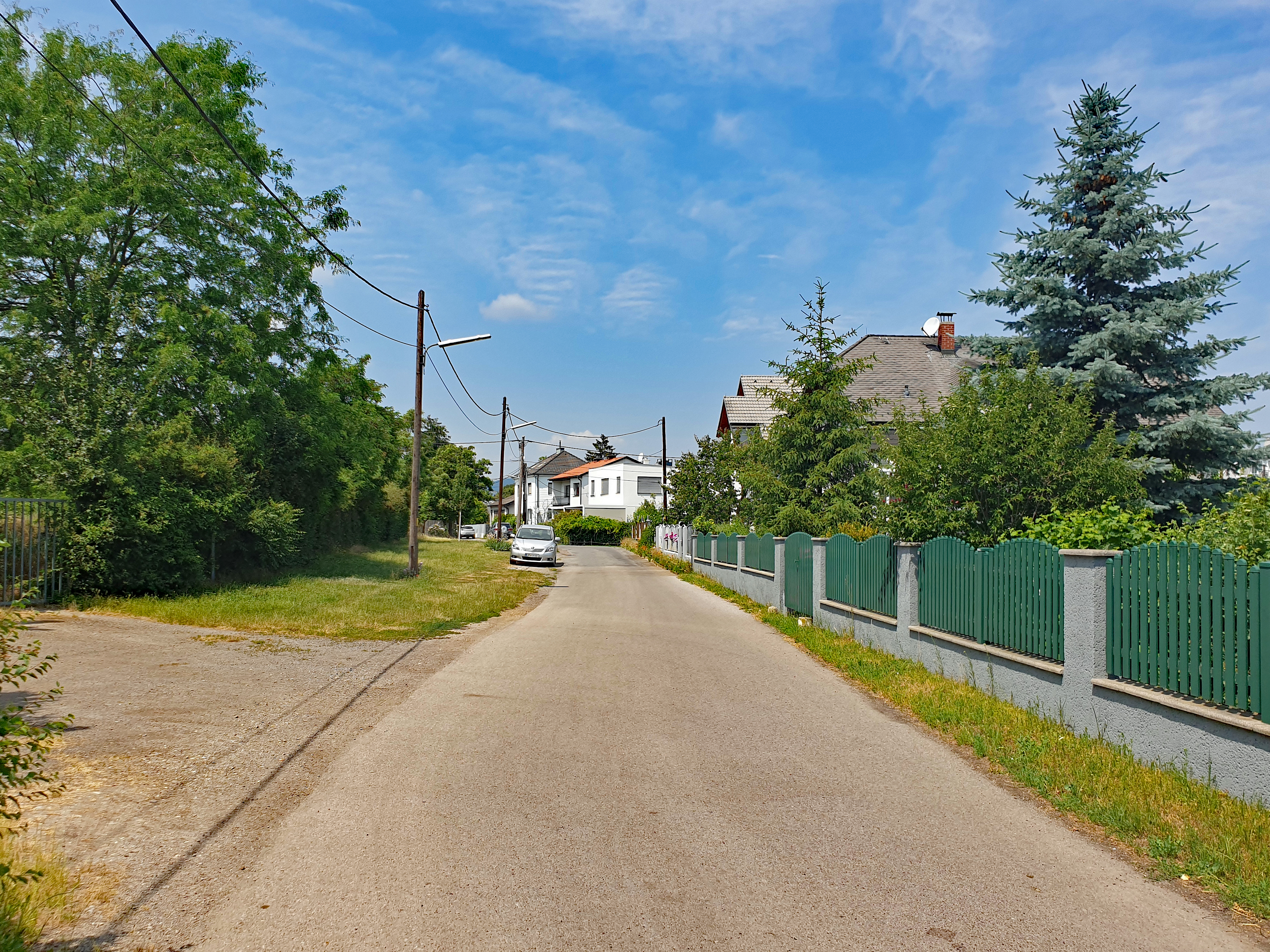
Walkergasse

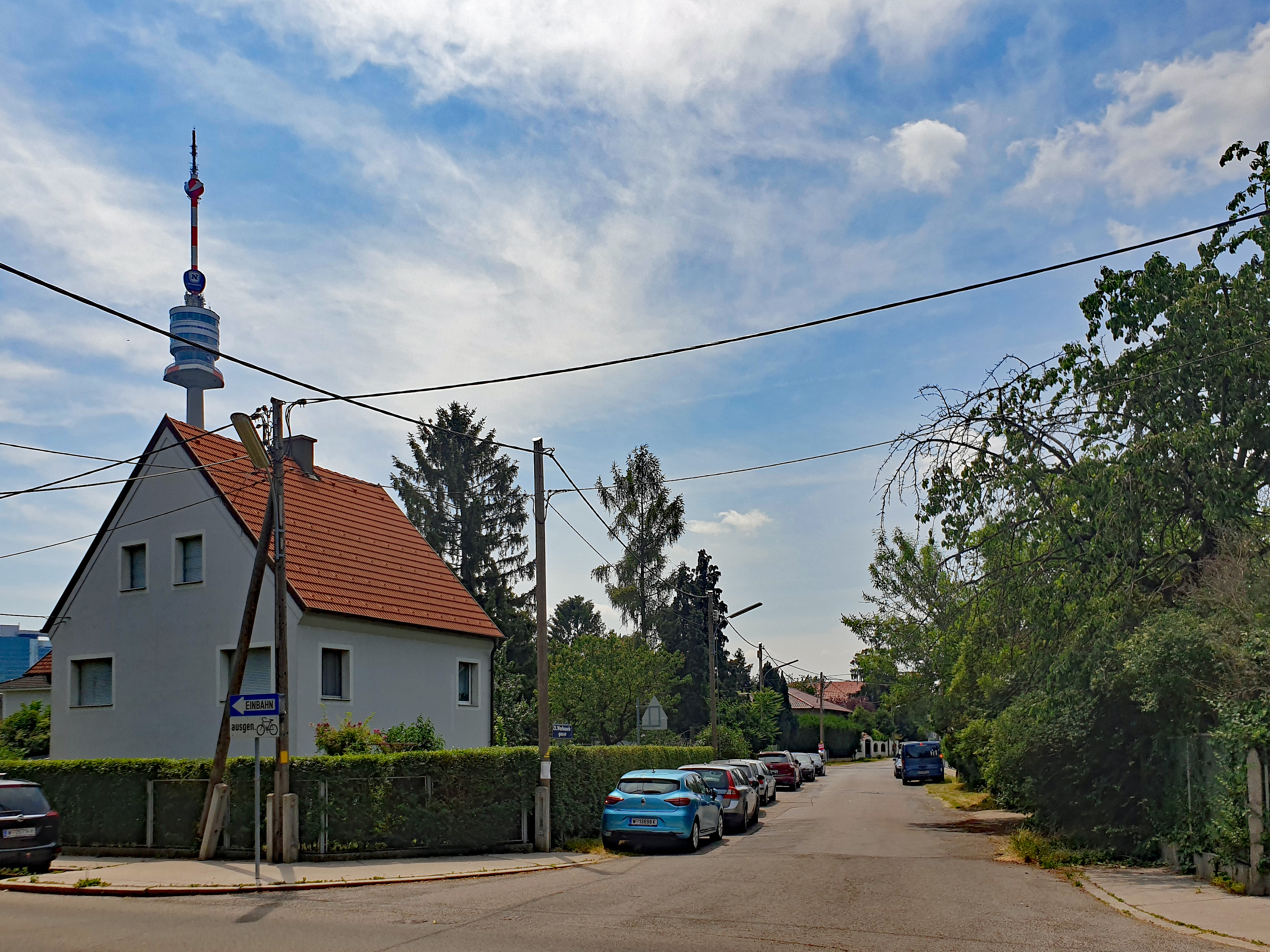
Warhanekgasse

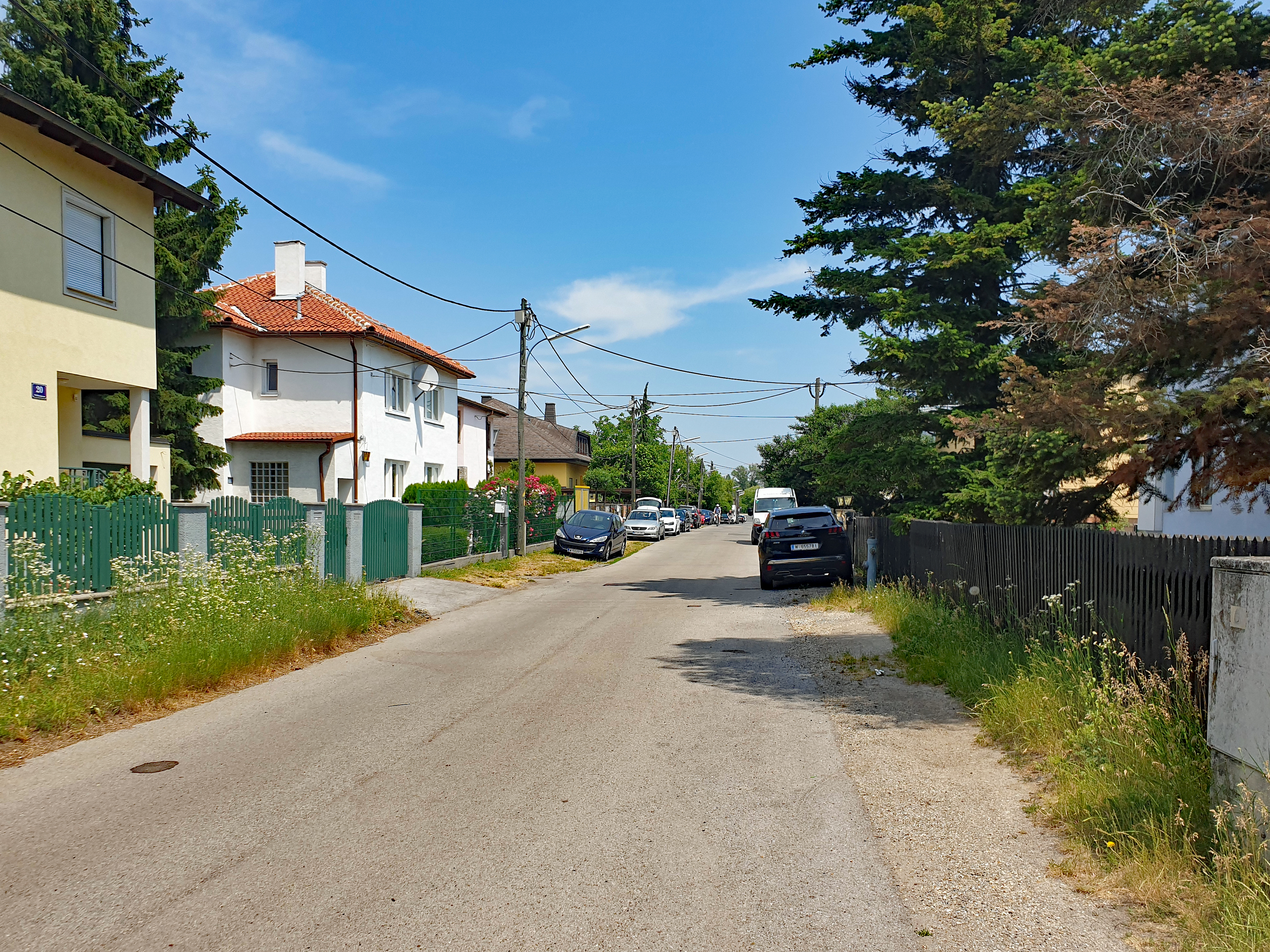
Wildbadgasse

- Wacholderweg (Leopoldau), 1960 benannt nach dem Nadelholzgewächs Wacholder.
- Wagramer Straße (Leopoldau), 1910 benannt; sie führt nach Deutsch-Wagram in Niederösterreich. Die Straße hieß um 1830 Holitscher Straße (nach dem Ort Holitsch am slowakischen Ufer der March), später Kagraner Straße, Leopoldauer Straße, bis 1909 Kagraner Reichsstraße und Süßenbrunner Straße.
- Walkergasse (Donaufeld), 1956 benannt nach dem Juristen Gustav Walker (1868–1944), Professor an der Universität Wien (ab 1909), Präsident des österreichischen Abrechnungsgerichtshofs, Präsident der International Law Association London; er versuchte, die Bindung zwischen Internationalem Recht, Völkerrecht und Internationalem Privatrecht herzustellen.[129] Die Gasse hieß vorher Schießstattgasse.
- Waltenbergergasse (Strebersdorf), 1956 benannt nach dem Eisenbahner Johann Waltenberger (1876–1952); er gründete die Gewerkschaftssektion am Floridsdorfer Bahnhof. Waltenberger war Sektionsleiter der Sozialdemokratischen Arbeiterpartei in Strebersdorf und von 1919 bis 1934 sowie von 1945 bis 1949 Bezirksrat in Floridsdorf.[130]
- Walter-Schwarzacher-Gasse (Leopoldau), 1968 benannt nach dem Gerichtsmediziner Walter Schwarzacher (1892–1958), Universitätsprofessor und Vorstand des Instituts für Gerichtliche Medizin der Universität Wien, Vizepräsident des Obersten Sanitätsrates.
- Wankläckergasse (Leopoldau, Großjedlersdorf), 1953 benannt nach einem Flurnamen.
- Wannemachergasse (Großjedlersdorf), 1910 benannt nach dem Geistlichen Martin Wannemacher (1787–1845), Pfarrer von Jedlersdorf. Nach der Verwüstung der Kirche durch die Franzosen (1809) wurde ein Marienbild, das Jedlersdorf zu einem Wallfahrtsort machte, im Karmeliterinnenkloster in der Leopoldstadt aufbewahrt, bis Pfarrer Martin Wannemacher es wieder nach Jedlersdorf zurückholte (1824).[131]
- Warhanekgasse (Donaufeld), 1956 benannt nach dem Juristen Karl Warhanek (1860–1945), Mitglied des Obersten Gerichtshofes; er war Experte für Jugendrechtsfragen und ein prominenter Gegner der Todesstrafe. Die Gasse hieß vorher Invalidengasse.
- Wassermanngasse (Leopoldau), 1970 benannt nach dem deutschen Schriftsteller Jakob Wassermann (1873–1934); er schrieb Romane, Novellen und Bühnenwerke.
- Wedekindgasse (Floridsdorf, Donaufeld), 1933 benannt nach dem deutschen Schriftsteller und Schauspieler Frank Wedekind (1864–1918), Werbetexter bei der Firma Maggi (1886–1887), dann Journalist und freier Schriftsteller. Er schrieb Dramen, die sich gegen traditionelle Moralvorstellungen und ein erstarrtes Bürgertum richteten („Lulu“, „Frühlings Erwachen“, „Franziska“).
- Weilandgasse (Stammersdorf), 1966 benannt nach dem Versicherungsbeamten Josef Weiland (1882–1961); er lebte seit 1920 in Stammersdorf, betätigte sich ab 1927 als Mundartdichter und war Obmann des Vereins der Mundartfreunde Österreichs. Seine bekanntesten Werke sind „Aus da Weingegnd“ (1927) und „'s Hauerrastl“ (1932).[132][133] Die Gasse hieß ursprünglich Esterházygasse und ab 1956 Smitalgasse.
- Weinlich-Amann-Gasse (Leopoldau), 2018 benannt nach der Musikerin Josefine Weinlich-Amann (1840–1887). Sie gründete 1868 in Wien ein Damenquartett, das sich zum ersten Frauenorchester Europas entwickelte. Als Wiener Damencapelle unternahm man Tourneen durch Ungarn, Italien und Deutschland. Später umfasste das Ensemble dreißig internationalen Musikerinnen und trat unter dem Namen Europäisches Damenorchester auf.[134]
- Weinsteiggasse (Stammersdorf), benannt (Datum unbekannt) nach einem Flurnamen.
- Weisselgasse (Floridsdorf, Großjedlersdorf, Donaufeld), 1946 benannt nach dem Feuerwehroffizier Georg Weissel (1899–1934); als Wachkommandant der Wiener Berufsfeuerwehr führte er 1934 die Feuerwehrmänner von Floridsdorf dabei an, bewaffneten Widerstand gegen das Regime Dollfuß zu leisten. Der Widerstand scheiterte, Weissel wurde verhaftet und hingerichtet. Der Georg-Weissel-Hof ist ebenfalls nach ihm benannt. Die Gasse hieß vorher Kretzgasse und Obermayergasse.
- Weißenwolffgasse (Schwarze Lackenau), 1914 benannt nach dem Offizier Nikolaus Graf von Weißenwolff (1763–1825); in den Schlachten bei Aspern und Wagram (1809) befehligte er eine Infanterie-Brigade im Hillerschen Armeekorps. Er wurde mit dem Ritterkreuz des Maria-Theresia-Ordens ausgezeichnet und zum Feldmarschallleutnant befördert.[135]
- Weißingergasse (Leopoldau), 1993 benannt nach Hellmut Weißinger (1916–1992), Gemeinderat (1977–1978), Bezirksrat (1960–1977 und 1978–1983), SPÖ.
- Wenhartgasse (Jedlesee), 1910 benannt nach dem Geistlichen Vinzenz Wenhart (1831–1893), Pfarrer von Jedlesee (1869–1893).
- Werndlgasse (Großjedlersdorf), 1913 benannt nach dem Waffenproduzenten Josef Werndl (1831–1889); er entwickelte den bahnbrechenden Tabernakelverschluss für Hinterlader, mit dem er sich bei Aufträgen der k.u.k. Armee gegen den Konkurrenten Remington durchsetzte. Mit zeitweise über 15.000 Beschäftigten war seine Österreichische Waffenfabriksgesellschaft (OEWG) die größte Waffenfabrik Europas. Die Gasse hieß ursprünglich Nordbahngasse, dann Nordwestbahn-Kolonie und bis 1913 Rieplgasse.
- Wettsteingasse (Schwarze Lackenau), 1942 benannt nach dem Botaniker Richard Wettstein (1863–1931), Professor für Botanik und Direktor des Botanischen Gartens der Universität Wien; er verfasste das „Handbuch der systematischen Botanik“ (2 Bände, 1901–1908). Die Pflanzengattungen Wettsteinia und Wettsteiniola sind nach ihm benannt. Sein Porträt war ab 1962 auf der 50-Schilling Banknote zu sehen. In der Leopoldstadt ist auch der Wettsteinpark nach ihm benannt.
- Wiener Gasse (Jedlesee), Benennungsdatum unbekannt; sie führte seinerzeit Richtung Wien.
- Wildbadgasse (Donaufeld), 1961 benannt; die Gasse liegt in der Siedlung Bruckhaufen, dort wurde einst „wild“ gebadet.
- Wildgänsegasse (Donaufeld), 1962 benannt nach dem Schwimmvogel Graugans.
- Wildnergasse (Schwarze Lackenau), 1926 benannt nach Gustav Wildner (1869–1925), Vorstand des Fürsorgeamtes in Floridsdorf.
- Wilhelm-Raab-Gasse (Floridsdorf), 1912 benannt nach dem Mühlenbesitzer Wilhelm Raab (1818–1893), er galt als Wohltäter in seiner Gemeinde.
- Winkeläckerstraße (Jedlesee, Strebersdorf), 1929 benannt nach einem Flurnamen; Winkeläcker bezeichneten unregelmäßig verlaufende Felder.
- Winkeläckerweg (Strebersdorf), 2003 benannt; siehe Winkeläckerstraße.
- Winterweg (Leopoldau), 2003 benannt nach der Jahreszeit Winter. Siehe auch Herbstweg und Sommerweg.
- Wohlfahrtsweg (Leopoldau), 2017 benannt. Dieser Weg liegt auf dem Gelände des vormaligen Gaswerks Leopoldau und erinnert an die Unterstützung der Gaswerksarbeiter durch die Gemeinde Wien mit zeitgemäßen sozialen Einrichtungen bei dessen Inbetriebnahme 1911. Diese umfassten unter anderem Waschräume, Kantinenräume u. ä., die im heute denkmalgeschützten „Wohlfahrtsgebäude“ untergebracht waren, an dessen Nordseite der Weg entlangführt.
- Wolfersgrünberg (Stammersdorf), 1982 benannt nach einem Flurnamen.
- Wolfgang-Riese-Gasse (Leopoldau), 2001 benannt nach dem Chirurgen Wolfgang Riese (1907–1978), Primarius am Krankenhaus Floridsdorf; er engagierte sich maßgeblich beim Wiederaufbau des Spitals nach den Verwüstungen des Zweiten Weltkriegs.[136]
- Wolfsschanzengasse (Floridsdorf), 1965 benannt. In diesem Gebiet lag eine Befestigung, die während des Dreißigjährigen Kriegs 1645 die Stadt Wien vor befürchteten Angriffen der Schweden schützen sollte. Durch den Linzer Frieden konnte diese Gefahr abgewendet werden. Die Gasse hieß vorher Obere Haidschüttgasse. Siehe auch Auf der Schanz im 23. Bezirk Liesing.
- Wolsteingasse (Schwarze Lackenau), 1940 benannt nach dem Veterinärmediziner Johann Gottlieb Wolstein (1738–1820), ab 1777 Direktor des „k.k. Thier-Spitals“, des Vorläufers der heutigen Veterinärmedizinische Universität Wien. Wolstein gilt als ein Wegbereiter der wissenschaftlichen Veterinärmedizin im deutschsprachigen Raum; viele angehende Tiermediziner aus dem Ausland aber vor allem aus den Habsburgischen Kronländern erhielten bei ihm ihre Ausbildung.[137] Siehe auch Veterinärplatz.

## Y
- Yehudi-Menuhin-Weg (Stammersdorf), 2019 benannt nach dem US-amerikanischen Geiger, Bratschisten und Dirigenten Yehudi Menuhin (1916–1999); er zählt zu den größten Violinvirtuosen des 20. Jahrhunderts. 1929 feierte er als Zwölfjähriger seinen Durchbruch, seine Karriere als Konzertgeiger führte Menuhin anschließend um die ganze Welt.

## Z

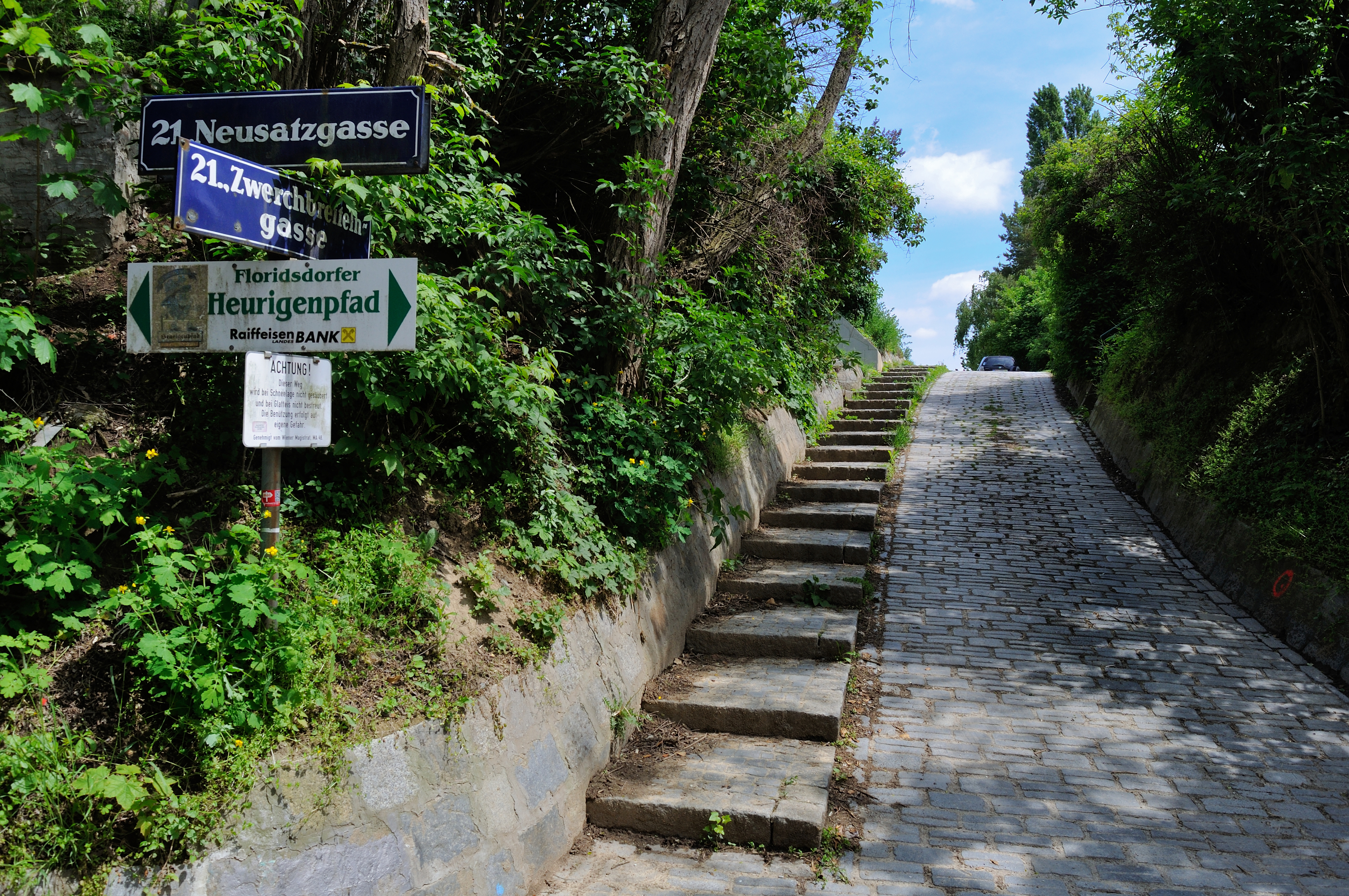
Zwerchbreitelngasse

- Zallingergasse (Schwarze Lackenau), 1936 benannt nach dem Juristen Otto Zallinger-Thurn (1856–1933), Rechtshistoriker, Professor für deutsches Recht und österreichische Rechtsgeschichte an der Universität Innsbruck (1887–1894), Rektor (1891–1892), Professor für deutsches Recht und österreichische Rechtsgeschichte an der Universität Wien (1894–1906), Mitglied der Akademie der Wissenschaften (ab 1900).[138][139]
- Zaunscherbgasse (Floridsdorf), 1909 benannt nach Josef Zaunscherb (1833–1839), Ortsrichter von Floridsdorf; er galt als Förderer des Floridsdorfer Kirchenbaues.
- Zehdengasse (Leopoldau), 1956 benannt nach dem Geographen Karl Zehden (1843–1901), Professor an der Wiener Handelsakademie;[140] sein bekanntestes Werk ist die „Handels-Geographie auf Grundlage der neuesten Forschungen und Ergebnisse der Statistik“. Die Gasse hieß vorher Michael-Pacher-Gasse.
- Zeilingerweg (Leopoldau), 1994 benannt nach Josef Zeilinger (1836–1845), Dorfrichter von Leopoldau; er erbaute das Markthaus von Leopoldau.
- Zelkinggasse (Leopoldau), 1967 benannt nach den ehemaligen Grundherren aus der Familie der Zelkinger. Die Zelkinger waren ein altes Adelsgeschlecht auf dem Gebiet des heutigen Nieder- und Oberösterreichs.
- Ziegelofenweg (Strebersdorf), benannt (Datum unbekannt) nach einstmals in dieser Gegend befindlichen Ziegelöfen.
- Znaimer Gasse (Großjedlersdorf), 1978 benannt nach der Stadt Znaim, die wenige Kilometer nördlich der Grenze Niederösterreichs in Tschechien, Landesteil Mähren, liegt und 1910 zu 85 % von Deutschmährern bewohnt war.
- Zukunftsweg (Leopoldau), 1960 benannt nach der Zukunft, also jener Zeit, die subjektiv gesehen der Gegenwart nachfolgt.
- Zwerchbreitelngasse (Stammersdorf), 1956 benannt nach einem Riednamen. Hieß vorher Kirchberggasse.

## Historische Straßennamen
- Achatgasse: siehe Opalgasse
- Adlerweg: siehe Orelgasse
- Albengasse: siehe Thomagasse
- Alter Mühlweg: siehe Dückegasse
- Am Hubertusdamm: siehe Hubertusdamm bzw. Am Bruckhaufen
- Arbeiterstrandbadgasse: siehe Arbeiterstrandbadstraße
- Bahngasse: siehe Rußbergstraße
- Bei der Haltestelle: siehe Scheydgasse
- Berggasse: siehe Clessgasse
- Bischofsgasse: siehe Michtnergasse
- Bismarckplatz: siehe Hoßplatz
- Bolzanogasse: siehe Bernhard-Bolzano-Gasse
- Boschgasse: siehe Anton-Bosch-Gasse
- Bräuhausgasse: siehe Anton-Dengler-Gasse
- Buchergasse: siehe Christian-Bucher-Gasse
- Dietmanngasse: siehe Michael-Dietmann-Gasse
- Donaustraße: siehe An der oberen Alten Donau
- Drnekweg: siehe Drnekgasse
- Eichengasse: siehe Peitlgasse
- Engerlinggasse: siehe Schlossergasse
- Esterházygasse: siehe Weilandgasse
- Fabriksgasse: siehe Pilzgasse
- Feldgasse: siehe Christian-Bucher-Gasse
- Ferstlgasse: siehe Leopold-Ferstl-Gasse
- Fliedergasse: siehe Königsteingasse
- Floridsdorfer Hauptstraße: siehe Brünner Straße
- Floridusgasse: siehe An der Schanze
- Franz-Josef-Straße: siehe Hermann-Bahr-Straße
- Friedhofgasse: siehe Liesneckgasse
- Gärtnergasse: siehe Stephensongasse
- Gaswerkstraße: siehe Kollarzgasse
- Gemeindegasse: siehe Strebersdorfer Platz
- Gerasdorfer Straße: siehe Stammersdorfer Straße
- Grenzgasse: siehe Ruthnergasse
- Gretlweg: siehe Gretlgasse
- Großjedlersdorfer Straße: siehe Siemensstraße bzw. Zwerchbreitelngasse
- Gründergasse: siehe Uhugasse
- Haidegasse: siehe Demmergasse
- Haidgraben: siehe Kaingasse
- Haidweg: siehe Drygalskiweg
- Hamerlinggasse: siehe Schenkendorfgasse
- Hanslweg: siehe Hanslgasse
- Hauptgasse: siehe Kormorangasse
- Hauptstraße: siehe Floridsdorfer Hauptstraße bzw. Leopoldauer Platz
- Hausgasse: siehe Sperbergasse
- Heinemanngasse: siehe Fischottergasse
- Herrengasse: siehe Anton-Bosch-Gasse
- Hirschensteig: siehe Lormweg
- Holitscher Straße: siehe Wagramer Straße
- In der Viehtrift: siehe Mayerweckstraße
- Invalidengasse: siehe Warhanekgasse
- Jägersteig: siehe Entensteig
- Jedleseer Straße: siehe Strebersdorfer Straße
- Josef-Baumann-Gasse: siehe Eyblweg
- Josef-Meise-Straße: siehe Friedstraße
- Jubiläumsgasse: siehe Deublergasse
- Kagraner Reichsstraße: siehe Wagramer Straße
- Kagraner Straße: siehe Patrizigasse bzw. Wagramer Straße
- Kaisergasse: siehe Peter-Kaiser-Gasse
- Kaiserin-Elisabeth-Gasse: siehe Mengergasse
- Kaiser-Josef-Platz: siehe Freiligrathplatz
- Kellergasse: siehe Untere Sätzen
- Kirchberggasse: siehe Zwerchbreitelngasse
- Kirchengasse: siehe Liebleitnergasse
- Klosterneuburger Straße: siehe Floridusgasse
- Kohlgasse: siehe Sebastian-Kohl-Gasse
- Kretzgasse: siehe Weisselgasse
- Kreuzgasse: siehe Rautenkranzgasse
- Kroygasse: siehe Mörthgasse
- Latzkegasse: 1954 nach Rudolf Latzke benannt; aufgelassen; zwischen Jerusalemgasse und Lammaschgasse; keine Hausnummern;[141] 1967 vermutlich in Zelkinggasse umbenannt
- Leopoldauer Straße: siehe Siemensstraße bzw. Wagramer Straße
- Leopoldsplatz: siehe Kinzerplatz bzw. Ringelseegasse
- Linke Eisenbahngasse: siehe Linke Nordbahngasse
- Linke Nordbahngasse: siehe Kramreitergasse
- Luthersteig: siehe Jedlersdorfer Straße
- Maiweg: siehe Maigasse
- Margret-Dietrich-Gasse: siehe Helene-Richter-Gasse
- Mautner-Markhof-Gasse: siehe Gebauergasse
- Michael-Pacher-Gasse: siehe Zehdengasse
- Moltkegasse: siehe Dunantgasse
- Mühlfeldgasse: siehe Holzmeistergasse
- Mühlgasse: siehe Dückegasse
- Mühlstraße: siehe Morelligasse
- Neugasse: siehe Kirchhoffgasse bzw. Spanngasse
- Nordbahngasse: siehe Werndlgasse
- Nordbahnhofplatz: siehe Nordbahnanlage
- Nordwestbahnkolonie: siehe Koloniestraße bzw. Werndlgasse
- Nordwestbahnstraße: siehe Am Nordwestbahnhof
- Obere Donaustraße: siehe An der oberen Alten Donau
- Obere Haidschüttgasse: siehe Wolfsschanzengasse
- Obere Kellergasse: siehe Am Bisamberg
- Obere Kirchengasse: siehe Anton-Böck-Gasse
- Obere Ziegelofengasse: siehe Ostmarkgasse
- Obermayergasse: siehe Weisselgasse
- Parkgasse: siehe Leopold-Ferstl-Gasse
- Prager Reichsstraße: siehe Prager Straße
- Pressburger Straße: siehe Schlosshofer Straße
- Quergasse: siehe Funkgasse
- Rechte Eisenbahngasse: siehe Rechte Nordbahngasse
- Rieplgasse: siehe Werndlgasse
- Ringelseeplatz: siehe Ringelseegasse
- Rüdigergasse: siehe Siegfriedgasse
- Rudolfsstraße: siehe Franklinstraße
- Rustengasse: siehe Josef-Ruston-Gasse
- Schaffernakgasse: benannt nach Friedrich Schaffernak, 1977 aus dem amtlichen Straßenverzeichnis gestrichen[142]
- Scheunenstraße: siehe Jedlersdorfer Straße
- Schießstattgasse: siehe Walkergasse
- Schiffstraße: siehe Fultonstraße
- Schlingerstraße: siehe Hermann-Bahr-Straße
- Schwenkgasse: siehe Herrenholzgasse[143]
- Siedlergasse: siehe Josef-Melichar-Gasse
- Siemensstraße: siehe Steinheilgasse
- Smitalgasse: siehe Weilandgasse
- Strebersdorfer Straße: siehe Dr.-Nekowitsch-Straße
- Süßenbrunner Straße: siehe Wagramer Straße
- Tegetthoffstraße: siehe Stephensongasse
- Theresiengasse: siehe Anton-Bosch-Gasse
- Thomasgasse: siehe Trillergasse
- Traubengasse: siehe Brachsengasse
- Türkenstraße: siehe Schuchardstraße
- Untere Kirchengasse: siehe Anton-Böck-Gasse
- Untere Ziegelofengasse: siehe Siegfriedgasse
- Vereinsgasse: siehe Fultonstraße bzw. Plankenbüchlergasse
- Vereinsstraße: siehe Theodor-Körner-Gasse
- Wassergasse: siehe Prießnitzgasse
- Wurmsergasse: siehe Prießnitzgasse

1938–1945
- Arnulf-Hansl-Gasse: siehe Gebauergasse
- Silchergasse: siehe Meyerbeergasse
- Stammelgasse: siehe Osergasse
- Wißmanngasse: siehe Matthias-Wagner-Gasse